# Климт, Густав
Гу́став Климт (нем. Gustav Klimt; 14 июля 1862[…], Вена, Австро-Венгрия — 6 февраля 1918[…], Вена, Австро-Венгрия[…]) — австрийский художник и декоратор, один из самых ярких представителей венского модерна. Живописец и график, мастер оформления архитектурного интерьера. Один из основателей Венского сецессиона и участник Венских мастерских. Его монументально-декоративные и живописные произведения отличают стилизация, символизм и эротизм.
Художественное наследие Густава Климта объединяет несколько совершенно разных стилей: отстранённый и в то же время чувственный формальный язык историзма, символизм красок и линий раннего сецессиона, монументальную строгость и богатую орнаментальность «золотого периода» и раскованность цветов и кисти зрелого художника. Многоликость Климта говорит о его открытости новым впечатлениям и отражает коренное обновление венского культурного и артистического общества, ключевым представителем которого он являлся. Творческая жизнь Густава Климта протекала в специфической духовной атмосфере австрийской столицы и в самую интересную и актуальную для современности эпоху в истории европейской культуры fin de siècle, когда зарождался венский модерн.

## Биография

### Семья
Густав Климт родился в венском предместье Баумгартен по адресу Линцер-штрассе, 247. Отец Эрнст Климт (1834—1892) был родом из крестьянской семьи в Богемии, переехавшей из Травчице под Литомержице в Вену, когда ему было восемь лет, занимался гравюрой и ювелирным делом. Мать Анна Климт (1836—1915), урождённая Финстер, коренная венка, в юности мечтала о карьере оперной певицы. Анну Климт описывали как жизнерадостную и мягкую женщину, от отца Густав унаследовал горячий темперамент. Густав был вторым ребёнком и старшим сыном в семье Климтов, воспитывавшей семерых детей. Старшая сестра Клара (1860—1937) с ранних лет страдала от депрессий, которые в то время ещё именовали «тихой хандрой»; она не вышла замуж и вместе с матерью и младшей сестрой Герминой составляла для Густава ту семью, в которой он прожил всю свою жизнь. Густав был очень привязан к младшему брату Эрнсту (1864—1892), который тоже увлекался живописью. Вторая сестра Гермина (1865—1938) тоже не заведёт семьи, посвятит себя заботам о быте брата Густава и оставит дневниковые записи, которые являются важным источником информации о нём. Второй брат Георг (1867—1931) тоже посвятил себя искусству и стал при поддержке старшего брата успешным художником по металлу и медальером. После Георга у Климтов родилась болезненная дочь Анна (1869—1874), смерть которой потрясла мать. Седьмой ребёнок Иоганна (1873—1950) стала единственной из дочерей Климтов, создавшей собственную семью. В браке с бухгалтером Юлиусом Цимпелем у неё родилось четверо детей, один из которых, Юлиус, унаследовал семейный художественный дар и стал иллюстратором и каллиграфом.
Семья Климтов жила бедно. По сохранившимся документам, например, в июле-августе 1889 года Эрнст Климт заработал менее 8 гульденов, в то время как ежемесячный заработок квалифицированного рабочего составлял 40 гульденов. Заработков отца зачастую не хватало на оплату жилья и питания, семье часто приходилось переезжать из одного доходного дома в другой. По воспоминаниям сестры Гермины, в Рождество у Климтов не только не хватало денег на подарки, а не всегда был хлеб на столе. Финансовая напряжённость снизилась только после того, как сыновья стали зарабатывать сами. Густав Климт, скорее одиночка по характеру, как свидетельствовала Гермина Климт, очень любил и ценил свою семью, особенно в зрелые годы, с приходом популярности, сопряжённой с резкой критикой, семья стала для него своеобразным hortus conclusus, где он мог обрести желанное спокойствие и уединение. После смерти отца и брата Эрнста в 1892 году Густав стал основным добытчиком в семье и взял на себя заботы о вдове Эрнста Хелене (1871—1936) и племяннице Хелене (1892—1980). Смерть близкого ему по духу брата ввергла Климта в тщательно скрываемую им депрессию, не отступавшую годами. Трагические события 1892 года сблизили Густава Климта со свояченицей, младшей сестрой Хелены юной Эмилией Флёге.

### Художественно-ремесленное училище и товарищество художников
Проучившись семь лет в городской школе в Баумгартене, в 1876 году 14-летний Густав Климт поступил учиться на преподавателя рисования в венское художественно-ремесленное училище, основанное в 1867 году при Австрийском музее искусства и промышленности. Школьный учитель Густава заметил выраженный художественный талант мальчика и порекомендовал родителям продолжать его образование в этой области. Вступительный экзамен по рисованию сдал на отлично. В отличие от консервативной Академии художеств, училище следовало современному педагогическому принципу, выдвигавшему на первый план восприятие искусства и практическое обучение ремёслам для новых промышленных форм производства. Выпускники училища, получившие равноправно совмещённое художественно-эстетическое и ремесленно-техническое образование, должны были стать новым поколением универсальных специалистов в области прикладного искусства, способных создавать эстетически ценную промышленную продукцию в духе всеобъемлющего произведения искусства. Такой подход стал внедряться с приходом в училище Фелициана фон Мирбаха и принёс свои плоды при сецессионистах. Особую роль в становлении молодого художника Климта сыграл директор училища Рудольф фон Эйтельбергер, который в условиях главенства в Вене салонной живописи Ганса Макарта знакомил подопечных с новейшими зарубежными направлениями в искусстве, в первую очередь с символизмом прерафаэлитов, Ганса фон Маре и Ансельма Фейербаха. Климт окончил обязательный двухлетний подготовительный курс, где его преподавателями орнаментального искусства и графики были Карл Граховина, Людвиг Миннигероде и Михаэль Ризер. Вскоре в это же училище поступил учиться и брат Эрнст, а позднее и Георг. Специальный курс Климт проходил под руководством Фердинанда Лауфбергера, Юлиуса Виктора Бергера и Фридриха Штурма. Густав Климт обучался в училище до 1883 года и специализировался на архитектурной живописи.
Густав Климт считается единственным выпускником венского художественно-прикладного училища, добившимся значительных успехов в художественной карьере до наступления XX века. На третьем году обучения братья Климты и их друг со студенческих времён художник Франц Мач получили от училища стипендию в размере 20 гульденов в месяц на дальнейшее обучение живописи и декоративному искусству, в 1879 году организовали художественное товарищество, в 1883 году открыли в Вене собственную мастерскую и до 1894 года успешно работали вместе над заказами по декорированию в коронных землях Габсбургской монархии, а с 1897 года — и в столице. Товарищество пользовалось поддержкой своих учителей и директора училища Рудольфа фон Эйтельбергера. Ризер обеспечивал ученикам небольшие заказы ещё во время учёбы, например, по подготовке копий эскизов одного из витражей Вотивкирхе. Лауфбергер свёл художников с фирмой Fellner & Helmer, специализировавшейся на обустройстве театральных зданий и обеспечившей их первыми крупными заказами: на потолочные фрески и занавесы для городских театров в Райхенберге и Карлсбаде, а также фресочные работы для городских театров в Фиуме, Брюнне и Бухаресте. Заказ в Райхенберге предусматривал для товарищества вознаграждение в размере 1800 гульденов, что соответствовало бы на 2012 год 18 500 евро. Все три участника художественного товарищества обладали очень схожей манерой письма. Из автобиографических записок Мача известно, что для каждого заказа, порученного товариществу, три художника готовили три самостоятельных набора эскизов, чтобы заказчик имел выбор. Кто будет выполнять работу по выбранному эскизу, решал жребий, и случалось так, что Франц Мач работал по эскизу Густава Климта или наоборот. Младшему Эрнсту поначалу чаще поручали работу над фоном или обрамлением. В Вене в те времена все заказы, на которые подавали конкурсные заявки Климты и Мач, уходили к Гансу Макарту, «князю среди художников», руководителю специальной школы исторической живописи при Академии художеств, непререкаемому авторитету среди художников, занимавшихся оформлением Рингштрассе. Карьерные возможности в столице открылись другим художникам только после его внезапной смерти в 1884 году. Первым заказом художественного товарищества, унаследованным у Макарта через Ю. В. Бергера, стало живописное оформление спальни императрицы Елизаветы на вилле Гермес сценами из шекспировского «Сна в летнюю ночь». Заказчики остались настолько довольны, что сразу поручили трём художникам оформить фресками ещё и салон виллы.
Благодаря организаторскому таланту Мача, заботливо собиравшего сеть контактов и умело ведшего рекламу, дела товарищества быстро пошли в гору. По протекции Эйтельбергера в 1886—1888 годах художественное трио трудилось над фресочным оформлением двух парадных лестниц Бургтеатра на темы истории театра от Античности до XVIII века, чётко установленных директором театра Адольфом фон Вильбрандтом. Для Бургтеатра Климт выполнил несколько фресок: «Колесница Фесписа», «Театр „Глобус“ в Лондоне», «Алтарь Диониса», «Театр в Таормине» и «Алтарь Венеры». Хотя Климт и утверждал, что не писал автопортретов, его можно увидеть в правой части фрески с театром «Глобус» в накрахмаленном рафе рядом с братом Эрнстом в красном камзоле и позади Мача в шляпе без полей. В 1888 году городской совет Вены поручил Климту и Мачу запечатлеть на двух картинах интерьеры предназначенного к сносу старого здания Бургтеатра на Михаэлерплац. В процессе подготовки художники почти ежедневно бывали на представлениях театра по предоставленным им бесплатным абонементным билетам в партер. Гуашь «Зрительный зал в старом Бургтеатре» почти с фотографической точностью воспроизвела две сотни представителей венского общества того времени, но желающих оказаться изображёнными на этой картине оказалось более пятисот. С большим трудом Климту и Мачу удалось отобрать портретируемых, среди которых были в первую очередь постоянные посетители Бургтеатра, но также деятели искусства, финансисты, учёные, знаменитые аристократы и офицеры, императорский двор и венские красавицы. Для многих важных персон Климт изготовил копии картины и тем самым добился признания в высших кругах Вены и зарекомендовал себя «дамским художником». За «Зрительный зал» Климт в 1890 году стал первым лауреатом императорской премии в 400 гульденов. За свою работу в Бургтеатре Климт удостоился в 1893 году малой золотой медали, а товарищество — «Золотого креста» с короной от императора Франца Иосифа.
По окончании работ в Бургтеатре товарищество художников Климтов и Мача продолжило за Макартом оформлять гигантскую лестницу и межколонные пространства в Музее истории искусств циклом аллегорических картин, вписанных в аркады на высоте более 12 м в фойе музея. Среди выполненных Климтом работ для Музея истории искусств, доставшихся ему по жребию, находится «Древняя Греция» («Девушка из Танагры»), в которой уже заметно, что Климт в своём творческом развитии пытается отойти от идеалов своих учителей и приближается к югендстилю. В духе английских прерафаэлитов и символистов девушка меж двух колонн на фоне орнамента виноградной лозы, амфоры и древнегреческой скульптуры из фондов музея одета по современной художнику моде, у неё современная причёска и поза, не отвечающая канонам академического историзма. О наметившемся отходе художника от историзма к символизму свидетельствуют также портреты композитора Йозефа Пембаура и актёра Йозефа Левинского в образе Карлоса из «Клавиго», а также картина «Любовь», написанная для многотомного издания «Аллегории и эмблемы», в которой Климт распрощался с салонной живописью эпохи грюндерства. После успешного завершения работ в Музее истории искусств в 1891 году все трое, едва достигшие тридцати лет, были приняты в объединение венских художников. С улучшением материального положения благодаря сыновьям семья Климтов в 1890 году переехала на новое место по адресу Вестбан-штрассе, 36, где Густав проживёт до самой смерти. В 1892 году успешное трио художников разместилось в новой мастерской в тихом и идиллическом садовом павильоне на Йозефштедтер-штрассе, 21. Но тот год Густаву Климту омрачили тяжёлые утраты: в июле умер его отец, а в декабре — брат Эрнст. Об отношениях Густава Климта с отцом известно мало, но смерть брата, который был близким другом и коллегой, на пять лет ввергла его в духовный и творческий кризис.

### «Факультетские картины»
Начало художественной карьеры Климта не предвещало той борьбы, которая сопровождала её дальнейшее развитие… Остановись Климт в той точке своего творчества, он не претерпел бы внутренних изменений, сегодня он несомненно был бы осыпан почестями и благами… Климт сделан из другого теста. Ничто не могло заглушить внутреннее беспокойство души художника.
Без Эрнста Климта отношения между двумя членами товарищества разладились. Франц Мач с собственными эскизами безуспешно пытался получить самостоятельный заказ на оформление актового зала Венского университета, но провалился и был вынужден привлечь к заказу Густава Климта, которому достались три из пяти заказанных университетом картин: «Философия», «Медицина» и «Юриспруденция». Для Климта скандальная история с «факультетскими картинами», вбившая клин в его отношения с австрийским государством, ознаменовала переломный момент в жизни и творчестве. Сначала художники разошлись во взглядах по поводу стиля предстоящей работы, и Климт всё чаще работал в мастерской в одиночку. В распадавшемся после смерти Эрнста товариществе Густав более не видел необходимости ограничивать свою креативность ради общего блага. И Климт, и Мач одновременно претендовали на профессорские должности в Венской академии художеств, но Климт получил отказ, и конфликт между некогда товарищами усугубился надолго: даже спустя годы Климт отказался пригласить Мача в Венский сецессион. Затем эскизы картин, представленные Климтом в комиссию министерства образования и просвещения, несколько раз отправляли на доработку. Только для «Философии» Климт, с самого начало метавшийся между свободой творчества и обязательствами по отношению к заказчику, подготовил 26 композиционных эскизов. Неприятие государственного заказчика вызывают, с одной стороны, формальный уход Климта из историзма в символизм, который воспринимался слишком модернистским, а с другой стороны, подход Климта к познанию, которое у него не просто рациональная способность, но и провидение, интуиция. Для Климта и его соратников аллегория, как чистое олицетворение понятия, является совокупностью произвольных условностей и традиций, которые столетиями выражали политические ценности, поэтому она противоречит свободному выражению идей художника. В «факультетских картинах» Климт впервые последовательно отказывается от аллегории как символа идеи и стремится перенести идею на холст непосредственно как метафизическую сущность.
«Философия» была впервые показана публике в 1900 году на VII выставке Венского сецессиона, где она заняла центральное место напротив входа в большом зале и вызвала протест не только посетителей выставки, но и университетской профессуры, которая официально выступила против размещения «Философии» в стенах университета. Невиданный до той поры в Вене скандал обеспечил выставке рекордные 35 тыс. посетителей и воскресил интерес венского общества к Густаву Климту, который тот мог предвидеть и ожидать. Газеты разразились невежественными и злобными статьями, в которых Климту доставалось за всё современное искусство в целом. Один из профессоров естествознания Венского университета писал: «Я не знаком с Климтом и не знаком с его картиной. Но я испытываю такую ненависть к современному искусству, что противостою ему везде, где только могу». Травля Климта по выражению венского философа Альфреда Йодля была провозглашена «борьбой с уродливым искусством», художника обвиняли в безумии и «возмутительной аморальности», критики соревновались в ядовитости своих статей. В ответ на критику Йодля ординарный профессор истории искусств Венского университета Франц Викхофф выступил в мае 1900 года в венском философском обществе с лекцией «Что уродливо?». Он заявил, что «редкий художник так глубоко преклонялся перед наукой, как Климт в „Философии“», и выразил надежду, что голоса критиков смолкнут, когда будет готова «Медицина», потому что «общество лучше понимает Климта и его духовный мир». Спустя три недели после открытия выставки, продолжавшейся в Вене три месяца, картина «Философия» отправилась на Всемирную выставку в Париж, где завоевала золотую медаль. Вслед за этим дебаты перешли на международный уровень: американский искусствоведческий журнал The Artist в июле 1900 года подробно изложил конфликтную ситуацию и пришёл к выводу, что картина не годится для университетского потолка, потому что у студентов возникнут трудности с её прочтением, а мысль художника выражена недостаточно просто.
Скандал с «факультетскими картинами» продолжился на X выставке сецессиона, где была представлена «Медицина» с изображением богини Гигиеи, чью руку обвивает змея Асклепия над чашей жизни на фоне поднимающегося вверх мощного потока реалистично изображённых человеческих тел, символизирующего смерть, болезнь и боль. Фельетон газеты Neue Freie Presse обвинил Климта в том, что вместо великих достижений медицинской науки последних лет он изобразил «триумф смерти». Выработанный Климтом в «факультетских картинах» универсальный научный взгляд с привлечением астрономии и психоанализа, идея духовного языка, развивающегося в каждом человеке на протяжении жизни, и физическая и психическая трансформация человека в течение жизни остались незамеченными ни профессурой, ни критикой. Новый изобразительный язык Климта преодолел границы научных дисциплин и заставил консерваторов беспокоиться о своих должностях. Раздражение по поводу скандального неприятия «факультетских картин» Климт выразил в интервью газете Wiener Morgenzeitung, заявив, что у него нет времени на перебранки с упрямцами. «Если моя картина готова, я не хочу тратить ещё месяцы на то, чтобы оправдаться перед кучей народа. Для меня важно не то, скольким она нравится, а кому она нравится», — уточнил он свою позицию. Климт выбрал себе роль бунтаря.
Третья и последняя «факультетская картина» «Юриспруденция» не угодила государственной комиссии обескураживавшими образами Истины, Справедливости и Закона. В руках у аллегории Закона находится книга с надписью Lex, Справедливость вместо традиционных весов держит меч и подняла руку для клятвы, а Истина изображена в виде «голой правды». Со слов художественного критика Людвига Хевеши, больше всего министерскую комиссию возмутило то, что вместо изображения триумфа права как инстанции, Климт показал, во что право может превратить человека — в сгорбленного грешника в объятиях полипа нечистой совести, которого судят силы судьбы, выносящие ему произвольный приговор. Климт писал конечную версию «Юриспруденции» в 1907 году, когда первоначальные разногласия уже вылились в ожесточённую и непримиримую войну между университетом и художником, и, возможно, в ней он интерпретировал собственную ситуацию.
После долгих споров государственная комиссия отказалась принять три «факультетские картины» Климта. Берта Цукеркандль, верная защитница Климта и сецессиона, опубликовала интервью и письмо Климта министру образования, в котором художник заявил, что в тот же день вернёт выплаченный ему аванс в размере 60 тыс. крон и отказался впредь работать с заказчиком, который не верит в его работу и поносит самого художника, — с австрийским государством, а картины оставит себе, не изменив в них ни единого штриха. Ответ из министерства пришёл на следующий день и содержал отказ принять возвращённый аванс и требование незамедлительно выдать три заказанные картины, уже находившиеся в собственности государства, под угрозой применения физической силы. Ажиотажная история, за которой через газеты следила вся Вена, завершилась на следующий день победой Климта, который не открыл дверь в мастерскую прибывшим грузчикам. На сторону художника в эти трудные времена помимо Берты Цукеркандль встали его верные защитники Герман Бар, Людвиг Хевеши, Феликс Зальтен и Петер Альтенберг. В конечном итоге «факультетские картины» приобрёл меценат Август Ледерер. В 1930-е годы нацистские власти национализировали ледереровскую коллекцию работ Климта. «Факультетские картины» были уничтожены пожаром 8 мая 1945 года в замке Иммендорф, где они хранились во время Второй мировой войны вместе с другими произведениями искусства, в том числе ещё 13 картинами Климта. Дворец был подожжён при отступлении солдатами вермахта. От «факультетских картин» сохранились только три чёрно-белые фотографии и одна цветная фототипия фигуры Гигиеи из «Медицины». Её сверкающие золотые и красные краски дают представление о том, как мощно выглядели эти утраченные произведения искусства.

### Первый председатель Венского сецессиона
Климт — предводитель, путеводная звезда, всеми признанный гений. Тот, у кого не было предшественников и не будет последователей. Единичный, одинокий […]. Примитивный и изысканный, простой и сложный, но всегда одухотворённый.
Венский сецессион, революционизировавший венское искусство, немыслим без Густава Климта, ставшего его предводителем, а участие в сецессионе оказало огромное влияние на творчество художника. По мнению Ганса Титце, первого биографа Климта, к моменту создания сецессиона Климт уже казался сложившейся творческой личностью, но возникшее новое движение выбило его из проложенной колеи, разрушило и пробудило его глубинную сущность и создало человека и художника Климта, которого мы знаем: в борьбе с Веной, срывая лучшие личные цветы её искусства, Густав Климт, следуя первобытному закону гениальности, превращается в сгусток венского искусства.
Венский сецессион появился в 1897 году как объединение 50 учредителей, среди которых были архитектор Йозеф Хоффман, художник-декоратор Коломан Мозер и предприниматель Фриц Верндорфер, которые в 1903 году организуют Венские мастерские, а также архитектор Йозеф Мария Ольбрих, спроектировавший Дом сецессиона, и великий педагог Отто Вагнер, создавший архитектурный стиль и городское планирование, ставившие потребности человека выше архитектурных референций. Из художников в учредителях Венского сецессиона числились Карл Молль, Йозеф Энгельхарт, Эрнст Штёр, Вильгельм Лист и Макс Курцвайль. Художников сецессиона объединял не единый стиль, а желание найти подходящие выставочные возможности. Выставки, организованные Венским домом художника, подвергались критике за свою бессистемность, которая усложняла понимание публикой представленных работ, и «рыночность», выдвигавшую на первый план сбыт, а не дидактические цели. Венский сецессион ставил своей целью с помощью сфокусированных выставок предоставить форум австрийскому авангарду и одновременно привлечь в Вену зарубежный модерн, чтобы вдохновиться самим и увлечь им публику. Избрание Густава Климта первым председателем Венского сецессиона объяснялось несколькими причинами. Во-первых, Климту покровительствовал старший товарищ, влиятельный, успешный и популярный Карл Молль, неутомимый сторонник модерна, обладавший обширными связями в венском обществе и выраженным организационным талантом. Именно в салоне Карла и Анны Молль Климт познакомился с представителями венского общества и начал писать их портреты. Среди них были Серена Ледерер, Мария Хеннеберг, Роза фон Ростхорн-Фридман и Тереза Блох-Бауэр, сестра знаменитой «Золотой Адели». Во-вторых, сыграла свою роль личность Климта: он был как раз тем лидером, который требовался художникам, — чудаковатым, немногословным, но всегда серьёзным. Ему удалось добиться успехов без помощи государства и Академии, его считали стойким и аутентичным.
Становление Климта как художника немыслимо без Венского сецессиона: здесь он знакомился со многими прорывными произведениями зарубежного искусства, здесь проходили резонансные презентации его собственных работ. Сецессион был для Климта не только убежищем, где он обрёл единомышленников, но и ареной, где он бросал вызов общественности. Полемический настрой учредителей сецессиона прослеживается в нескольких работах Густава Климта того времени. На картине «Афина Паллада» (1898) богиня, выбранная покровительницей нового художественного объединения и фигурирующая на афише его первой выставки, намеренно предстаёт в искажённом облике, по определению Людвига Хевеши, «демонессой сецессиона», ледяным взором гипнотизирующей зрителя. Она вступает в борьбу с устаревшими традициями ради нового искусства — обнажённой фигурки победительницы в правой руке. «Афина Паллада» была впервые показана на первой выставке в новом Доме сецессиона осенью 1898 года и вызвала большой ажиотаж. Новая, необычная трактовка античного сюжета, предложенная художником, оставила недовольными приверженцев классической традиции из-за своей брутальности. Первое по-настоящему модернистское произведение Климта оповестило общественность о появлении на венской художественной сцене противоречивой личности, которой предстоит привести её в движение.
Для XIV выставки Венского сецессиона в 1902 году, посвящённой гению Людвига ван Бетховена, Густав Климт подготовил «Бетховенский фриз», который изначально задумывался как временное оформление трёх стен левого бокового зала «Бетховенской выставки». В «Бетховенском фризе» художник опирался на Рихарда Вагнера, который в своём сочинении «Опера и драма» отзывался о Девятой симфонии Бетховена как о произведении синтетического искусства, что полностью соответствовало идеалам сецессионистов. Творчески переработав мысли Вагнера и «Оду к радости» Ф. Шиллера, Климт придал структуре фриза музыкальность в повторяющихся мотивах с парящими женскими образами, олицетворявшими стремление к счастью. На теоретической основе вагнеровского текста Климт слева направо описывает свои впечатления от прослушивания симфонии в комбинации с одой Шиллера о борьбе человечества за счастье. «Бетховенская выставка» имела огромный успех. Искусствоведческий журнал «Немецкое искусство и декоративность» в этой связи хвалил Климта: «Климт — это индивидуальность, которая не желает быть измеренной одной меркой, […] он восприимчив к самым тонким впечатлениям […] Его сущность, как бы странно это ни казалось, целиком и полностью венская. Искусство Климта, экзотическое, диковинное, в высшей степени деликатное, как оно есть, уходит корнями именно в этот род. Лишённое всех грубых чувственных форм, оно предстаёт утончённым „венством“, как духовный субстрат, в котором от материальной сути вещей не осталось ничего кроме дуновения обаяния, лёгкого земного аромата, обволакивающей чувственной атмосферы». Но были и критические выступления: возмущённый музыкальный критик Роберт Хиршфельд считал, что непотребства в центральной части фриза превзошли все прежние образцы непристойности в искусстве, а газета Wiener Sonn- und Montagszeitung увидела в «Бетховенском фризе» оскорбление священных чувств, обозвала его порнографией от живописи, достойной подвальных языческих оргий, а не залов, куда наслаждаться искусством приходят почтенные дамы и юные барышни. Лишь очень немногие современники могли оценить умение Климта абстрагировать женские тела и превращать их в символы чего-то иного.
Раскол в Венском сецессионе назрел в 1905 году как на идейной, так и на материальной почве. В идейном плане сецессионисты разошлись по вопросам стиля: Климт и его сторонники, так называемые «стилисты», выступали за проникновение искусства в любых его видах во все сферы жизни и придавали в этом направлении большое значение декоративно-прикладному искусству. Такой подход не устраивал «натуралистов», державшихся за чёткое определение искусства. Разногласия в Венском сецессионе, по словам Людвига Хевеши, зрели ещё со времён подготовки ко Всемирной выставке в Сент-Луисе в 1904 году. Австрия поначалу отказалась от участия в этой Всемирной выставке, но узнав, что отказавшихся стран оказалось только две — Австрия и Турция, изменила своё решение. Министерство просвещения поручило подготовку экспозиции Австрии сецессиону, в котором вместо обычного отбора лучших работ задумали оформить в соответствии с идеалами гезамткунстверка зал Хоффмана с произведениями всего трёх сецессионистов: «факультетскими картинами» Климта, скульптурами Франца Мецнера и полихромными скульптурными работами Франца Андри. Такое решение не могло не вызвать недовольства у большинства сецессионистов. В 1903 году в сецессионе состоялась первая персональная выставка, и она была посвящена творчеству Густава Климта. Она оказалась исключительно успешной, художник выручил 36 тыс. крон. В том же году Хоффман и Мозер открыли Венские мастерские, занявшиеся выпуском высокохудожественных предметов потребления, начиная от обоев, мебели, посуды и столовых приборов в дизайне интерьеров и заканчивая дамскими аксессуарами и персональными почтовыми карточками. В 1904 году ювелир Пауль Бахер приобрёл галерею Митке под магазин Венского сецессиона. Так называемая «группа художников» во главе с Энгельхартом, вопреки реалиям жизни и необходимости зарабатывать на жизнь, протестовала против предательского смешения практики художественных ремёсел и искусства, против «коммерциализации» объединения и проведения «конкурентных выставок», где на каждое произведение искусства объявлен ценник. К 1905 году соратники Энгельхарта конфликтовали с так называемой «группой Климта», утверждая, что успешные Климт, Мозер или Молль незаслуженно отодвинули их на второй план, и обвиняли оппонентов в дискриминации на выставках. Претензии были не совсем оправданы, поскольку группа Энгельхарта в эти семь лет существования сецессиона преимущественно концентрировалась на руководящих функциях и организационных задачах в подготовке выставок в ущерб творческому развитию, и Энгельхарт дважды избирался председателем сецессиона в 1899 и 1910 годах. Решение против группы Климта было принято с перевесом всего в один голос.

### Венские художественные выставки 1908 и 1909 годов
После выхода из сецессиона в 1905 году у группы Климта в течение трёх лет не было совместных выставок, которые для художников всегда были значительным источником дохода. Работы Климта, начиная с «факультетских картин» в 1907 году время от времени демонстрировались в венской галерее Митке и за рубежом, но в Вене для всей группы художников выставочных площадей не находилось. В 1908 и 1909 годах на площадке, отведённой под строительство нового концертного зала, но временно предоставленной министерством внутренних дел под выставку, группе Климта при финансовой поддержке министерства просвещения удалось организовать две масштабных выставки, каких ещё не видывала Вена. По проекту Й. Хоффмана из облегчённых конструкций были возведены павильоны на 54 выставочных зала, кофейня и театр под открытым небом, между которыми были проложены дорожки, террасы и сады. Первая Венская художественная выставка проходила с 1 июня по 16 ноября 1908 года по случаю 60-летнего юбилея царствования императора Франца Иосифа I и была посвящена искусству габсбургской монархии во всём её многообразии: церковное искусство, художественные ремёсла, плакатное искусство, архитектура, скульптура и живопись. Экспозиция выставки насчитывала более 900 произведений искусства. В ставшей знаменитой речи на открытии выставки Густав Климт говорил о том, что нет ни одной даже самой незначительной или малой области человеческой жизни, в которой не нашлось бы простора для художественных устремлений, что даже самая неприметная вещь, выполненная в совершенстве, умножает красоту земли, и только постоянно и постепенно наполняя всю жизнь художественными целями можно добиться прогресса в культуре. В зале № 22, изящно оформленном Коло Мозером и наречённом Петером Альтенбергом «церковью современного искусства имени Густава Климта», были представлены работы художника, выполненные за последние пять лет: «Поцелуй», «Портрет Адели Блох-Бауэр I», «Даная», «Три возраста женщины», несколько женских портретов и пейзажей. В произведениях «золотого периода», представленных на выставке, художник уже расстался с былым духом борьбы, его увлекла идея ухода художника в мир прекрасного, полнее всего воплощённая в «Поцелуе». На картины, представленные на Венской художественной выставке, сатирический журнал Die Muskete разразился циклом в восемь карикатур, в том числе на «Три возраста женщины», «Данаю» и «Золотую Адель» Климта.
Вопреки оптимизму её устроителей, художественная выставка в экстремально жаркое венское лето 1908 года не оправдала себя с финансовой точки зрения. К тому же жёсткая и неожиданная критика работ юного Оскара Кокошки затмила все положительные рецензии. Публика и критики так накинулись на дебютанта выставки, что вспомнился старый скандал вокруг «факультетских картин» Климта. Даже прогрессивный Хевеши в споре с Климтом хотя и признавал за Кокошкой талант, но отказывал ему во вкусе «даже на крейцер», на что Климт отвечал: «Но талант у него на гульден! Вкус важен знатоку вин, поварихе. Искусство не имеет ничего общего со вкусом». Сомнения в правильности принятого решения об участии Кокошки в выставке высказывались и в самой группе Климта, ведь скандал из-за таких «дикостей» угрожал успеху всей выставки в целом, но Климт не отвернулся от своего ученика и отстаивал его участие в выставке, даже если бы её собирались закрыть. Несмотря на финансовый провал первой выставки, на второй выставке в 1909 году второе поколение модернистов уже представлял не только Оскар Кокошка, но и Эгон Шиле. Климт в том же зале № 22 представил в этот год «Юдифь II», «Надежду II», пейзажи и рисунки. Представленные на выставке 1909 года работы Ван Гога, Мунка, Гогена, Валлотона, Боннара и Матисса дали Климту импульс для нового этапа в творчестве. После этого громкого события в художественной жизни Вены с широким международным участием Климт больше никогда не занимался организацией художественных выставок.

### Последние годы
Последние годы жизни Густав Климт провёл в ещё большем уединении. В 1911 году он перенёс свою мастерскую поближе к природе, в Хитцинг, в одноэтажный дом на Фельдмюльгассе, 11, неподалёку от Шёнбруннского парка. Сад с цветочными клумбами, прилегающий к мастерской, Климт увековечил в 1912 году в пейзаже «Розовый сад». В этой мастерской с большими окнами, в окружении ксилографий, скульптур, японских костюмов, самурайских доспехов и мебели дизайна Йозефа Хоффмана Климт начал новый творческий период и провёл за работой последние шесть лет жизни. Художник вновь обратился к образам «прекрасных венок», здесь были написаны яркие и цветистые «Дама с веером», «Невеста» и обе «Танцовщицы», он как будто пытался вытеснить войну из своего мира и создал лишь одну картину на злободневную тему — «Смерть и жизнь». С годами Климт в поисках смысла жизни и смерти всё чаще изображал людей с закрытыми глазами, спящими или грезящими. В поздних работах, на картинах «Дева» и «Невеста», люди сплетаются в плотный людской клубок. Швейцарский искусствовед Аннемари Монтайль трактовала его как «счастье безмятежного погружения в другие миры, перехода в потусторонний мир» во времена наступавшего конца света.
В 1912 году Густав Климт был избран председателем Австрийского союза художников и весной 1913 года в этом качестве присутствовал на общей художественной выставке в Будапеште, где было представлено десять его работ. В том же году его картины «Дева» и «Портрет Адели Блох-Бауэр II» участвовали в XI Международной художественной выставке в Мюнхене, а затем Карл Райнингхаус пригласил его в жюри учреждённой им художественной премии. Согласно сохранившимся заметкам в блокноте Климта, он хорошо зарабатывал и в военные годы, коллекционеры, посещавшие его ателье, охотно приобретали серийно создаваемые им в этот период портреты элегантных и экзотических незнакомок. В мае 1914 года Климт отправился в Брюссель, чтобы впервые увидеть готовый фриз в столовой дворца Стокле. Ему понравился красивый дворец, сам фриз, как он писал Эмилии Флёге, напомнил ему о летних месяцах интенсивной работы над ним в Каммере на Аттерзе в 1908 и 1909 годах, но результатами он остался доволен не полностью. Чета Стокле подготовила австрийскому гостю обширную культурную программу, объездила с ним пол-Бельгии, но за исключением африканских скульптур в Музее Конго художнику в поездке ничего не понравилось: он плохо говорил по-французски, страдал ностальгией, насморком и от проблем с пищеварением. В 1915 году умерла мать Густава Климта, он остался жить с двумя незамужними сёстрами в квартире на Вестбан-штрассе. В 1917 году Густава Климта избрали почётным членом Венской и Мюнхенской академии художеств.
11 января 1918 года Густава Климта разбил инсульт, после которого ему парализовало правую половину тела. Состояние здоровья Климта стало быстро ухудшаться. Для лечения пролежней его положили на водную постель в общей больнице к профессору Герхарду Рилю, где он подхватил грипп и воспаление лёгких. В течение трёх недель пресса публиковала бюллетени о состоянии здоровья художника, у которого якобы были все шансы на выздоровление. На смертном одре побритый измождённый Климт требовал у сестёр послать за Эмилией Флёге. Густав Климт умер в шесть часов утра 6 февраля 1918 года, став первым в череде смертей коллег: в том же году умерли Отто Вагнер, Коломан Мозер, Эгон Шиле и Фердинанд Ходлер. 7 февраля Эгон Шиле спустился к другу в больничную покойницкую: Климт выглядел исхудавшим и помолодевшим, а на выполненных Шиле рисунках мёртвого Климта совершенно не узнать. Городские власти устроили Густаву Климту похороны на Хитцингском кладбище 9 февраля 1918 года. В прощальных речах на похоронах Густава Климта звучало сожаление о том, как мало ценила художника Вена. Проект Йозефа Хоффмана оформить могилу Климта в виде цветочного саркофага не был реализован. Его наследство, состоявшее из стопок рисунков и незаконченных картин, поделили сёстры, брат и Эмилия Флёге.

## Творчество
В творчестве Густава Климта традиционно выделяется два основных этапа: раннее и основное творчество. Раннее творчество охватывало период до 35-летия художника, в связи с чем наступление его творческой зрелости фиксировалась достаточно рано. Искусствовед Отмар Рюхлик, специализирующийся на ранних работах Климта, посчитал, что такая грубая классификация несправедливо занижает значение художника для феномена мирового масштаба — венского историзма и недооценивает его творческую роль в оформлении венской Рингштрассе. Согласно периодизации Рюхлика в творчестве Густава Климта следует выделять три основных периода: раннее творчество в составе товарищества художников (преимущественно, оформление противопожарных занавесов и театральных интерьеров), затем период от Рингштрассе до факультетских картин (1886—1900) и, наконец, от сецессиона (1898—1905) до кончины в 1918 году.

### Дамские портреты
Без женщин, как моргенгабе преподносящих себя его искусству, Климт попросту немыслим. Как будто цветочной гирляндой обвивают они его творчество. Это венки, девушки из народа и дамы из приличного общества, еврейки и аристократки. Он точно знал их, он жил словно овеянный их благоуханием. И он стал провозвестником их славы — один из совсем немногих, кого вообще нашла современная европейская женщина.
Климт создал из венки идеальный тип женщины: современную женщину с мальчишеской стройностью. Он писал женщин, обладавших загадочным очарованием. Тогда ещё не было выражения «вамп». Но Климт создал тип Греты Гарбо, Марлен Дитрих задолго до того, как он стал реальностью.
В значительной мере успех в карьере художника Густаву Климту обеспечили парадные портреты. Со многими женщинами, портреты которых Климт написал, его познакомил Карл Молль, который также провёл его в круг общения интеллектуальной крупной буржуазии. С некоторыми женщинами Климт дружил, с другими — заводил романы, в любом случае, ему, как художнику, было положено интересоваться портретируемыми. Женские портреты — более чем важный блок в его творчестве, раскрывающий его художественную самостоятельность и стилистическую радикальность и, к тому же, обеспечивший ему финансовую независимость. Большинство портретируемых Климтом женщин — из еврейской крупной буржуазии: в 1849 году были инициированы изменения в конституции Австрии, позволившие евреям иметь в собственности объекты недвижимости, и состоятельные еврейские семьи стали обзаводиться великолепными дворцами, которые требовалось украсить соответствующим образом, и портрет хозяйки дворца в салоне был обязательным. Проблема заключалась в том, что лишь немногие маститые венские художники придерживались либеральных взглядов в условиях ещё в целом антисемитски настроенной Австрии. Климт сумел поставить себя выше феодальных общественных иерархий и антисемитской враждебности, осознавая, что встретит неприятие дворянства. В 1897—1917 годах Густав Климт написал почти два десятка дамских парадных портретов, и их могло бы быть значительно больше, если бы не началась мировая война, приведшая к общественным потрясениям. Ещё со времён «факультетских картин» Климт пользовался славой «самого эротичного художника», но в официальных женских портретах он изображал преимущественно дам в пышных одеяниях, скрывающих контуры тел портретируемых. Очевидно, с художественной точки зрения он считал необходимым лишить парадные портреты какого-либо намёка на эротику. В климтовских официальных портретах нет ни томления, ни порывов. Климт даже манкировал основной задачей портретиста — отразить личность портретируемого и последовательно лишал дам на своих портретах не только тела, но и личности. Фон картины и тело портретируемой переходят друг в друга: не женщина помещается в пространство картины, а в инсценированном пространстве в отрыве от реальности парят её индивидуальные голова и руки. Женщина тем самым превращалась в орнамент, который по воле заказчика должен украшать его дом.
Портрет Сони Книпс, созданный в 1897—1898 годах, ознаменовал прорыв Климта в стилистике, первоначально сплавившей в себе бельгийский символизм и викторианскую живопись и позднее испытавшей влияние импрессионизма, мозаичной техники декоративно-прикладного искусства и азиатских веяний в самых свободных комбинациях. Этот портрет размером 145 × 145 см положил начало целому ряду крупноформатных портретов в роскошных рамах в соответствии со вкусами клиентуры Климта. Климт разделил площадь картины на две почти равные части: Соня Книпс сидит в кресле на светлом переднем плане справа. На ней виртуозно переданное платье из розового тюля, тёмный задний план, украшенный цветами, напоминает террасу. В позе Сони сталкиваются представительность и мимолётность: положение её левой руки на подлокотнике кресла и размытость в изображении правой руки с красным альбомом создают впечатление, как если бы её отвлекли от чтения и она собиралась подняться. Квадратная форма портрета придаёт его композиции уравновешенность и покой, который нарушает сама портретируемая, которая слегка подавшись вперёд верхней частью тела, сидит на краешке глубокого кресла. Для портрета Сони Книпс Климт написал более полутора десятков эскизов, а его композицию вместе с набросками он прорабатывал в том самом красном альбоме, что изображён в руке Сони. Портрет был продемонстрирован на II выставке сецессиона в ноябре 1898 года и стал поворотным в художественной карьере Густава Климта. В 1898—1899 годах под влиянием Фернана Кнопфа, Джеймса Уистлера и Клода Моне Климт написал близкие к монохромности портреты Гертруды Штайнер и Серены Ледерер, но, вероятно, остался недоволен результатами, потому что впоследствии вернулся к более ярким цветам и более тщательной проработке композиции заднего плана.
Следующим этапом в развитии портретного стиля Климта стал постимпрессионистский портрет Марии Хеннеберг, супруги фотографа Гуго Хеннеберга. В портрете с размытыми контурами и плавными переходами, выглядящем как живописная мозаика, только лицо и кружевные воланы платья имеют конкретную предметность. Климт сфокусировался исключительно на лице, руках и платье и в следующих работах только ещё больше наводил на них резкость. В портрете 19-летней Гертруды, не отвлекаясь на фон, Климт подал сильный и целостный облик девушки на почти белом монохромном фоне, притянув всё внимание к её лицу. В этой работе уже формально заложена вся концепция климтовских портретов: акцент на лице и руках, бледный цвет лица, румяные щёки, плоская грудь и до 1912 года невидимые ноги. Петер Альтенберг восторженно отзывался о климтовских дамах: «Эти женские портреты — как венец творения тончайшей романтики природы. Нежные, благородно сложенные, хрупкие создания, какими увлекаются поэты в сердечных грёзах, никогда не утихающих и никогда не утолённых. Руки — отражение прелестной души, слегка по-детски окрылённой, возвышенной и благонравной одновременно! Все они неподвластны земному притяжению [ … ]. Все они принцессы из лучших, нежнейших миров».

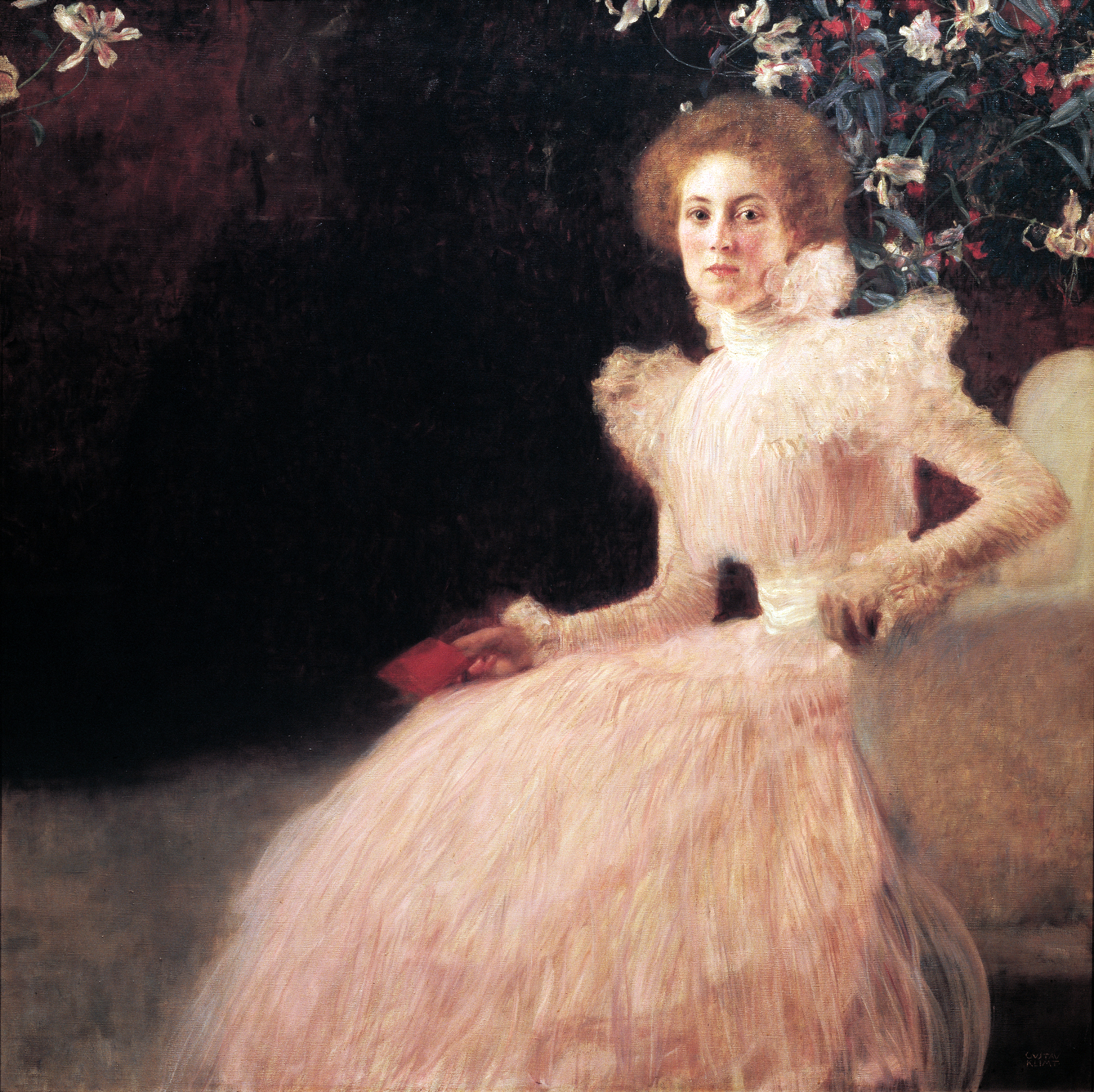
Портрет Сони Книпс с климтовским красным альбомом для зарисовок в руке. 1897—1898
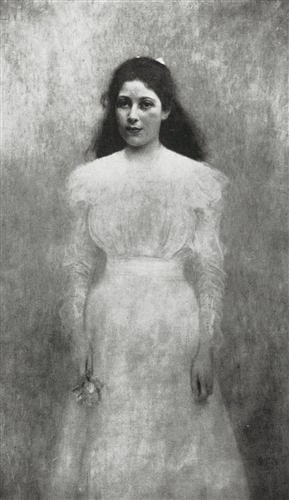
Портрет Гертруды Штайнер. 1898
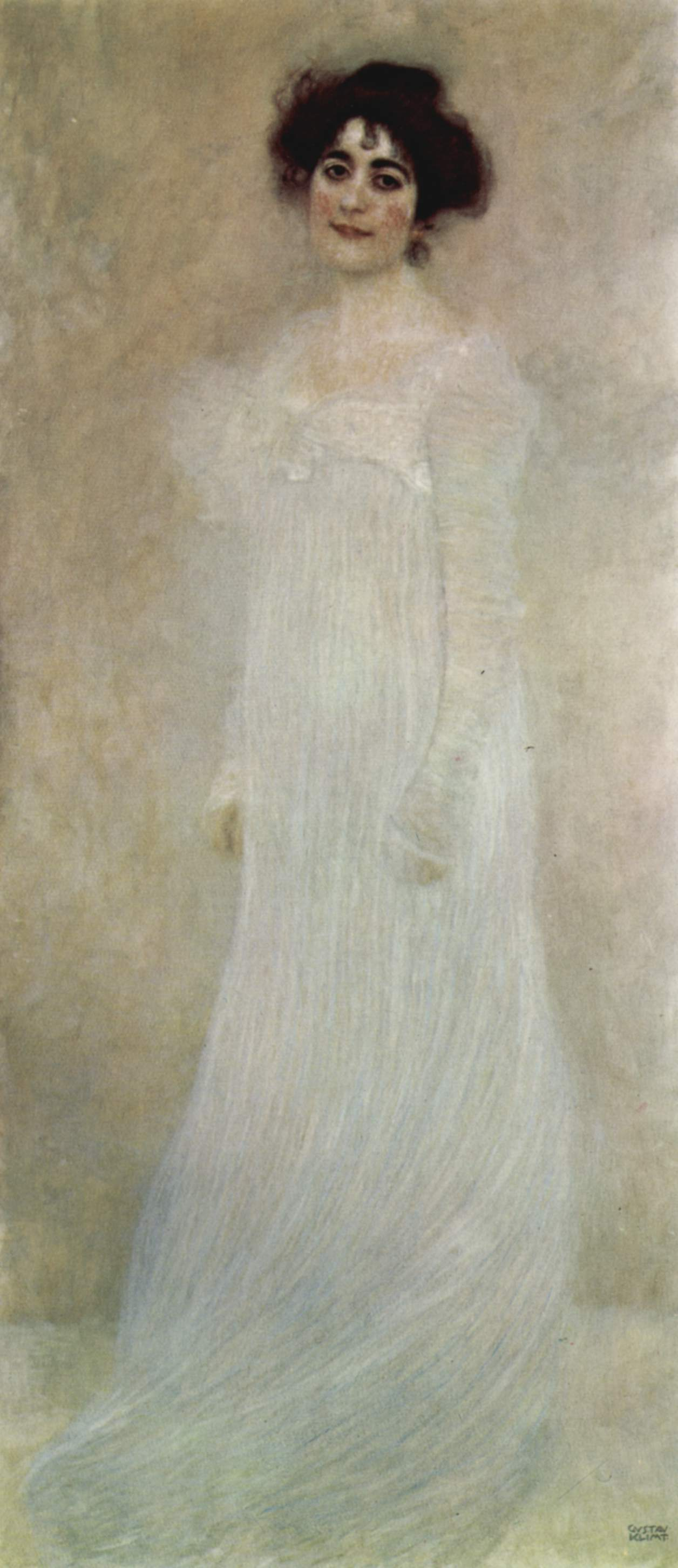
Портрет Серены Ледерер. 1899
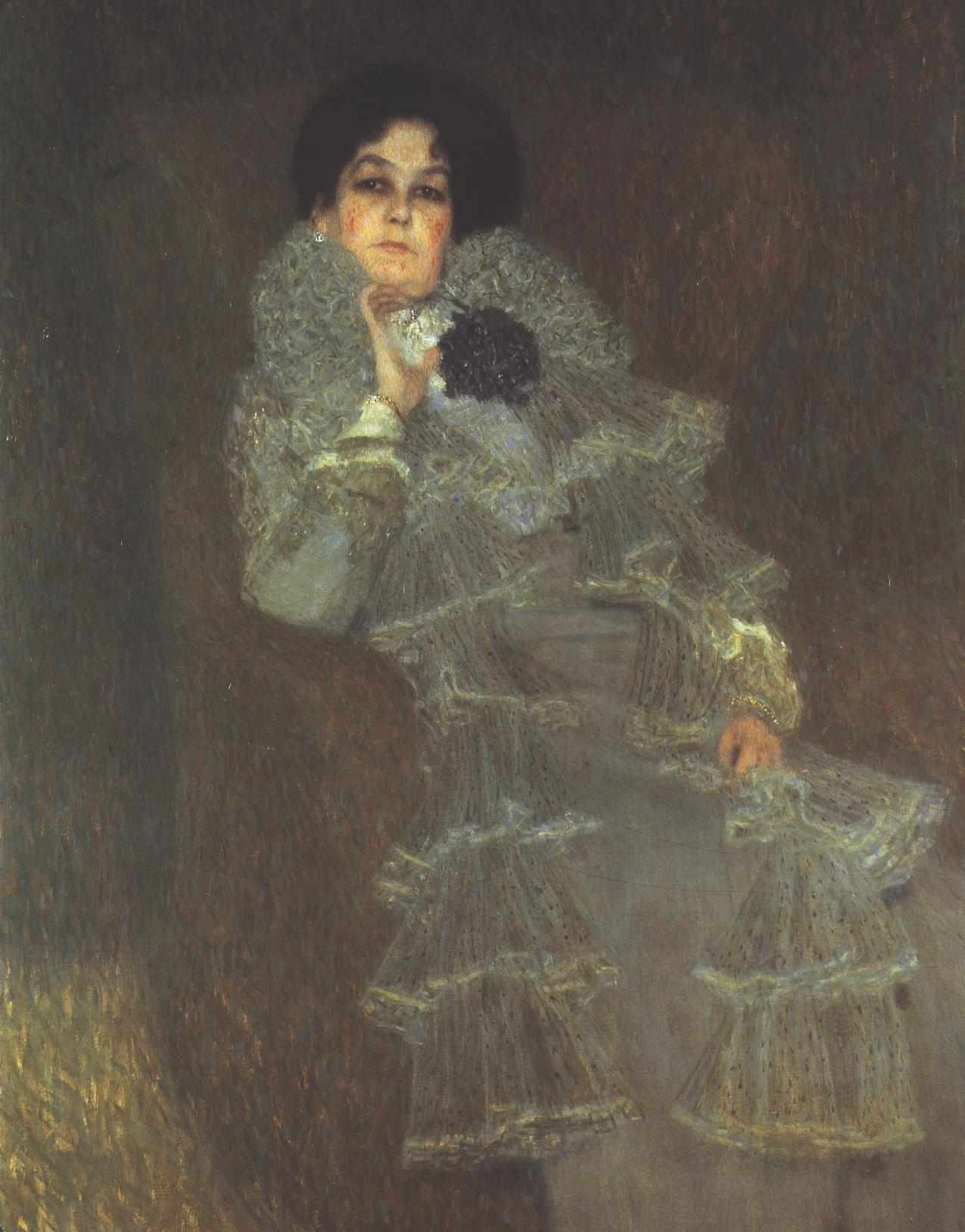
Портрет Марии Хеннеберг. 1901—1902
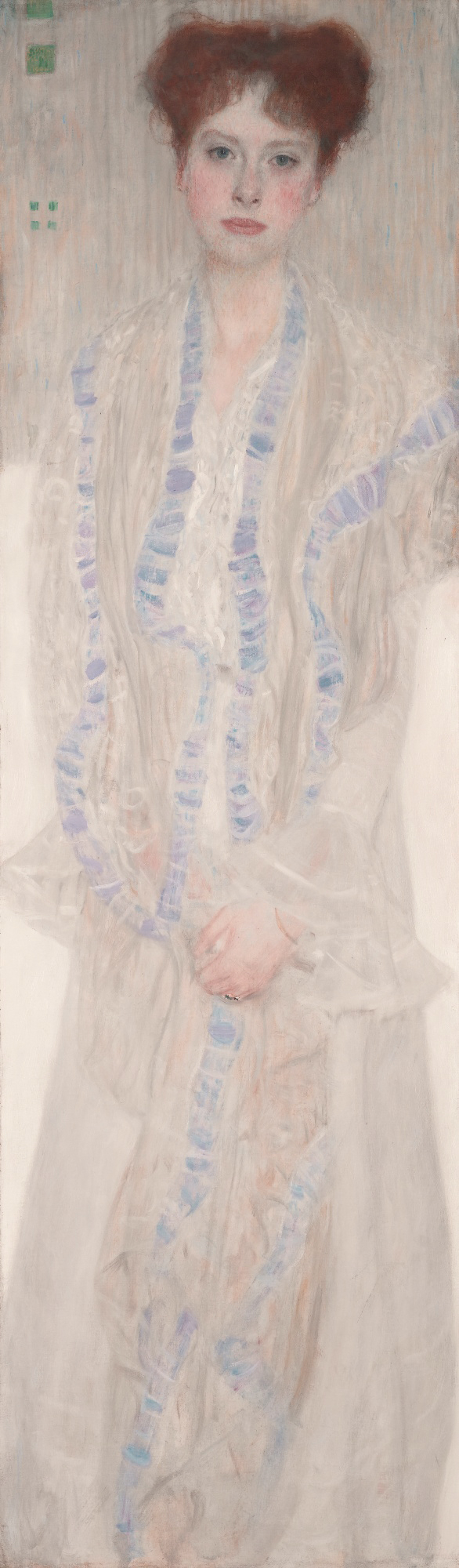
Портрет Гертруды Лёв. 1902

Наиболее известным дамским портретом кисти Густава Климта является «Портрет Адели Блох-Бауэр I», единственный, написанный в действительно «золотом стиле». То, чего художник достигал в других портретах с помощью избранных цветов — белого, как на портретах Серены Ледерер, Гертруды Лёв или Маргариты Стонборо-Витгенштейн, или синего, как на портрете Эмилии Флёге, в «Золотой Адели» он ещё усилил золотом и сведением женского тела к орнаменту. Отдельные элементы портрета удаётся различить только за счёт орнаментов в форме спиралей, квадратов и кружков, выполненных в разных цветах, преимущественно серебряном, чёрном, а также жёлтом, оранжевом, синем, сером и коричневом. Узкое платье Адели украшает орнамент из треугольников, напоминающих египетский глаз Гора или христианский глаз Божий. Отказ от перспективы и орнаменты — собственный путь Густава Климта в витавший в воздухе абстракционизм.
Зрелый этап творчества Густава Климта в портретном жанре отсчитывают от второго портрета Адели Блох-Бауэр. Для дамских портретов этого периода характерны экспрессионистская яркость и сочность красок, всё более открытая техника письма и плакатное оформление фона цветочными и восточноазиатскими мотивами. Искусство Восточной Азии считалось примитивной культурой, создаваемая Климтом связь с ним портретируемых отвечала распространённой идее об антитезе женщины и западного рационализма: в какие бы одежды буржуазных приличий женщины ни рядились, им не уйти от своей истинной природы. Начиная с 1912 года художник изображает своих меценаток только стоя.

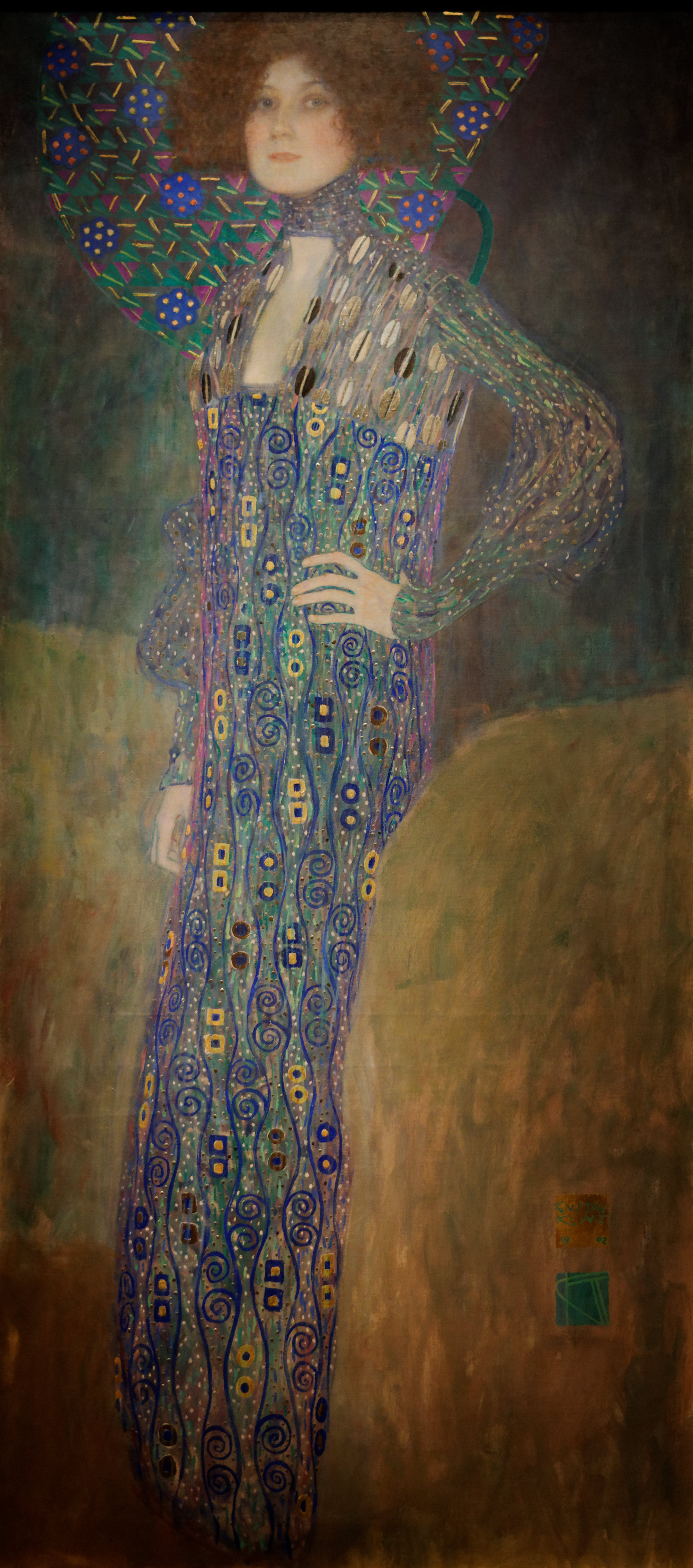
Портрет Эмилии Флёге. 1902
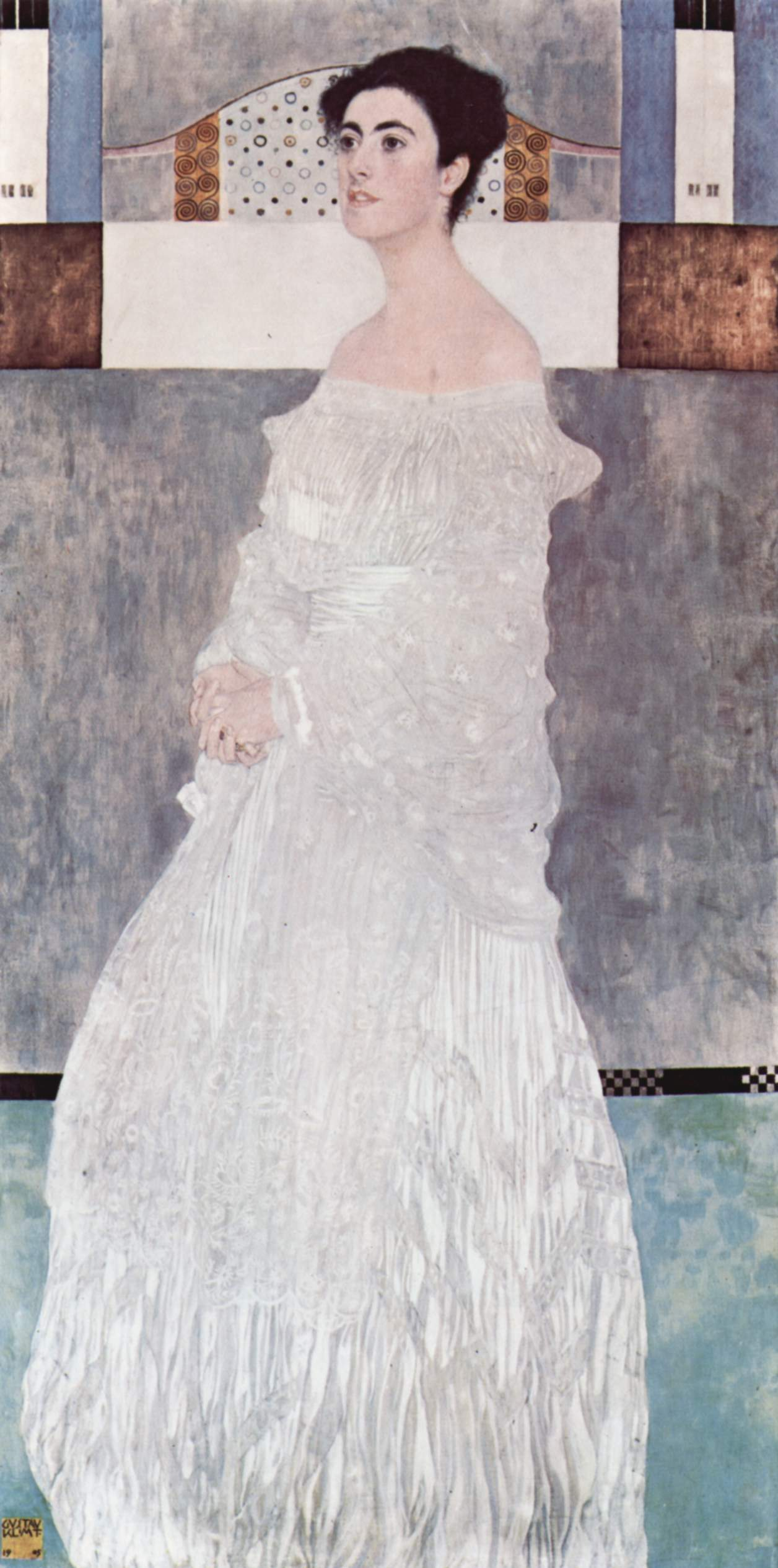
Портрет Маргариты Стонборо-Витгенштейн. 1905
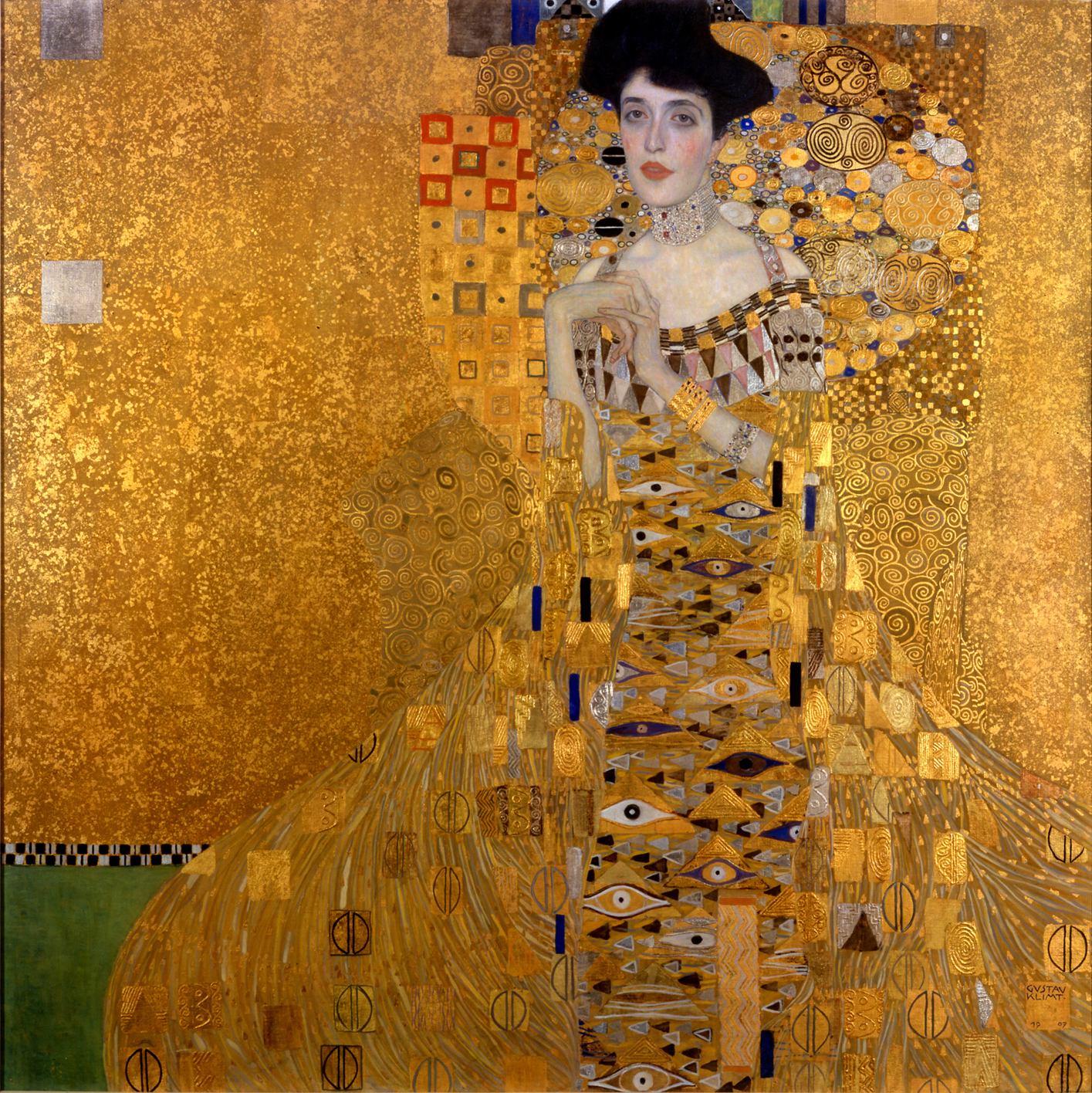
Портрет Адели Блох-Бауэр I. 1907
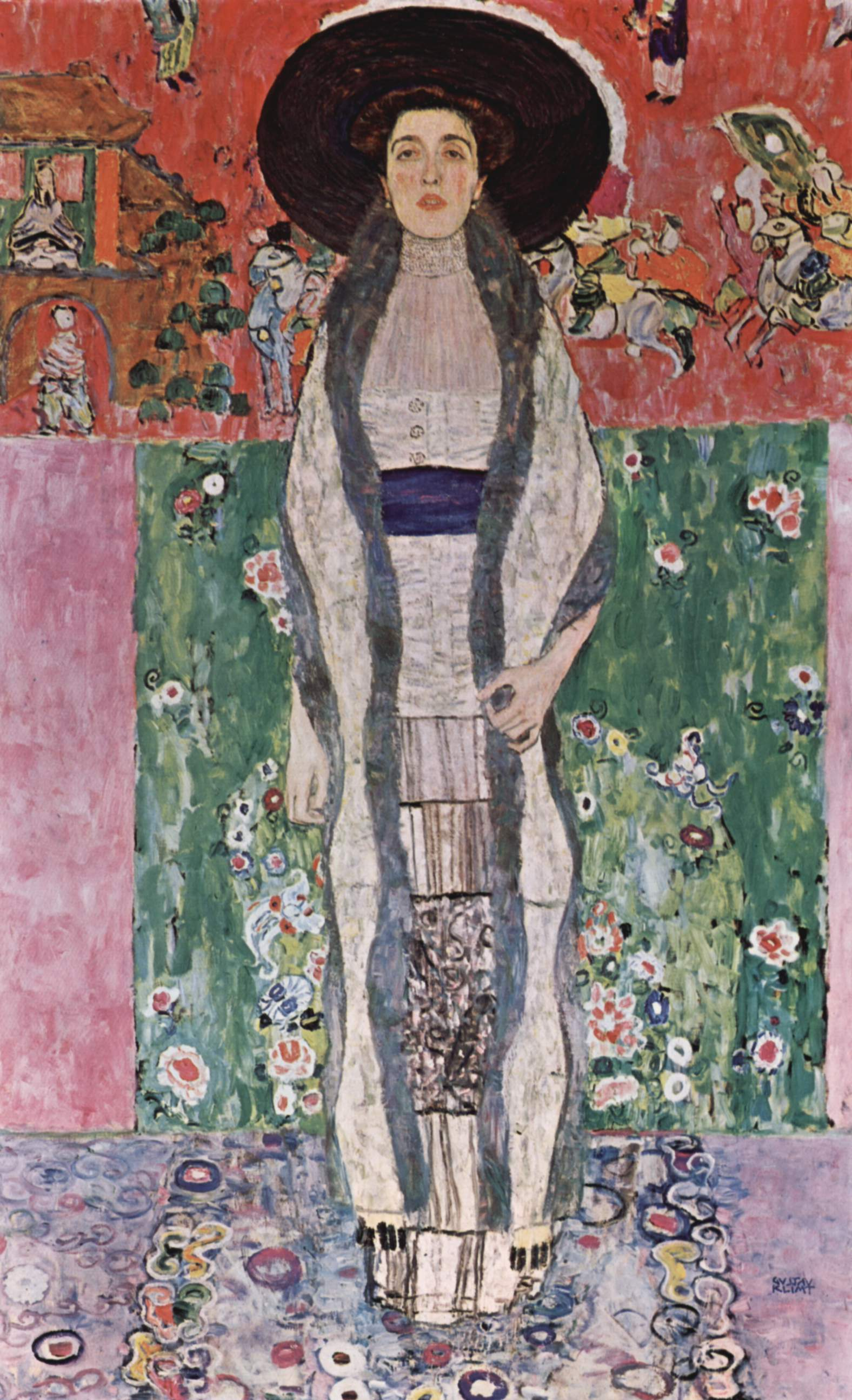
Портрет Адели Блох-Бауэр II. 1912
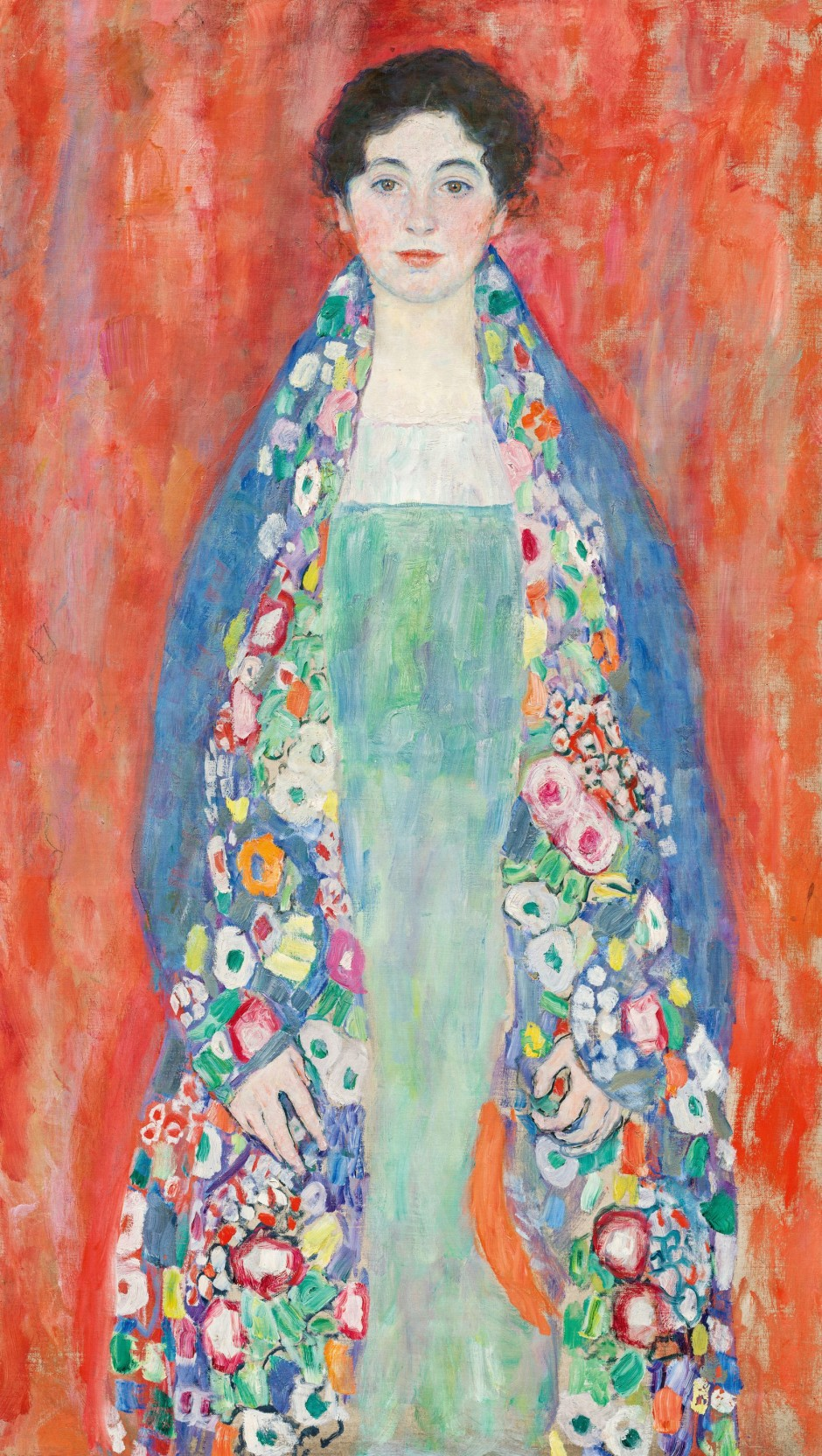
Портрет фрейлейн Лизер. 1917

### «Золотой период»
Он увлёкся византийской идеей «Венских мастерских», художественно-промышленного общества, в которое входили значимые архитекторы экстерьеров и интерьеров. [...], но из-за них Климт встал на ложный путь. [...] Климт облёк свои поначалу масштабные картины в мишуру, а его художественный взгляд утонул в золотых мозаиках и орнаментах. С ним не было никого, кроме комнаты никчёмных женщин, и поэтому он искал меня, потому что чувствовал, что я могла бы ему помочь.
«Золотой период» — наиболее известный в творчестве Густава Климта. Он обратился к декоративным возможностям золота ещё в мастерской отца-ювелира, экспериментировал с ним в художественно-ремесленном училище и позднее, работая на Макарта, который считал золотой фон нейтральным, но величественным, чтобы подчеркнуть иконографическое значение образов. В поездках по Италии в 1899 и 1903 годах Климта ошеломили золотые мозаики в соборе Святого Марка в Венеции и раннехристианской церкви Сан-Витале в Равенне. В первой половине XIX века золотой фон и золотая мозаика ознаменовали возврат интереса к Средневековью. Климт оценил декоративную силу золота и использовал его не только в качестве фона, но и для оформления одежды, волос и орнаментов.
О том, насколько интенсивно художник изучал возможности этого материала, свидетельствует совершенствование техники работы Климта с золотом и постепенное распространение его на произведение целиком. В ранней работе «Афина Паллада» (1898) в раме из потали золотой масляной краской выписаны шлем, доспехи и древко. В «Юдифи» (1901) уже использован золотой фон и впервые сусальное золото. Из воспоминаний Хевеши следует, что золотом блестела факультетская «Философия», а на единственной цветной фототипии «Медицины» золотом оформлены змея, украшения и облачение Гигиеи. В «Надежде II» (1907—1908) Климт работал с золотой и серебряной фольгой, в «Поцелуе» (1908—1909) фон выполнен из медной потали, а в роскошных рельефных орнаментальных одеяниях влюблённых помимо золотой фольги использовались серебро и платина. В «Бетховенском фризе» Климт применил полудрагоценные камни и перламутр. Для работы над фризом Стокле в столовой дворца бельгийского промышленника Адольфа Стокле заказчик предоставил Климту карт-бланш как в художественном, так и финансовом аспектах, и художник работал с дорогостоящими мрамором, эмалью, серебром, золотом, хрусталём, перламутром, керамикой и драгоценными камнями. Дальнейшее последовательное развитие Климтом этого направления привело бы к невозможной с экономической точки зрения работе исключительно с дорогостоящими материалами. Фриз Стокле, обернувшийся в конечном итоге крахом для оформлявших интерьеры дворца Стокле Венских мастерских, завершил и «золотой период» в творчестве Климта: живописные работы абсолютно потерялись на фоне возможностей работы с мозаичными материалами в нерентабельном декоративно-прикладном искусстве.
В течение всего двух лет — от «Поцелуя» до «Юдифи II» — Климт полностью отказался в работе как от золота, так и от геометрических орнаментов. Французские коллеги Анри Матисс, Поль Гоген и Винсент Ван Гог, участвовавшие в Венской художественной выставке 1909 года, подвигли Климта на почти безудержные цветовые эксперименты и даже единственную поездку в Париж. Тем не менее, в австрийской художественной школе золото ознаменовало собой начало нового пути — взаимодействия трёх видов пластических искусств: монументального, станкового и декоративного, стало орудием модерна.

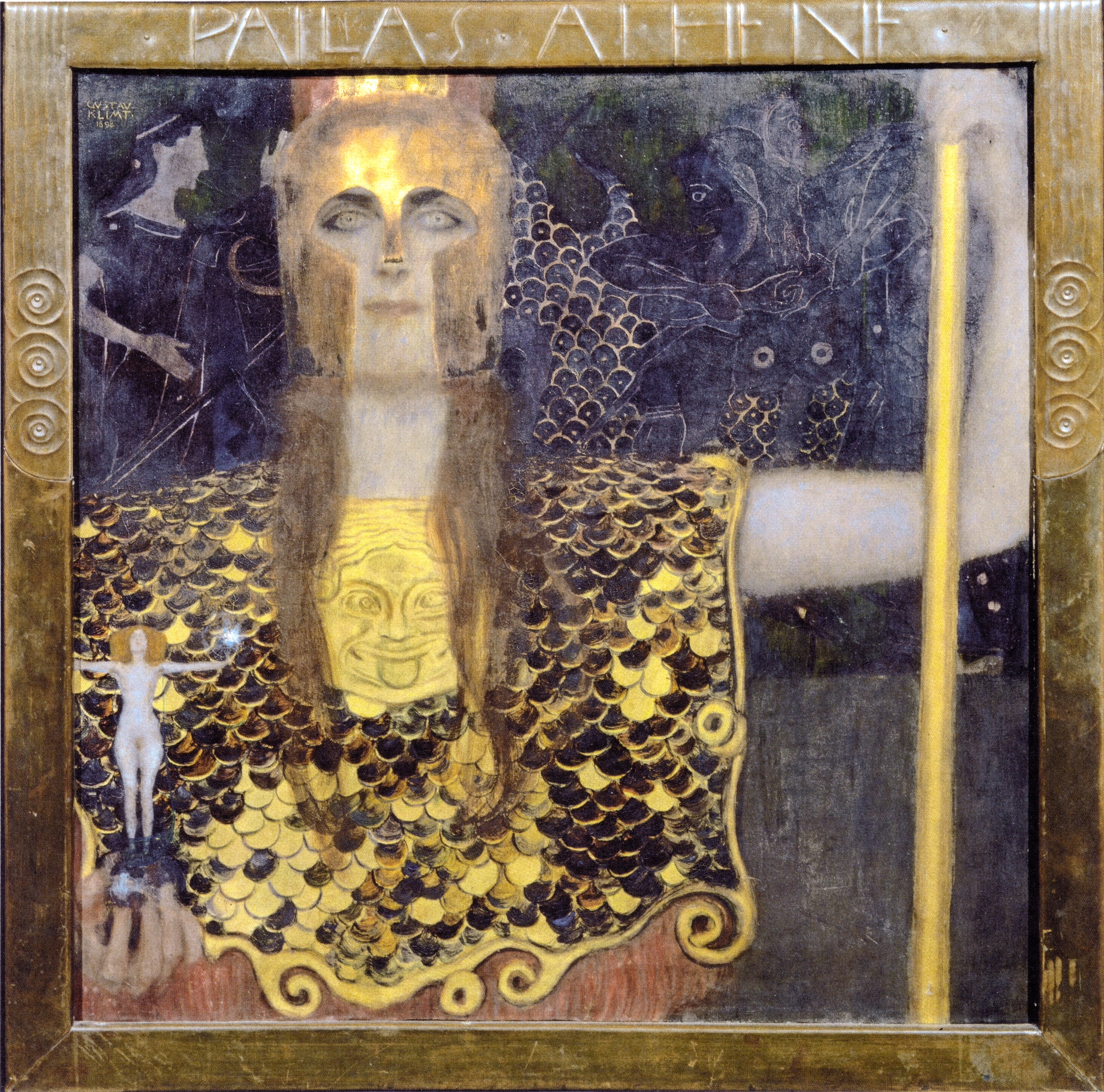
Афина Паллада. 1898
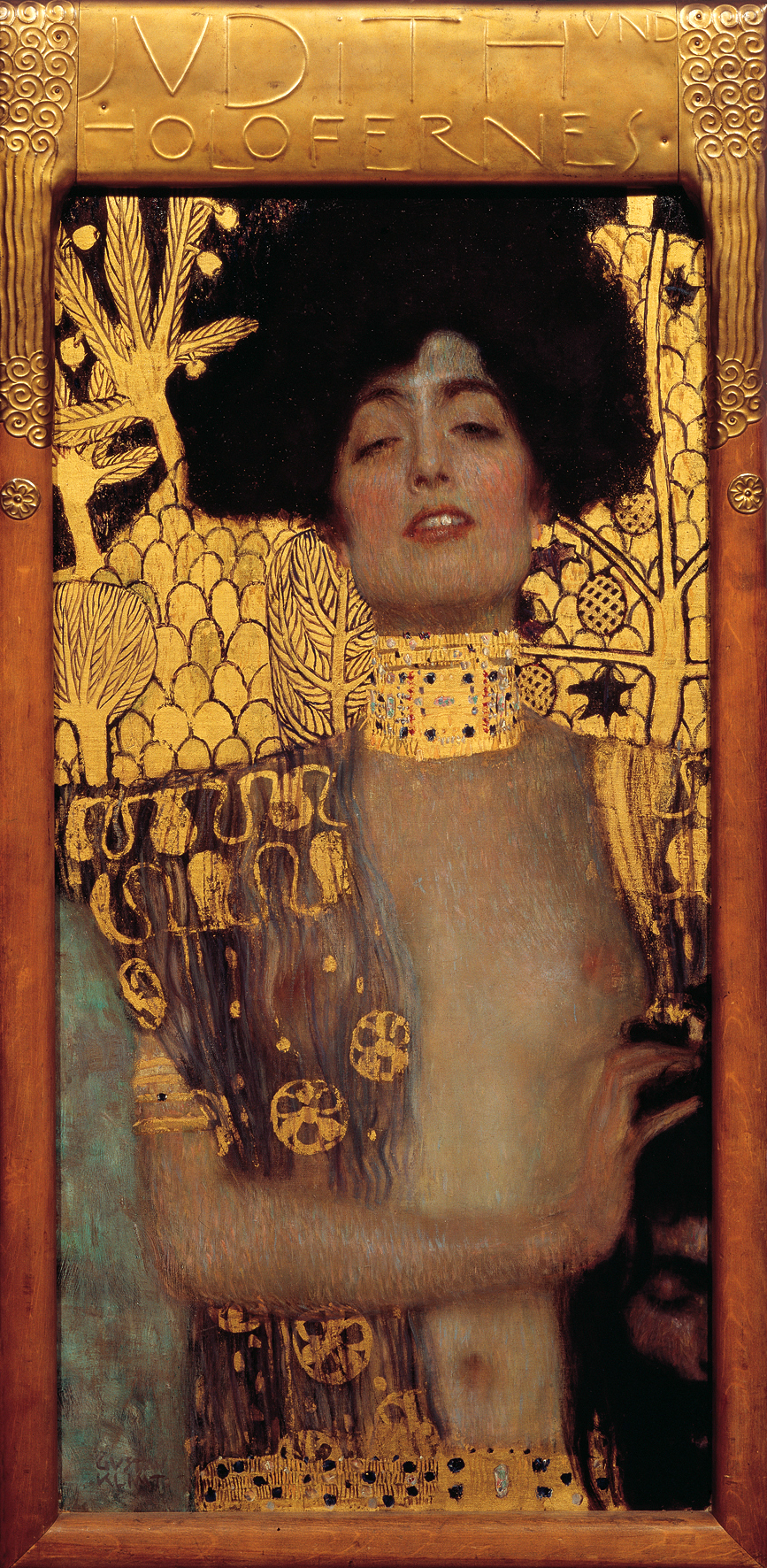
Юдифь и Олоферн. 1901
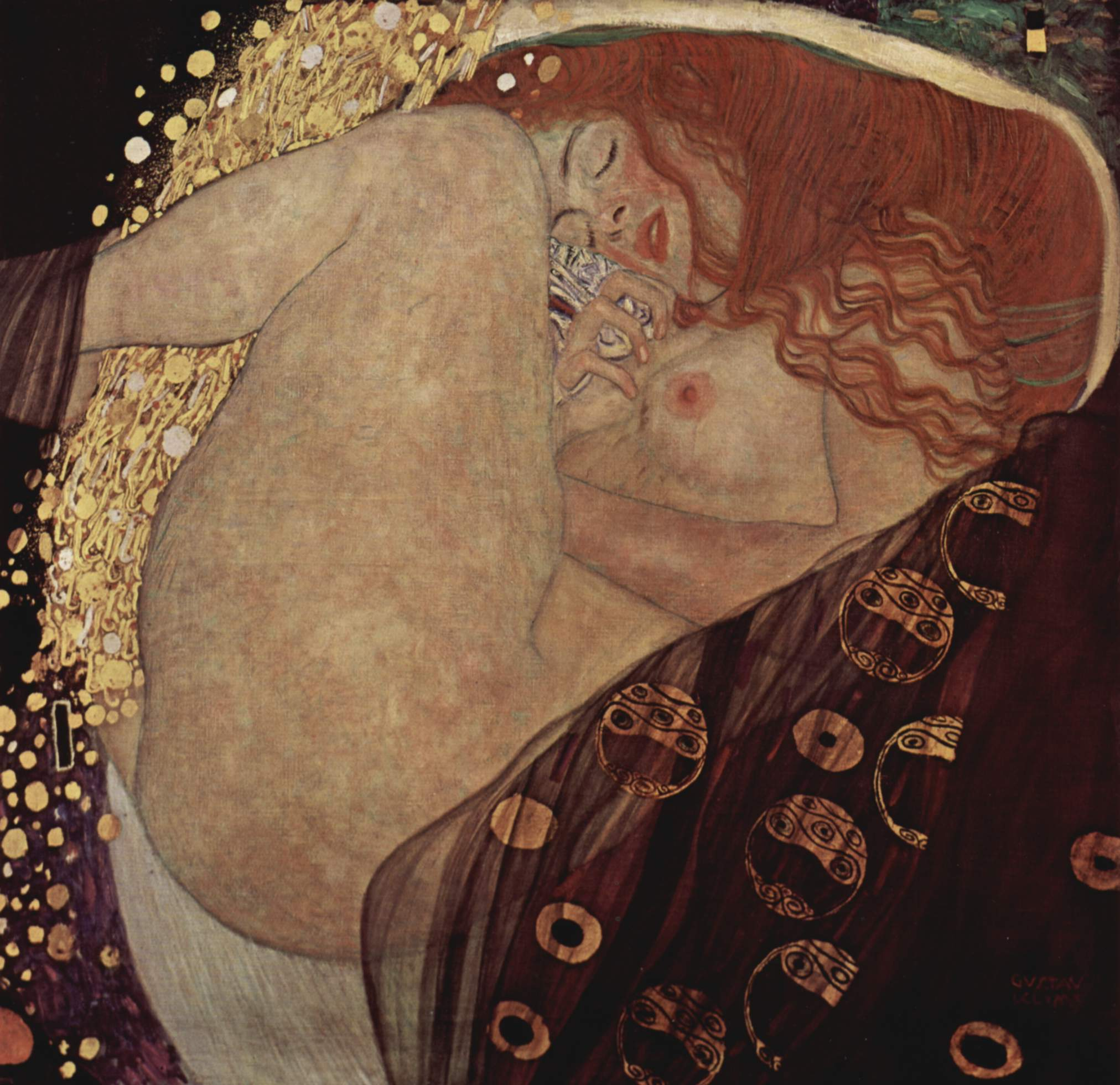
Даная. 1907—1908
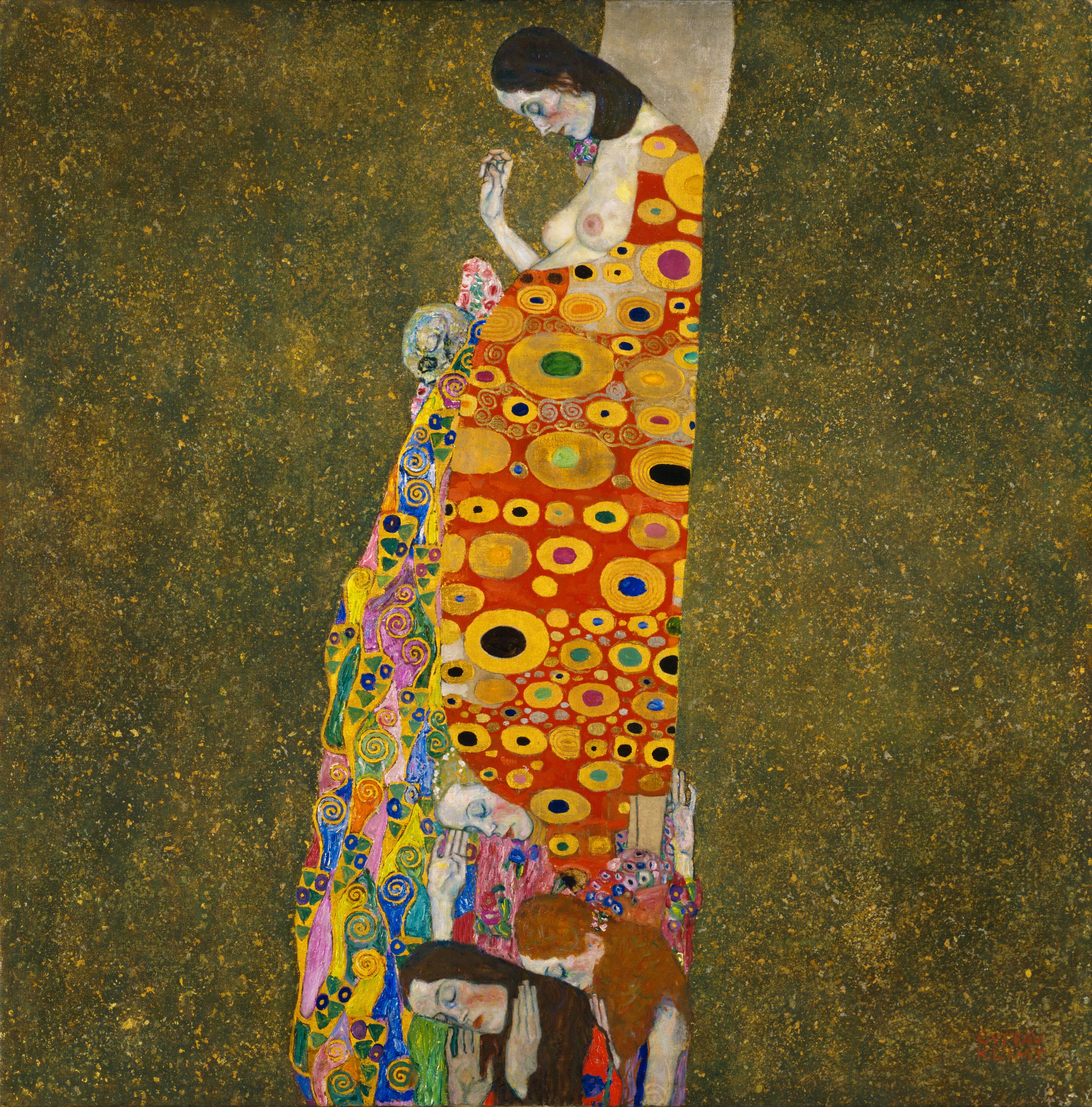
Надежда II. 1907—1908
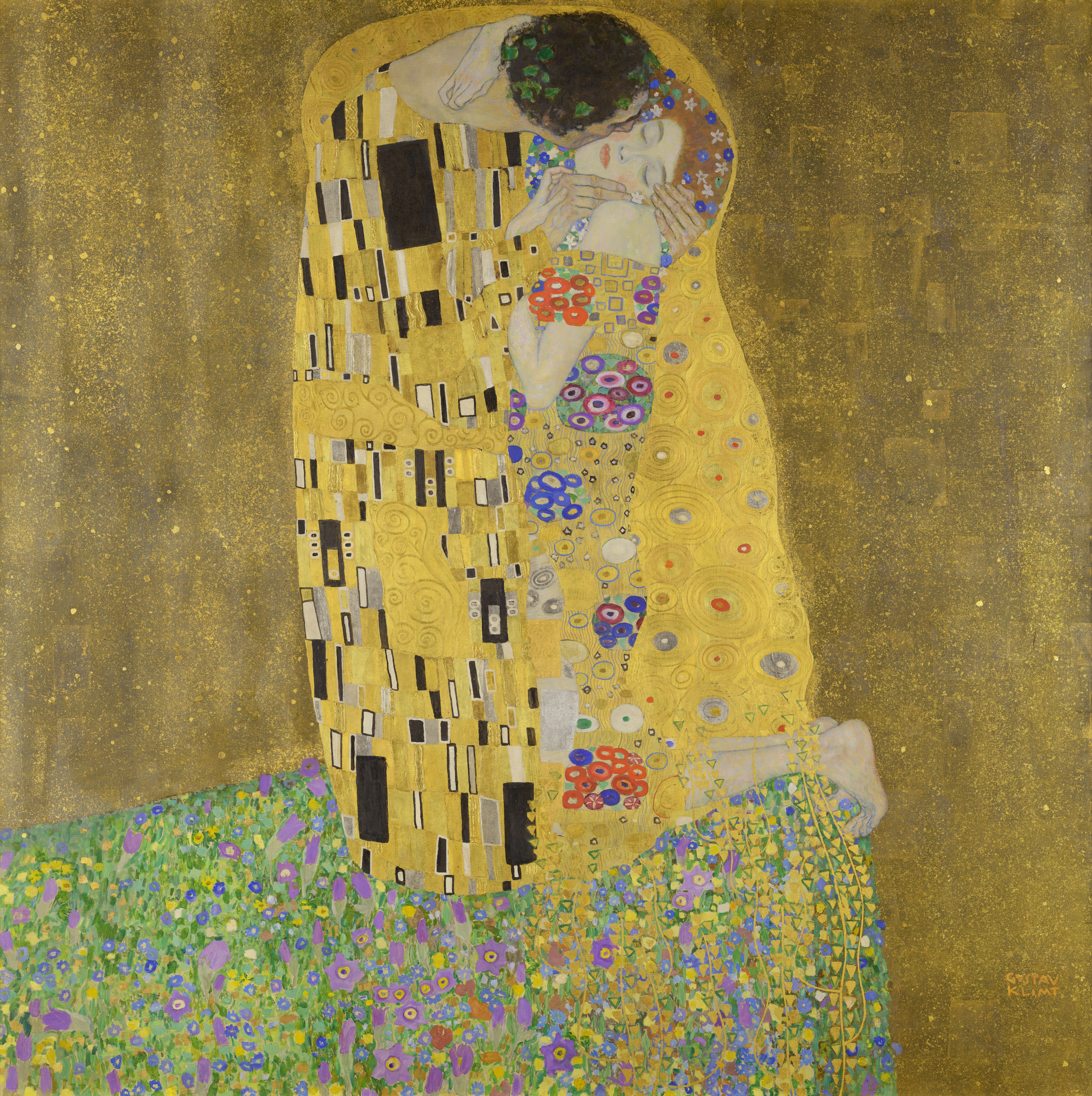
Поцелуй. 1907—1908
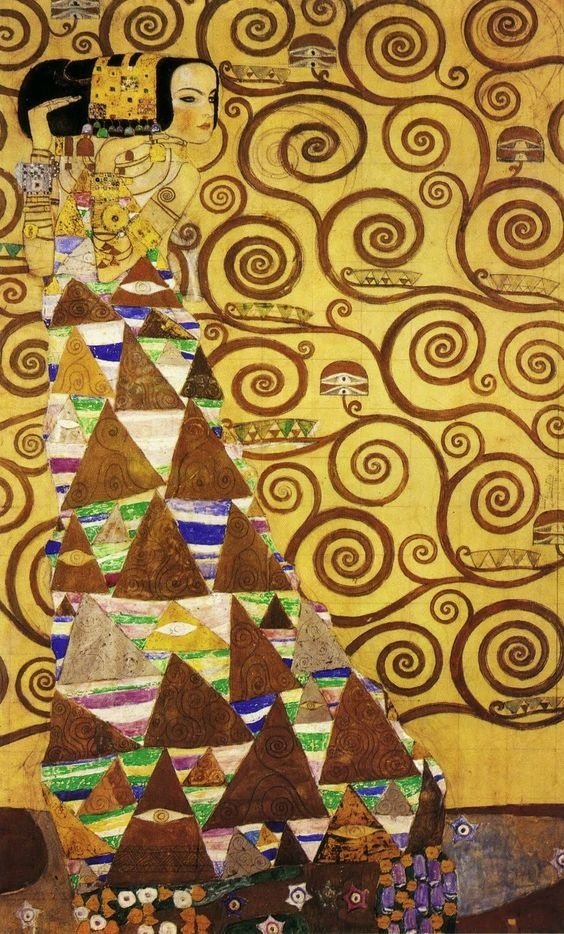
Ожидание (фриз Стокле). 1909—1911

### Водяные нимфы
Среди женских образов в творчестве Густава Климта выделяется тематический цикл о сказочных обитательницах водных глубин. «Греховно-невинные», по выражению журналиста Армина Фридмана, обнажённые красавицы с копнами длинных волос отдаются воле течения, чувственно наслаждаются друг другом, играют с рыбками и водяными змеями и сами превращаются в серебрящихся чешуёй рыбок, похожих на светских дам в великолепных вечерних платьях с пайетками. Парящие в невесомости обнажённые женские тела присутствуют также на «факультетских картинах» и «Бетховенском фризе», поэтому Людвиг Хевеши считал этот цикл эротическим «побочным продуктом» «факультетских картин» и «Бетховенского фриза». Современные климтоведы считают, что Климт с водяными нимфами следовал за символистами, стремившимися визуализировать скрытые для человека внеземные миры и интересовавшимися загадками и чудесами природы. Как Ксавье Меллери и Ян Тороп, Климт предоставил своим неземным протагонисткам трансцедентное место действия — отрешённые толщи воды. В отличие от высоко ценимых им прерафаэлитов, которые во избежание цензуры обнажённой натуры исследовали водные миры из античных и средневековых мифов о данаидах, сиренах, нереидах, Офелии, Мелюзине, водяных духах и русалках, Климт своим эротичным обитательницам водной стихии не давал отсылок из мифологии даже в названиях. Он следовал популярному в югендстиле толкованию воды как родильницы все органической жизни и непосредственно связывал тематически женщину и воду.
Началом климтовского цикла о водяных нимфах принято считать иллюстрацию «Рыбья кровь», подготовленную для третьего номера журнала Ver Sacrum 1898 года, за которой последовали картины «Движущаяся вода», «Золотые рыбки», «Серебряные рыбки», «Водяные змеи I» и «Водяные змеи II». Хотя «Движущаяся вода» и была написана по мотивам «Золота Рейна» Рихарда Вагнера, Климт уплотнил сюжет так, что он сам превратился в своеобразный орнамент. Выполненные на пергаменте «Водяные змеи I», по мнению искусствоведов, обнаруживают отсылки к произведениям Фернана Кнопфа, Яна Торопа, Франца фон Штука и Эдварда Бёрн-Джонса. Задорные «Золотые рыбки» стали многозначительным ответом художника обидевшим его критикам. Коллекционер Рудольф Леопольд считал «Водяных змей II» шедевром художника, сравнимым с «Золотой Аделью».

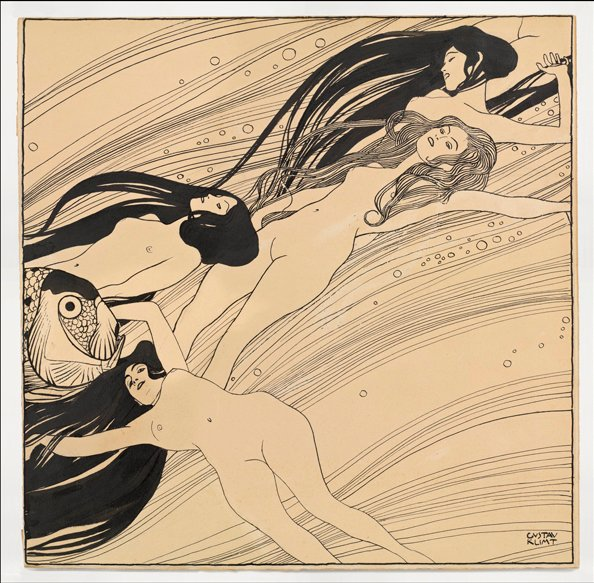
Рыбья кровь. 1898
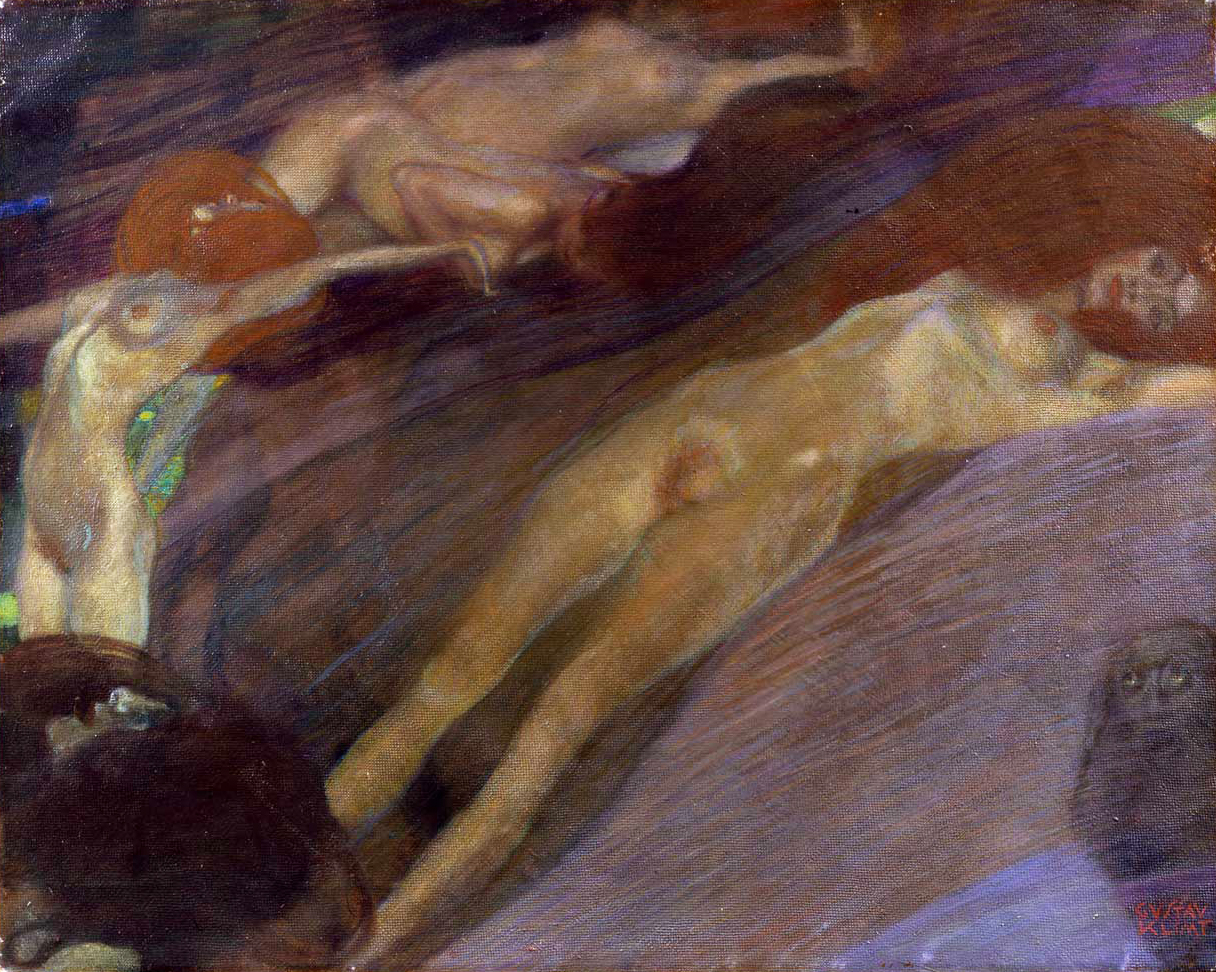
Движущаяся вода. 1898
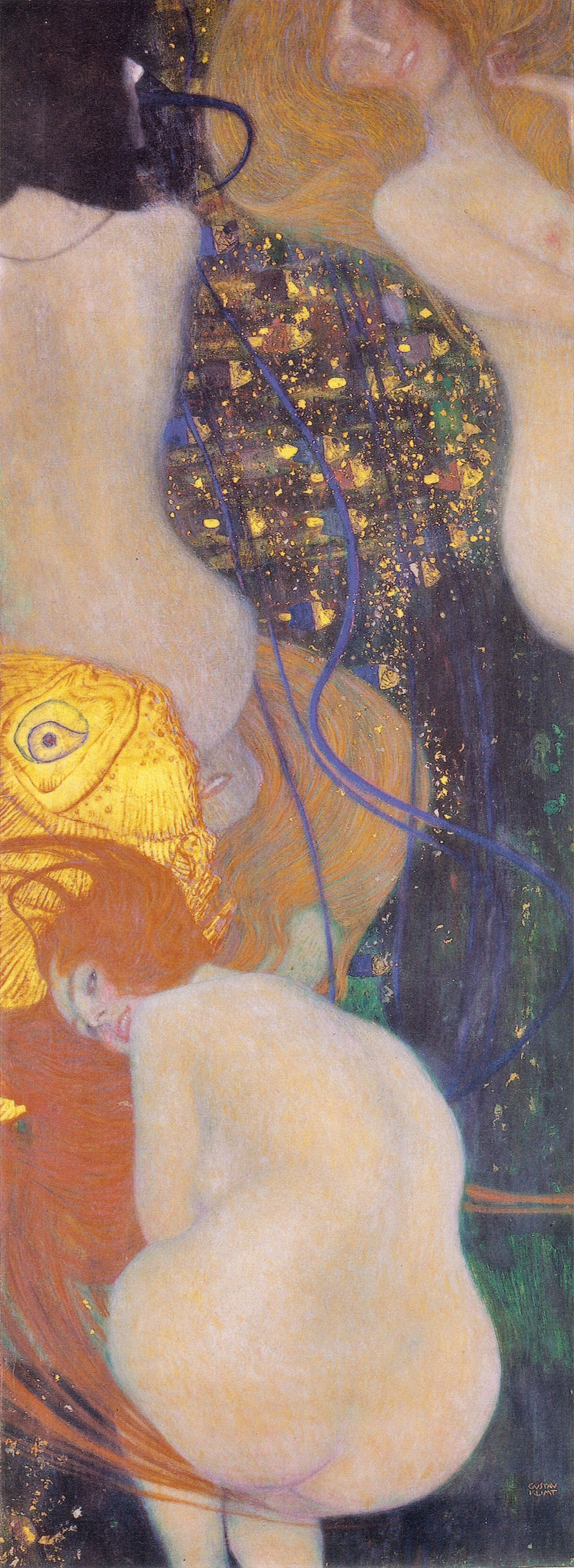
Золотые рыбки. 1901—1902
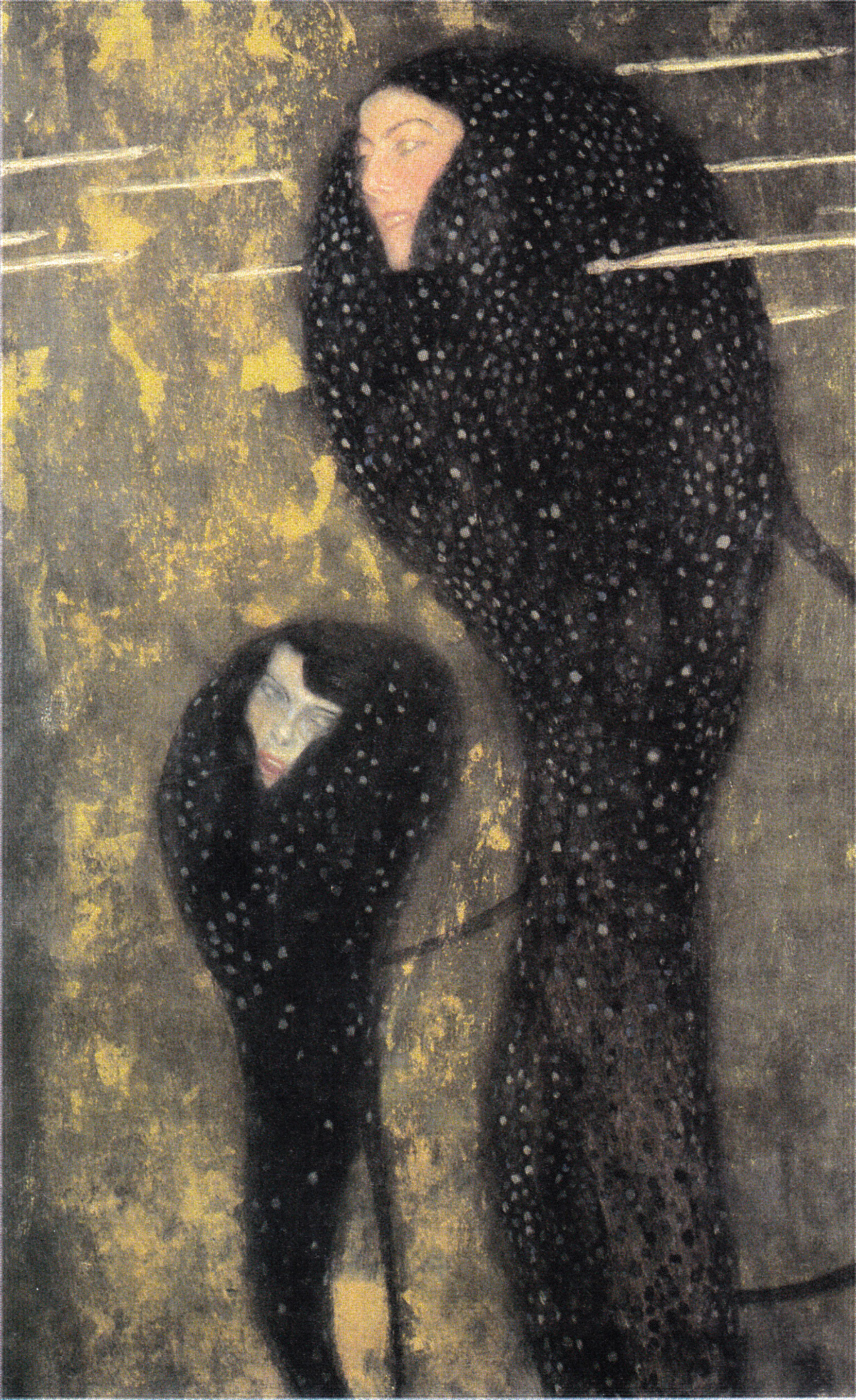
Серебряные рыбки. 1902—1903
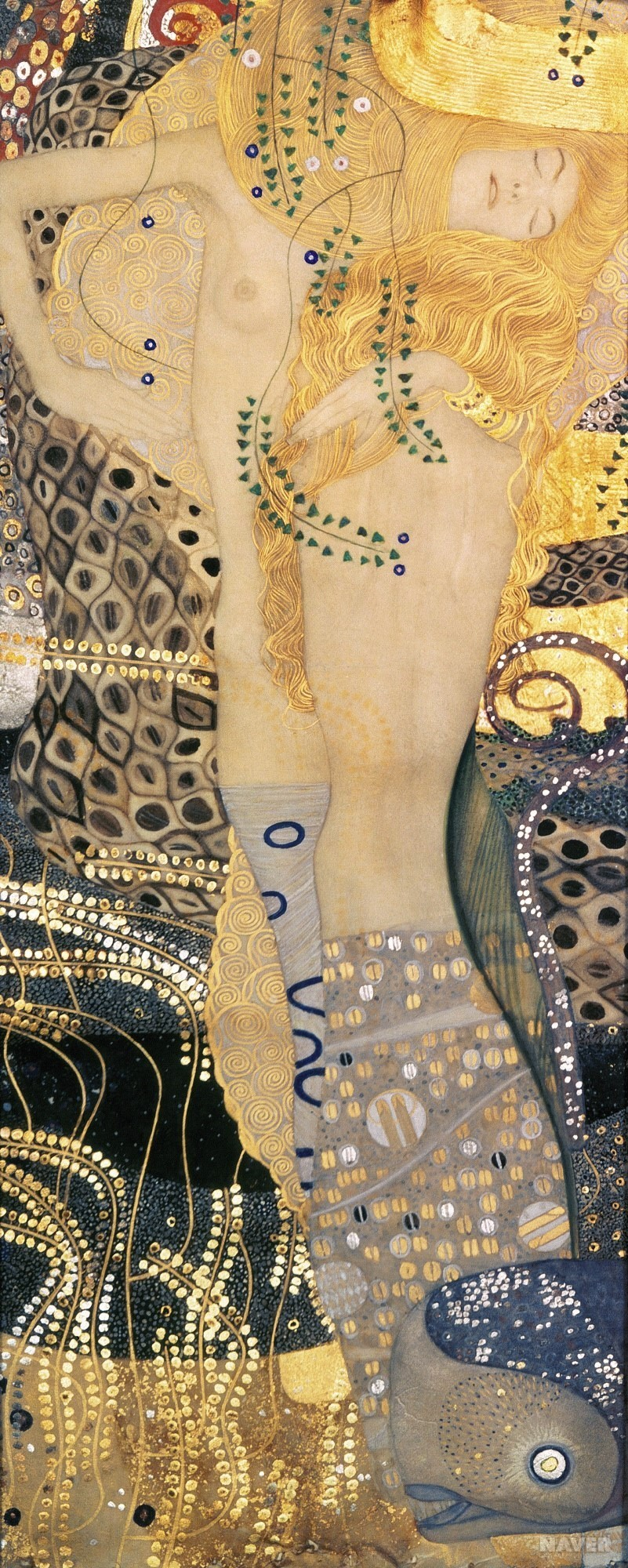
Водяные змеи I. 1904—1907
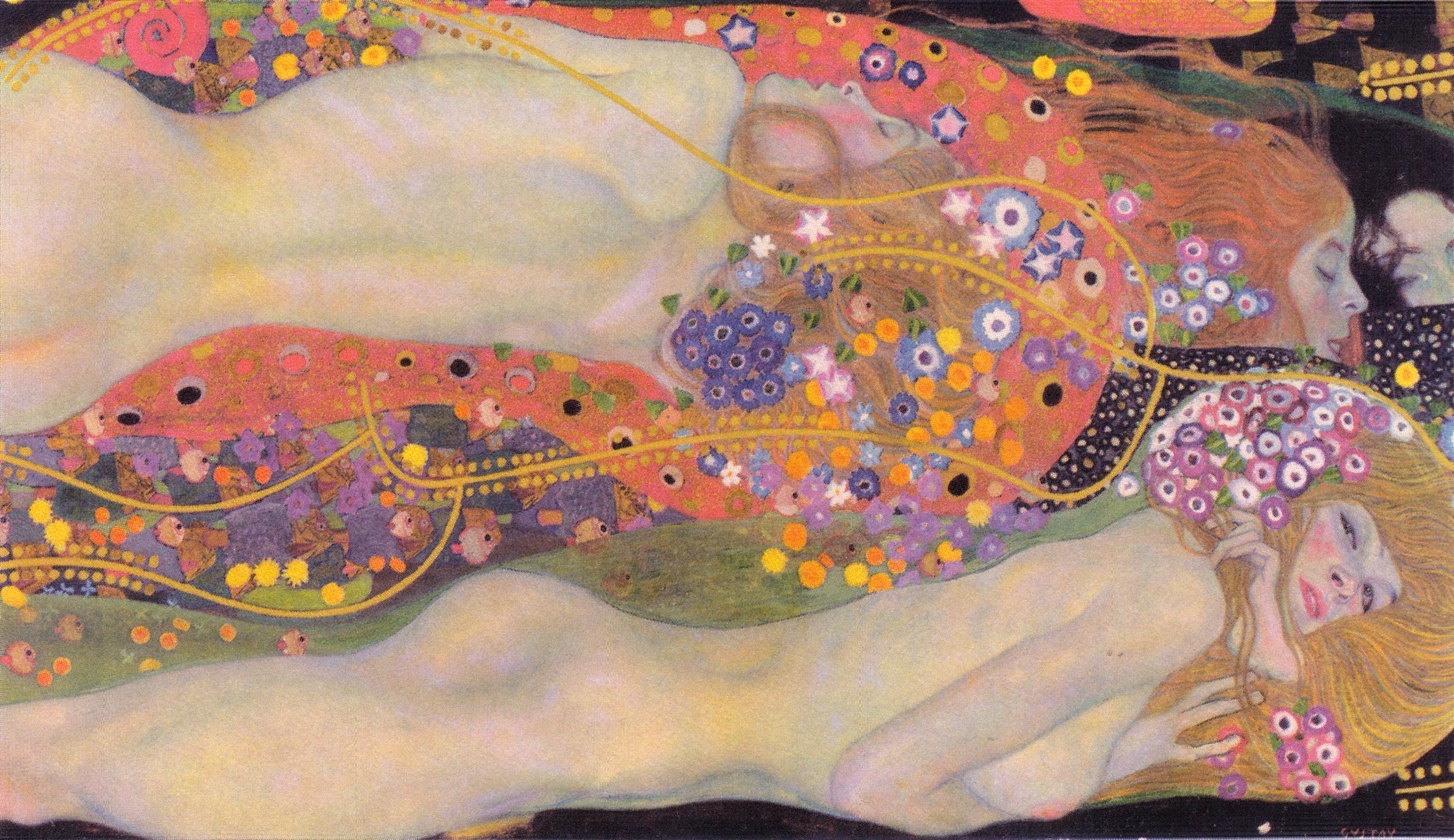
Водяные змеи II. 1904—1907

### Незнакомки
За последние четыре года жизни Густав Климт создал больше десятка характерно ярких для его позднего стиля портретов неизвестных элегантных дам в модных аксессуарах, вернувшись тем самым к теме «прекрасной венки» с его ранних дамских портретов. Фоном для них часто продолжали служить экстравагантные азиатские мотивы. Густав Климт обратил пристальное внимание на японское искусство во время VI выставки сецессиона, где была представлена коллекция японского прикладного искусства Адольфа Фишера. Известно, что Климт собрал обширную коллекцию японской и китайской шёлковой одежды, которую хранил вместе с красно-чёрными доспехами самурая в своей мастерской. Эта коллекция была уничтожена при пожаре в квартире Эмилии Флёге в 1945 году. На основе японских рисунков из своей коллекции Климт выписывал фон у целого ряда своих картин позднего периода, в том числе на портретах Элизабет Ледерер, Паулы Цукеркандль и Фридерики Марии Беер.
Климт вернулся к женским портретам в тяжёлые для кошелька и души военные времена не случайно. Портреты прекрасных венских незнакомок стали хорошим дополнительным источником средств для существования наряду с заказными портретами. Он писал их быстро, работая по одной схеме и беспроигрышному сюжету. Эстетика его поздних работ концентрируется на искусственно вытянутых пропорциях и языке азиатских форм, приближаясь к маньеризму, примитивизму, ориентализму и японизму. Лёгкие по сюжету картины позволяли отвлечься от ужасов войны и пользовались большой популярностью. Большинство незаказных портретов незнакомок позднего периода творчества Климта представляют собой обычно погрудные портреты венских красавиц, выполненные на холстах квадратной формы, которые в целом можно разделить на две группы. С одной стороны, художник очарован «мистическими существами с чувственной мощью, загадочной душой и демонической властью» и укутывает своих моделей в тяжёлые тёмные наряды и шали, которые скрывают не только кожу и черты лица женщин, но и отрицают их телесность. В результате получились реалистичные головные портреты на рыхло выписанной цветистой поверхности, которая больше походит на изображение пространства, чем одежды. Анонимным портретам Климт давал названия по предмету дамского туалета — вуали, муфте, меховому воротнику. Задний фон картин оживляют азиатские мотивы, складывающиеся в плотный узорный ковёр.
С другой стороны, с мистически таинственными образами незнакомок резко контрастируют портреты неизвестных дам с обнажёнными плечами, обладательниц элегантно удлинённых шей, изображённые обычно в три четверти. В этой группе портретов Климт комбинирует тип «прекрасной венки» с «экзотической красавицей». Портретируемые носят высоко заколотые волосы, тюрбаны, кимоно и другие одежды из тканей с восточными узорами, тем самым Климт вслед за французскими импрессионистами и фовистами пробует себя в японизме и ориентализме. Переход от таинственных модных дам в мехах к экзотичным венским красавицам ознаменовала яркая «Дама с веером» на цветистом фоне. В отличие от муфт и вуалей, её розовый веер, стратегически прикрывающий обнажённую грудь, не только сохраняет иллюзию, но и выступает элементом скрытой эротики. За похожий портрет в профиль красавицы Валли, но без веера и с обнажённой грудью, боролись сразу трое коллекционеров Климта: Серена Ледерер, искусствовед Отмар Фрич и Евгения Примавези. Фрич впоследствии заказал Климту похожий на Валли женский портрет, которым стал, вероятно, гомоэротический двойной портрет «Подруги II».

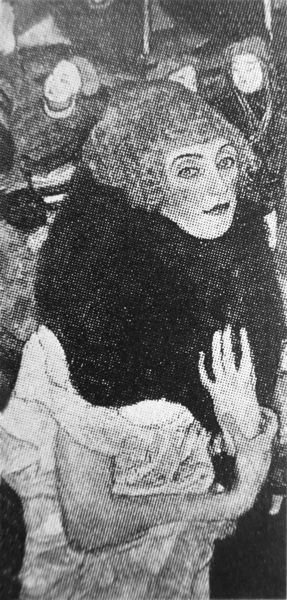
Меховой воротник. 1916
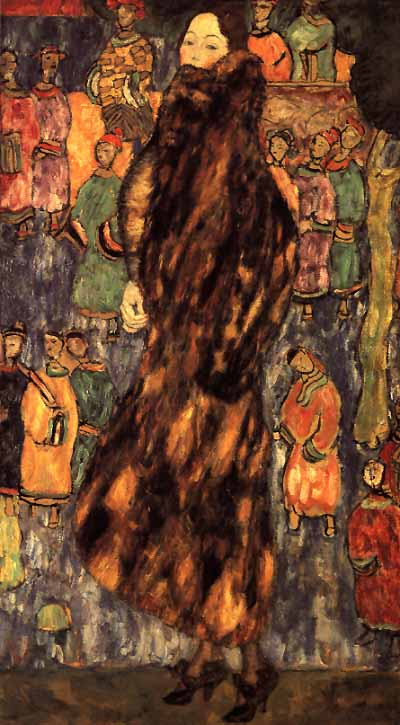
Хорьковая шуба. 1916
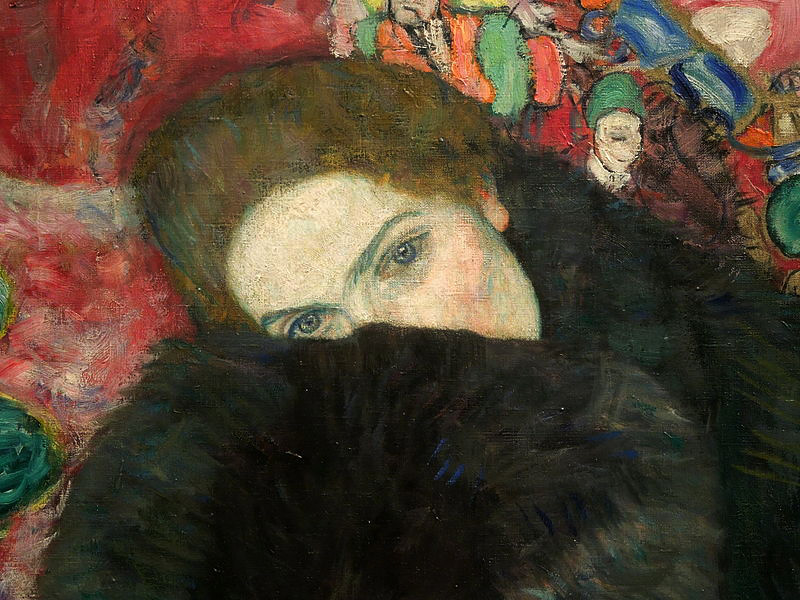
Дама с муфтой. 1916—1917
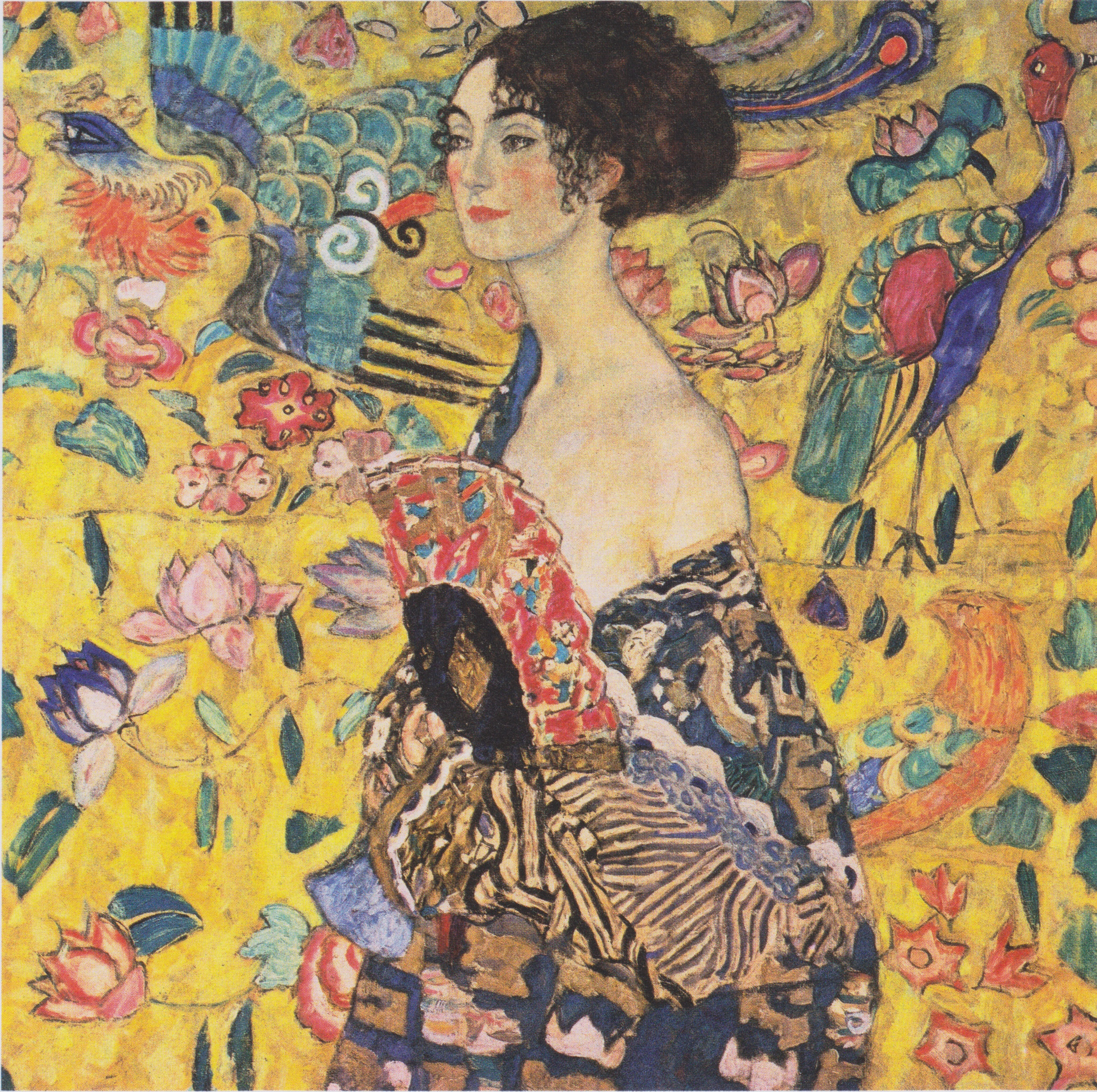
Дама с веером. 1917—1918
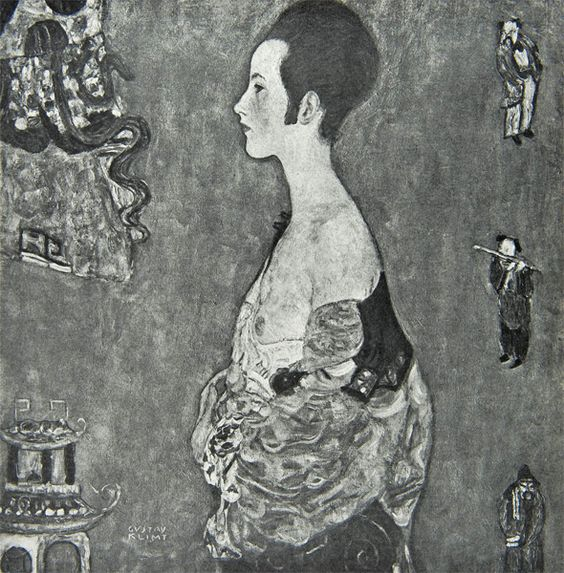
Валли. 1916
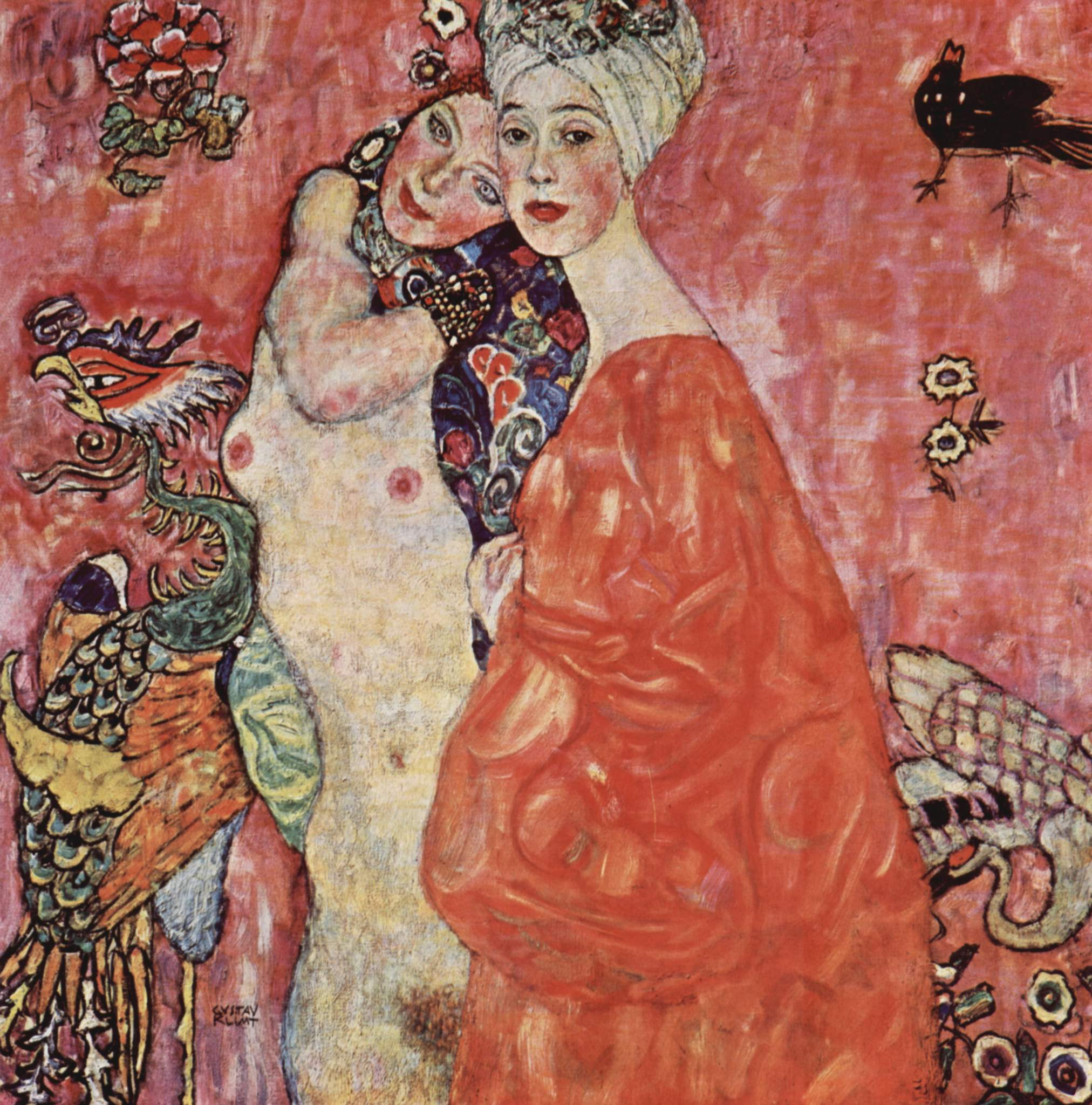
Подруги II. 1916—1917

### Пейзажи
Пейзажи составляют значительную часть творческого наследия Густава Климта, большую их часть он написал во второй половине жизни, после 1900 года. Почти четверть его картин выполнены именно в этом жанре. Климт обращался к этому жанру в основном в летнее время в 1898—1916 годах в Зальцкаммергуте, где курортная местность предоставляла неисчерпаемое богатство сюжетных мотивов. Климт писал пейзажи на отдыхе, для разнообразия, не на заказ и не ограничивая себя во времени. После окончательного разрыва отношений с министерством просвещения пейзажи стали небольшим, но надёжным источником доходов художника. На Аттерзе им было написано более полусотни пейзажей: самого озера, окружающих его лесов, крестьянских садов, отдельных цветов и зданий. Исследователь творчества Климта Йоханнес Добай считает, что на рубеже веков, в условиях становления сецессиона и проблем с «факультетскими картинами» пейзажи выполняли для художника медитативную функцию. По мнению климтоведа Тобиаса Наттера, увлечение пейзажами связано с обострившимся у Климта стремлением к своеобразной внутренней эмиграции, поиску противовеса его активной политической деятельности в области искусства. Первыми пейзажами Климта считаются выполненные в 1898 году «После дождя», «Фруктовый сад» и «Фруктовый сад вечером», а также «Крестьянский дом с розами». Стилистически эта группа пейзажей близка к написанным в то же время «Даме у камина», «Даме анфас» и портрету Сони Книпс. Для этого периода живописи Климта характерны прежде всего пастозная техника нанесения красок в сочетании с сильно растёртыми красками, не допускающими никакого линеаризма и размывающими границы, а также параллельный поверхности картины и не ограниченный в пространстве передний план. Начиная с 1900 года пейзажи уже составляли половину творческого наследия Климта в общем количестве около полусотни.
Все пейзажи Климта имеют квадратную форму и сфокусированы как кадр. Художнику интересны не панорамные или героические альпийские пейзажи, а повседневные и непритязательные сюжеты, свойственные так называемым настроенческим «частным пейзажам» австрийского импрессионизма: сельские сады, луга, фруктовые деревья и цветы. Он пишет крестьянские и загородные дома в дополнение к пышной растительности, прудам и болотам, озёрам и деревьям. Позднее добавятся местности и парки, но они скорее анонимны и не годятся в ведуты. Климт не писал ни неба, ни облаков, ни звёзд, он поднимал линию горизонта так высоко, чтобы всё, что находилось ниже её, занимало большую площадь и выступало в качестве носителя смыслов, создавая, по выражению искусствоведа Готфрида Флидля, «собственный независимый биологический космос» художника. Очень редко, например, только в «Большом тополе II» (1902) Климт обратился к погодным явлениям, начинающейся грозе в этом случае, и опустил горизонт, отдав главную роль небу. На пейзажах Климта почти никогда не видно людей или животных, об их присутствии говорит исключительно культивированная местность. На прогулки Климт брал с собой квадратную рамку, вырезанную из картонной обложки, которую он называл «видоискателем», а также объектив от подзорной трубы или театрального бинокля, в результате у него получались неподвижные снимки культурных ландшафтов вблизи или вдали без временной и географической привязки. Хотя все пейзажи появились в окрестностях Аттерзе, они настолько глубоко стилизованы и подчинены по содержанию настроению, что сама местность не имеет значения.
В турбулентное время на рубеже веков пейзажи для Климта символизируют место уединения — не только физического, но и психического. Безлюдные пейзажи настроения — максимально нейтральный мотив, имеющий давнюю историю в Австрии. После того, как импрессионисты отвоевали себе место в художественных салонах, Климт без опаски пользовался их стилистическими средствами. Особой атмосферностью отличаются летние пейзажи с пышной растительностью под ярким солнцем в Литцльберге, выполненные Климтом несчётным количеством коротких осторожных разноцветных мазков под влиянием техники пуантилизма в 1904—1907 годах: «Розы под деревьями», «Садовый пейзаж», «Цветочный луг» и «Маковое поле». Своеобразный точечный орнамент пейзажей при ближайшем рассмотрении складывается в разделённые дорожками полянки, кроны деревьев и отдельные цветки. Пейзаж «Фруктовый сад с розами» (1912), где вопреки законам природы одновременно изображены розы, маки в цвету и яблони в плодах, демонстрирует, что Климт не воспроизводил, а реконструировал природу на картинах: декоративное, эстетическое восприятие, художественно препарирующее природу, отдаляется от фактической природы. Климт не пишет саму природу, он ею вдохновляется и компонует её на картине заново. Небольшие цветочные островки, миниатюрные садовые пейзажи появились в это время и на некоторых дамских портретах. Сначала на портрете Меды Примавези ковёр, на котором стоит девочка, постепенно превращается в садовый пейзаж. Евгения Примавези одета на портрете в платье, похожее на стилизованный плотный цветочный ковёр, а на портрете Рии Мунк III фоновые обои состоят из стилизованных цветов. Но художник никогда не переходил границы жанров: он никогда не изображал своих дам на портретах в саду или на природе, а на его пейзажах не видно людей. В пейзажном жанре Климту удавалось не только уединиться, но и творчески развернуться. Он искал и находил лирическое в природе и подходит к природным мотивам как к портретам. Хевеши восторгался «очеловеченным» «Подсолнухом», который у Климта превратился во влюблённую фею.
Из опыта французских художников Климту было известно, что ценность пейзажа возрастает, если помимо достоверной передачи состояния природы возникает его художественный эквивалент. Для этого он, как и его кумиры, пользовался вспомогательными средствами, в особенности фотографией, которая в силу технических причин уничтожает эффект объёмности, наблюдаемый невооружённым глазом, поэтому Климт обращается к оптике, чтобы работать на большом расстоянии. Пейзажные фотоснимки служили ему опорой для памяти. Плоскостность изображения, будь то фотография или картина, признали качеством, которое можно использовать, а не преодолевать. Кисть и палитра Климта не скрывают французского влияния, но подход у него иной: он не искал светового драматизма в погодных явлениях, а ловил в своих картинах природный покой. Его взгляд направлен внутрь, к душе природы, что заставляло его искать в природных образцах кадры, подходящие под его требования к композиции. Одним из последних пейзажей, написанных Климтом на Аттерзе, стала уже лишённая былых красок «Яблоня II» 1916 года. «Шёнбруннский пейзаж» 1916 года является единственным изображением Вены в творчестве художника.

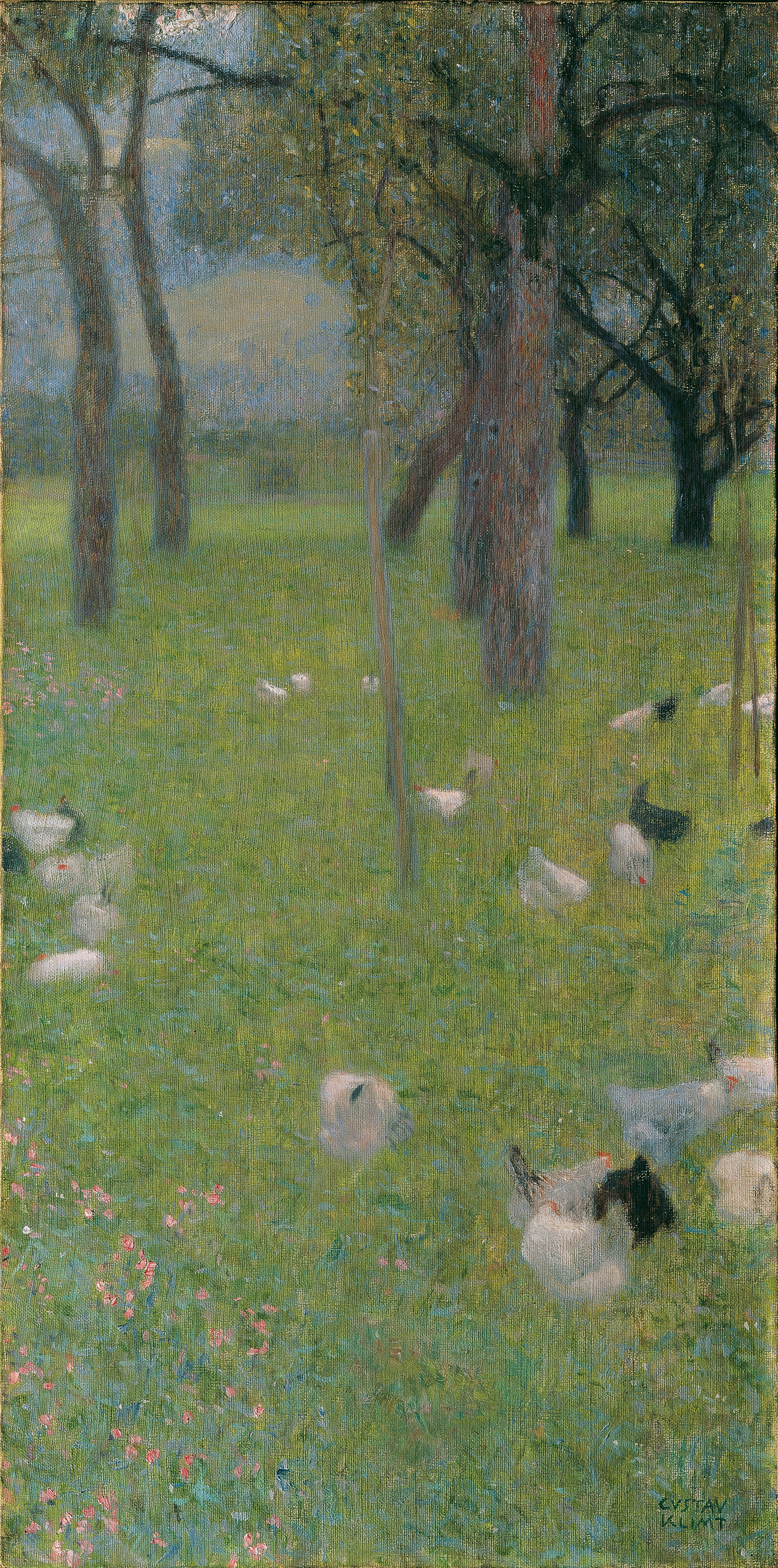
После дождя. 1898
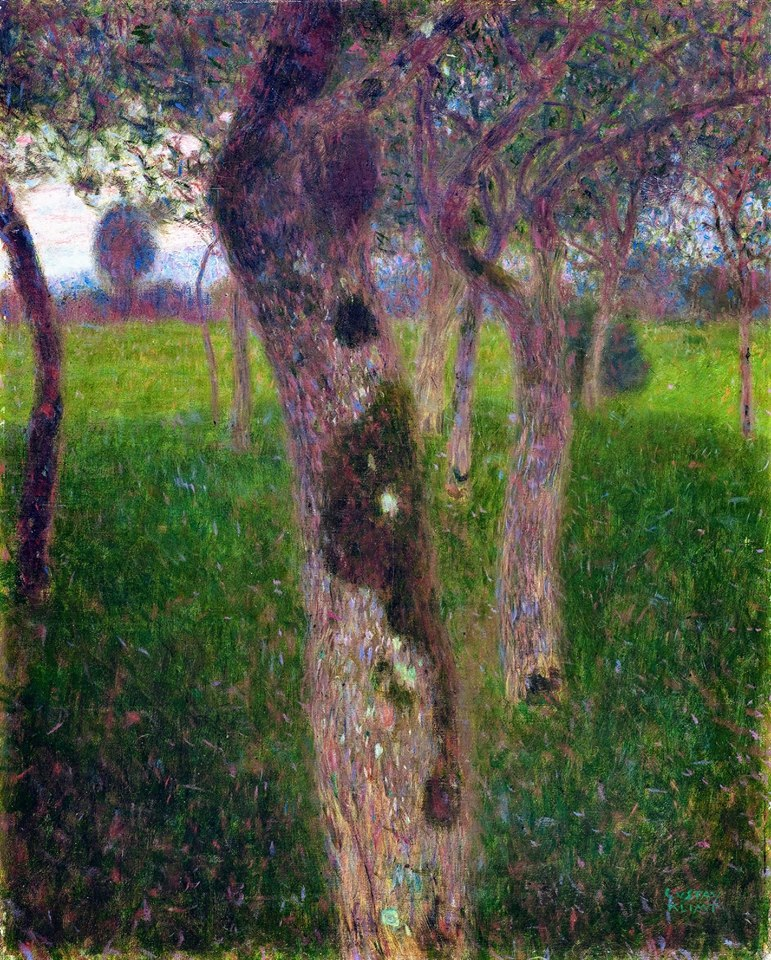
Фруктовый сад вечером. 1898
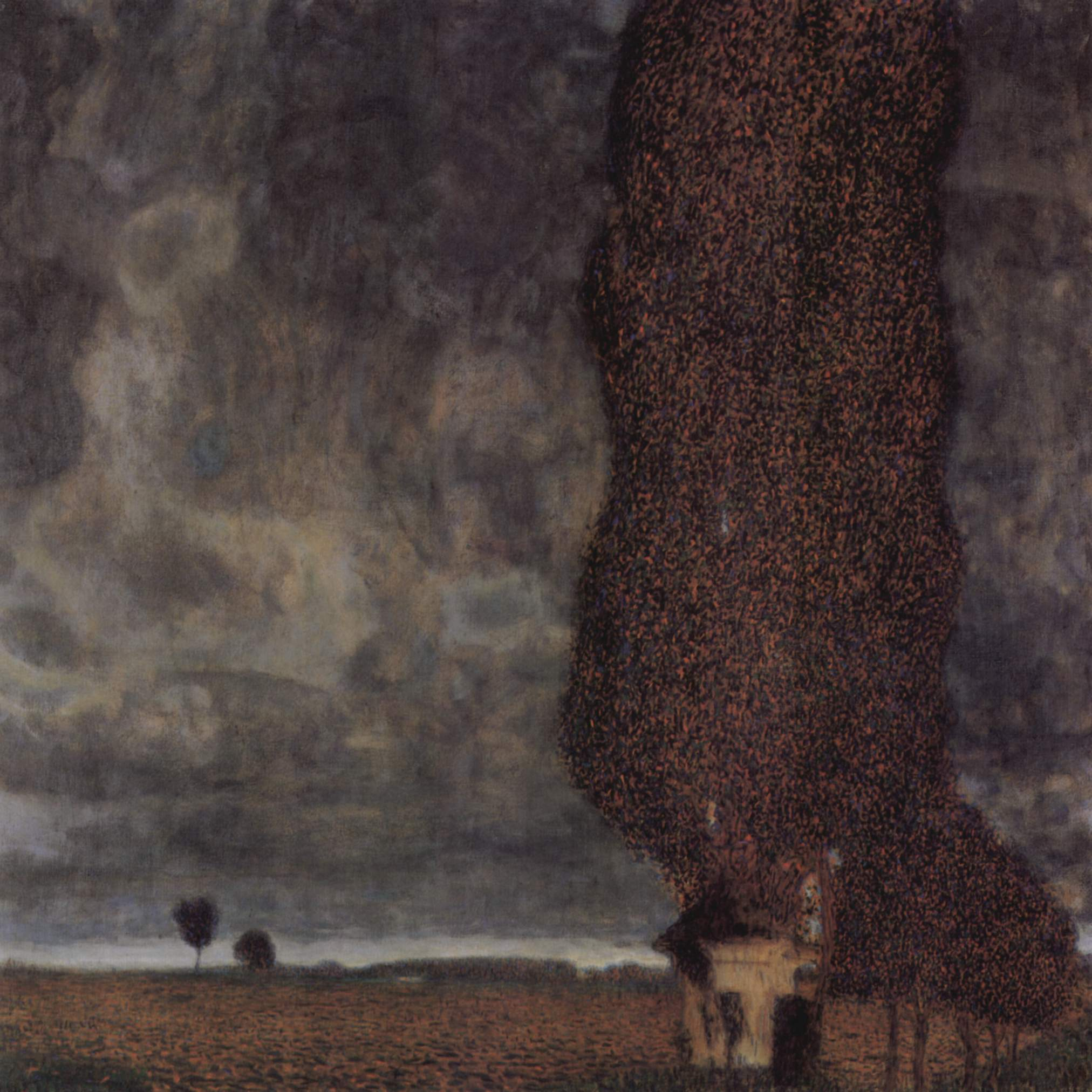
Большой тополь II. 1902
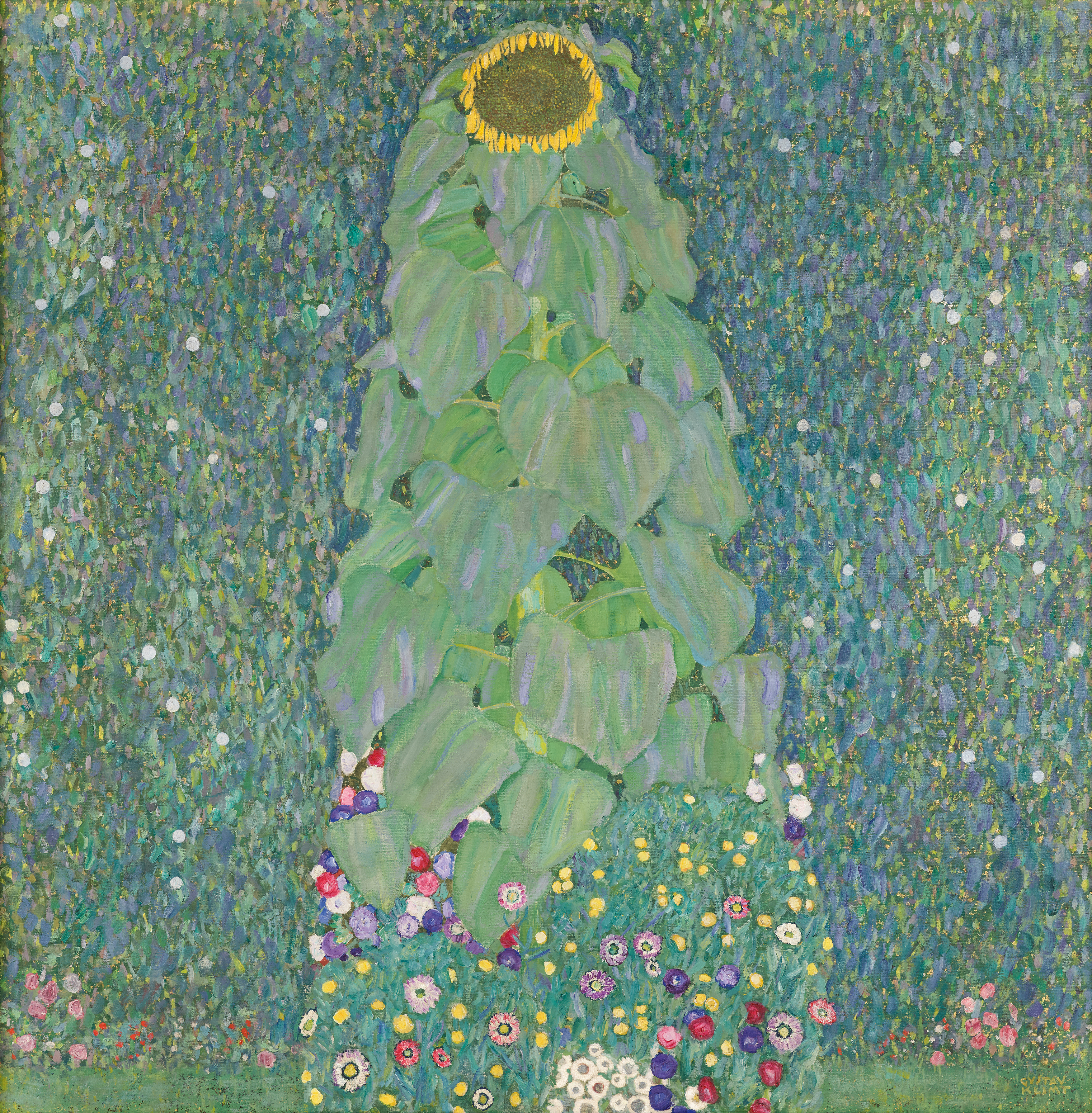
Подсолнух. 1907
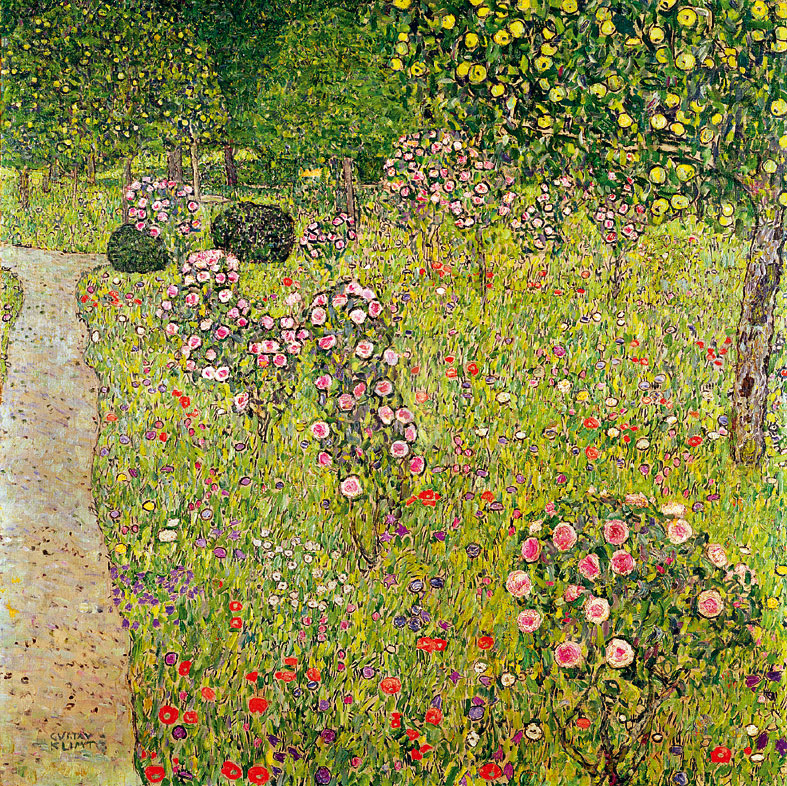
Розовый сад. 1912

### Графика
В настоящее время известно около четырёх тысяч работ Климта, выполненных на бумаге, в действительности их было гораздо больше, и новые рисунки Климта продолжают появляться на рынке. «Изучив наследие Климта, видишь, что более всего он велик как рисовальщик», — так в 1922 году выразил мнение многих критиков искусствовед Густав Глюк. В первые годы после кончины художника его графические работы пользовались огромной популярностью среди знатоков и коллекционеров, ныне их нередко представляют на выставках и в публикациях как декоративное дополнение к его живописи. Тем не менее, рисунки Климта очень важны для понимания его произведений живописи: они приоткрывают завесу над его образом мыслей и методом работы. В процессе работы над аллегорическими картинами Густав Климт выполнял целые серии этюдов женских, мужских и детских моделей.
Центральное место в тематике графики Густава Климта занимает человеческая, прежде всего женская одиночная фигура, эскизы пейзажей, жанровых, анималистических или природных сюжетов встречаются значительно реже. Обычно Климт рисовал чёрным мелом, затем простым карандашом, иногда цветными карандашами. Он редко пользовался пером, акварель, золотая и серебряная краски применялись им на начальном этапе творчества и по «золотой период» включительно. Для рисунков Климт всегда использовал один и тот же формат сшитой в тетради обёрточной бумаги и чёрный мел, и только в 1904 году перешёл на графитный карандаш и более крупноформатный светлый и более прочный сорт бумаги, которую он заказывал через венскую чайную компанию в Японии. Густав Климт рисовал одержимо и дисциплинированно. Он работал преимущественно с живыми моделями, их позы и жесты он тщательно упорядочивал: выпускник художественно-ремесленного училища, воспитанный в традициях историзма, Климт хорошо понимал служебную роль рисунка. Многие рисунки Климта связаны с его живописными работами в самом широком смысле. Иногда темы картин были заданы более ранними рисунками, часто Климт возвращался к теме картины для развития новых идей. У Климта встречается много автономных рисунков, для ряда картин вообще нет эскизов.
Считается, что славу «дамского художника» Густав Климт заслужил своими портретами дам из венского общества, но в действительности её фундамент заложили его этюды обнажённой натуры, к которым художник обратился, завершив «золотой период» и заинтересовавшись японским искусством. В климтовских рисунках с обнажённой натуры очевидно, что он отдаёт предпочтение женским моделям. Взгляд увлечённого женским полом художника на своих моделей неприкрыто вуайеристский: во время продолжительных, сексуально заряженных сеансов Климт наблюдал, как девушки отдаются эротическому настроению. Вопреки устоям патриархального общества того времени, порицавшего внимание к интимной жизни женщины, больше всего художника интересовало удовольствие, которое женщины получали от собственного тела. Если девушка ему нравилась, он мог запечатлеть моменты её расслабления и самоудовлетворения до изнеможения в полутора десятках зарисовок. Серии рисунков Климта следует рассматривать именно как зафиксированный во времени процесс сексуального удовлетворения в различных стадиях. Густав Климт не был первым художником, изобразившим мастурбирующую женщину, но первым, кто вывел женскую мастурбацию в отдельный художественный жанр. Обнажённые модели Климта свободны от страха и стыда и полны страсти, и эротические рисунки Климта — памятник женской сексуальности. В них нет ни мачизма, ни вульгарности, ни агрессивности, ни цинизма, как у других современных ему художников. Наоборот, кажется, что Климт флиртует со своими моделями, наслаждается их непринуждённостью и фиксирует её во всех подробностях, и каждая линия на рисунке обнажённой женской натуры проведена Климтом с уважением к женскому роду. Нарисованные Климтом фигуры выглядят чувственно, но не материально, они исполнены парящей лёгкости. Революционность эротической графики Густава Климта состоит в том, что он противостоит преобладающему мнению: женщина перестаёт быть красивой проекционной поверхностью или покорным репрезентационным объектом. На эротическую графику Густава Климта оказало влияние японское искусство, изучением которого он интенсивно занимался в кризисные для него 1909—1910 годы. Японские «весенние картинки» сюнга демонстрировали совершенно иной, чем в Вене подход к наготе, сексуальности и проституткам. В 1905 году Густав Климт предоставил 15 написанных ранее этюдов ню для иллюстрирования издания Лукиана «Диалоги гетер» в переводе Франца Блея, подготовленного Венскими мастерскими; в остальном работы Климта в этом жанре при его жизни не участвовали в выставках.

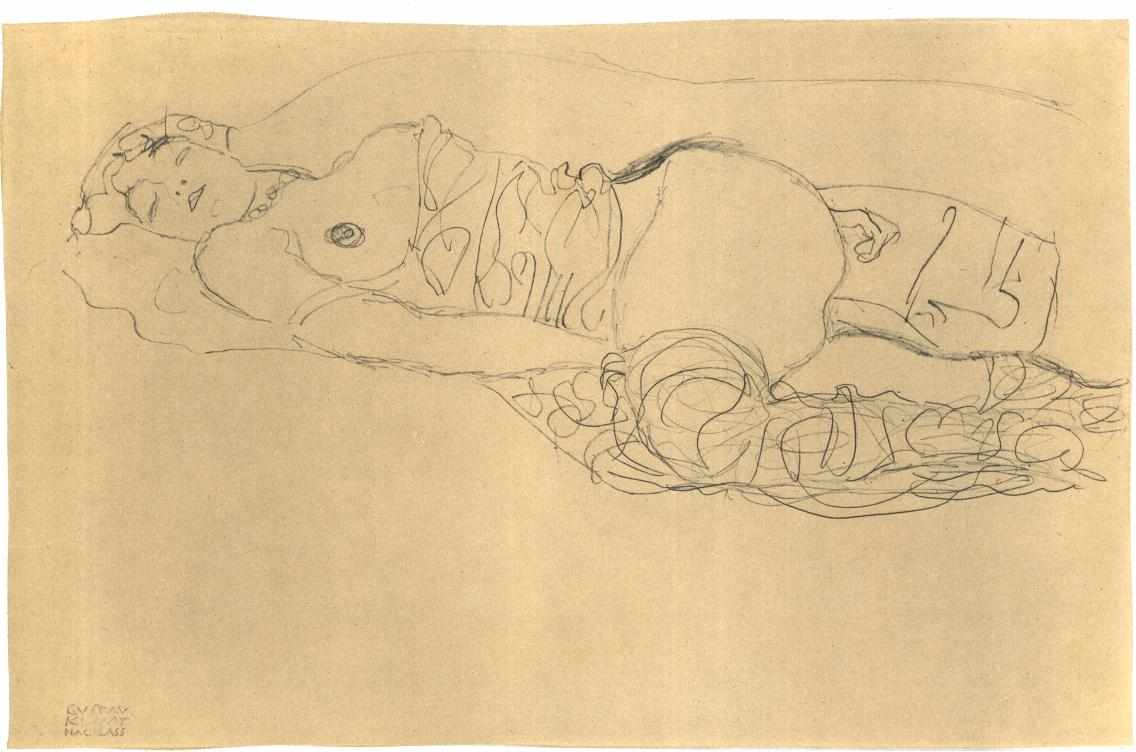
Лежащая обнажённая
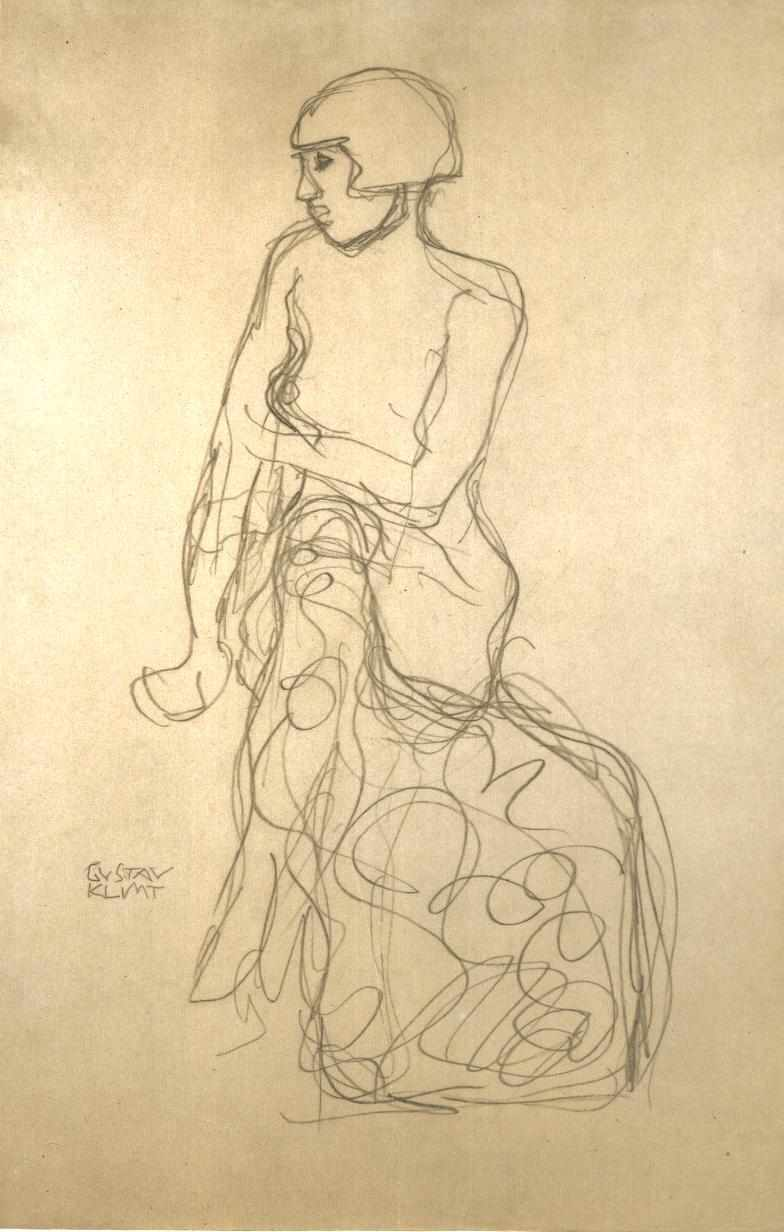
Полуобнажённая
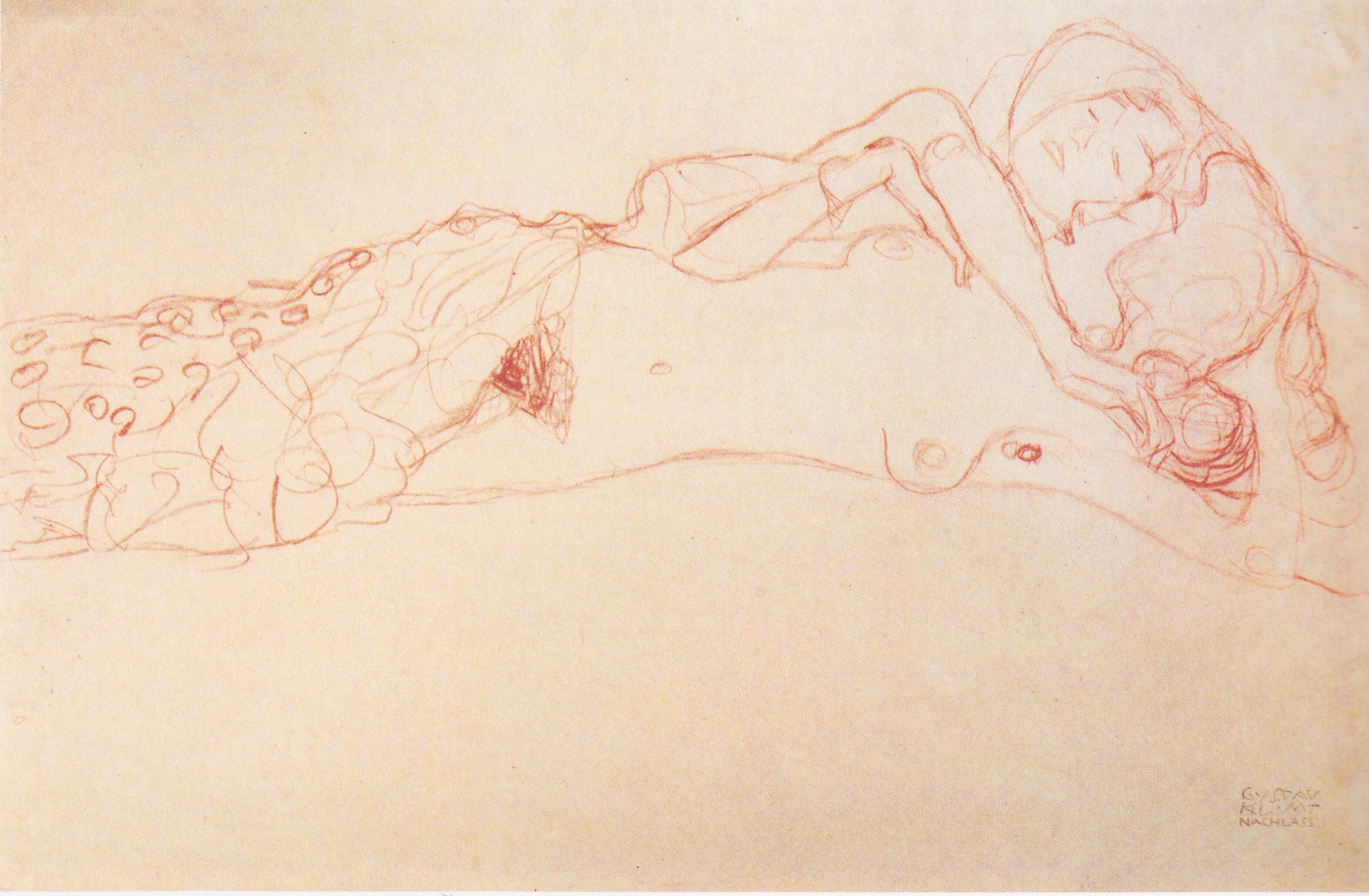
Две обнажённые на спине
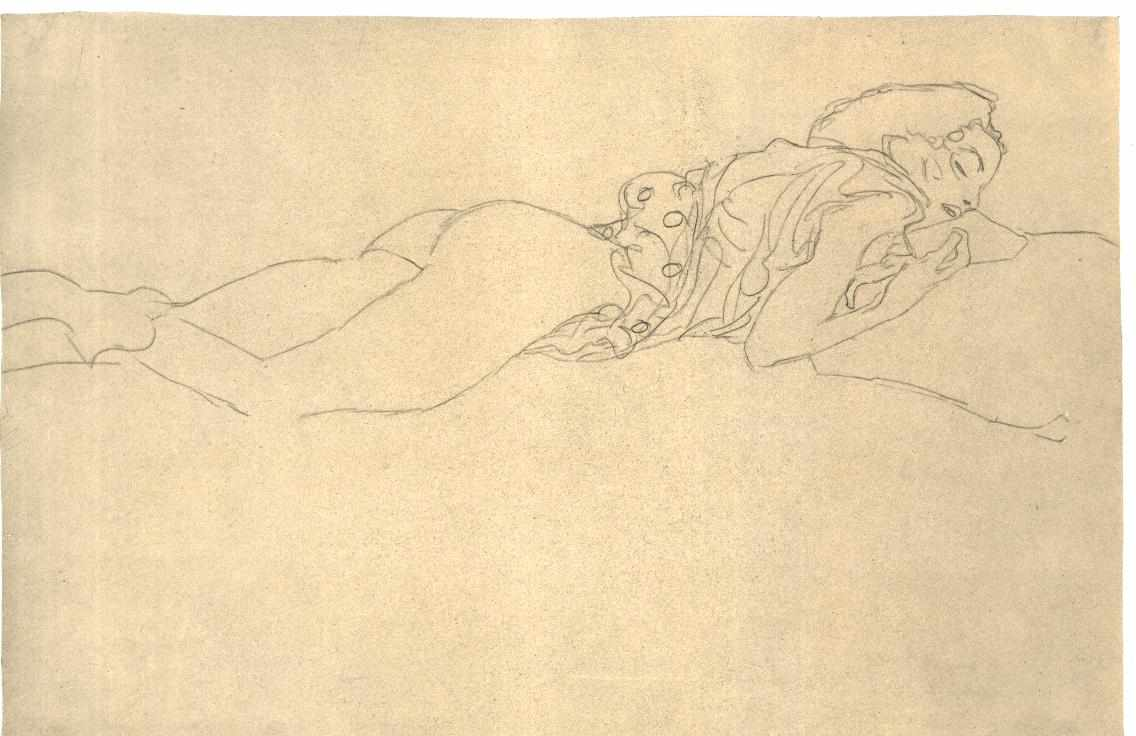
Обнажённая на животе

## Рецепция

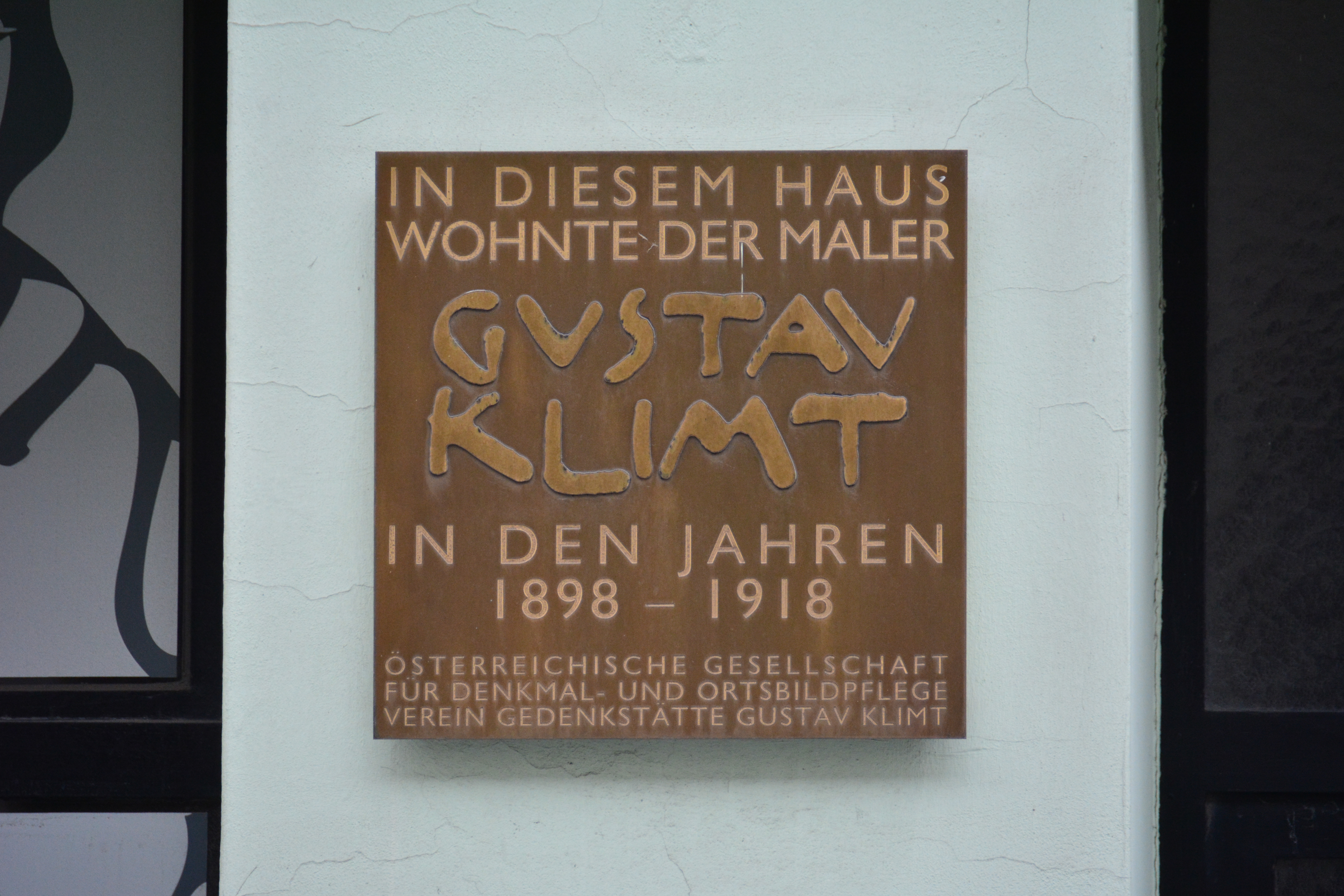
Памятная доска Густаву Климту на его доме на Вестбан-штрассе, 36

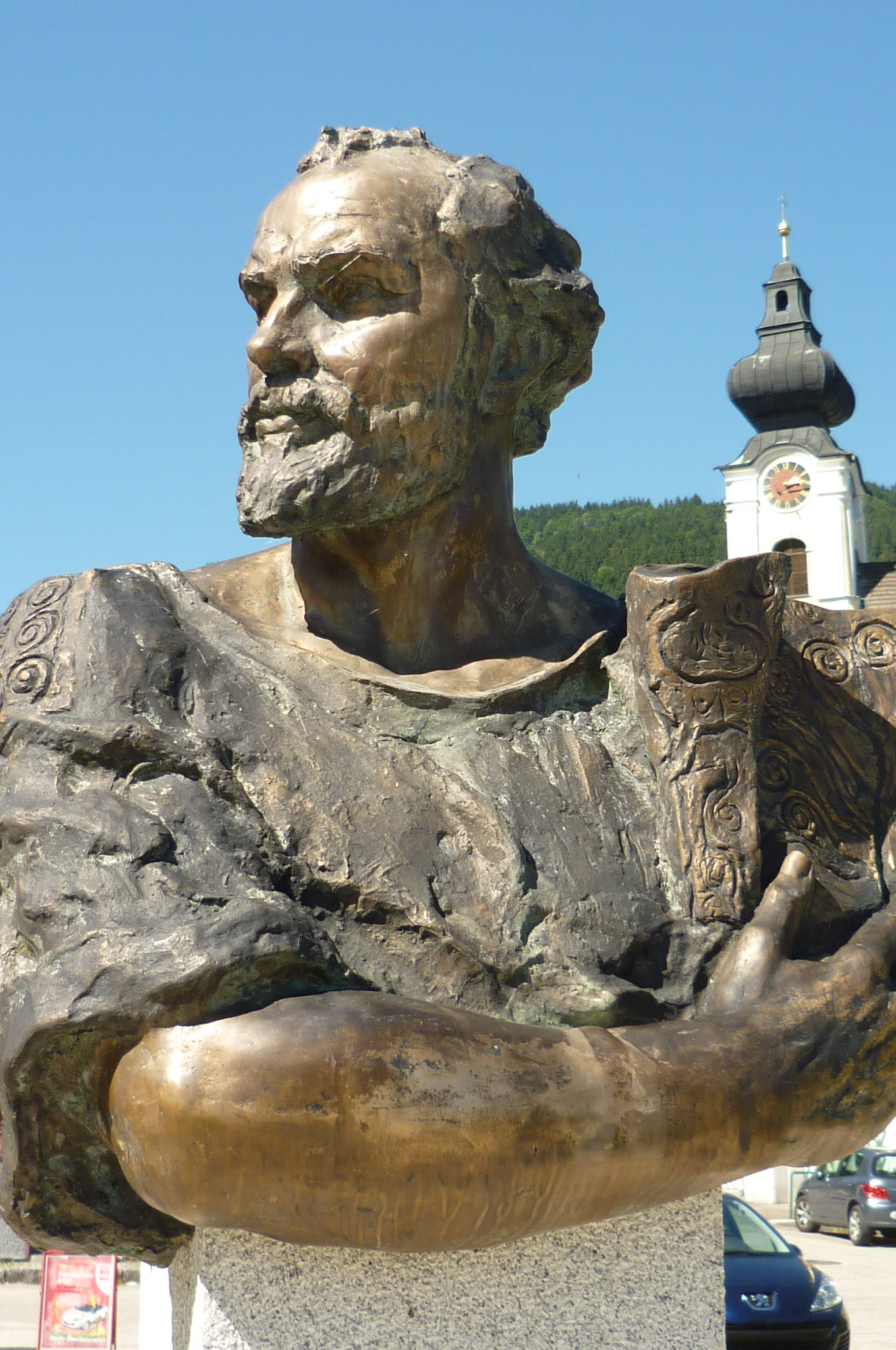
Памятник Густаву Климту на берегу Аттерзе

Вскоре после смерти Густава Климта о нём стали быстро забывать. Большинство работ находились в частных коллекциях и были доступны только узкому элитарному кругу общества. Первая ретроспективная выставка Климта состоялась спустя десять лет после его смерти в 1928 году. На ней было представлено 76 произведений художника, в своём большинстве из частных собраний. Только шесть картин Климта было предоставлено австрийскими государственными музеями, которые не торопились приобретать работы художника при его жизни, а после его смерти произведения Густава Климта почти не поступали в продажу на рынок. Выставка памяти Густава Климта 1928 года вновь пробудила интерес к его творчеству и обратила внимание общественности на сложившуюся неординарную ситуацию: Климт стал одним из самых успешных художников своего поколения исключительно благодаря нескольким меценатам-коллекционерам. Начиная с 1938 года, когда национал-социалисты взялись за составление реестров собственности венских евреев, работы Климта, не отвечавшие вкусам новой власти, оценивались значительно ниже фламандских мастеров, ренессансного искусства, барокко, романтизма и венского бидермайера. Климта не записывали в дегенеративное искусство, но и не ценили.
По инициативе гауляйтера Бальдура фон Шираха в феврале-марте 1943 года в венском Доме сецессиона, переименованном в «Выставочный дом Фридрихштрассе», состоялась ретроспективная выставка произведений Густава Климта, приуроченная к 80-летию со дня рождения художника. Интерес официальных властей к Климту объяснялся тем, что он ассоциировался с венским fin de siècle, венским искусством и оказал на его развитие значительное влияние. В том числе и из карьерных соображений Ширах во главе второго города Рейха всячески пропагандировал Вену как «оплот германского искусства» и пытался в области культуры и искусства поставить её вровень Берлину. Ради этого Ширах был готов закрыть глаза на то, что Климт якобы «нарушил жизненные интересы нации», и подчистить провенанс представленной экспозиции от любых еврейских следов заказчиков, коллекционеров или портретируемых. Ширах ознакомился с выпущенной за год до выставки монографией «Густав Климт. Художник из Вены» Эмиля Пирхана, которому в соответствии с духом времени удалось «вписать» и личность Климта, и его творчество в национал-социалистический канон и превратить художника в достойного наследника традиций германской метафизической живописи. Космополитизм Климта и связи с евреями в книге прикрыли правильным, плоть от плоти «народным» происхождением и неискоренимым венским диалектом. Чувственную сексуальность его картин Пирхан объявил «наивной жизнерадостностью», например, скандальную «Надежду I» переименовал в «Плодородие» и интерпретировал её с такой невинностью, что она могла пригодиться школе нацистских невест. Статью для выставочного каталога подготовил искусствовед Фриц Новотны. На выставке 1943 года было представлено 66 картин и 33 рисунка Густава Климта из собраний Бельведера, городского музея Вены и «частных коллекций», многие из них с отредактированными обтекаемыми названиями: «Девочка в полный рост», «Дама в полный рост» или «Дамский портрет на фоне китайских обоев». Лишь один портрет на выставке содержал в подписи указание имени — Фритцы Ридлер, не имевшей еврейских корней. Выставка имела оглушительный успех: в самый разгар Второй мировой её посетило за один месяц с 7 февраля по 7 марта 1943 года 24 тыс. человек.
После войны интерес к творчеству Густава Климта воскрес только в 1964—1965 годах. На фоне камбэка австрийского югендстиля выставки Климта, приуроченные к 100-летию со дня его рождения, состоялись в нью-йоркском Музее Гуггенхайма, лондонской галерее Мальборо и в Мюнхене на выставке «Сецессион — европейское искусство на рубеже веков». У художественных критиков Густав Климт уже не вызывал столько страстей, как при жизни, в 1960-х годах они сдержанно, без восхвалений и хулы, пытались сориентироваться, как классифицировать противоречивого Климта в рамках искусствоведческого канона. С одной стороны, декадентское искусство Климта, умершего в 1918 году, отжило, как и почившая в том же году дунайская монархия. С другой стороны, Климт представлял собой нечто большее, чем недолговечный югендстиль; от орнаментальности и двухмерности пространства Климта, с его полным отказом от перспективы, до как минимум полуабстрактного искусства был всего один шаг. Тем не менее, в послевоенные годы, когда триумфально шествовал абстракционизм, найти Климту должное место в искусстве было ещё сложно. В 1960-е годы исследования творчества Густава Климта получили новую базу. В 1967 году Фриц Новотны и Йоханнес Добай выпустили реестр произведений Климта, в 1969 году вышел обширный документальный труд Кристиана М. Небехая. Уже в 1980-е годы был опубликован четырёхтомный каталог рисунков Климта, подготовка которого заняла у Алис Штробль десяток лет.
Всеобщая популярность пришла к Густаву Климту ещё спустя два десятка лет. В 1985 году в венском Доме сецессиона состоялась масштабная выставка «Мечта и реальность. Вена в 1870—1930 годах», посвящённая венскому искусству начиная с триумфа Макарта в 1879 году и до экономического кризиса 1929 года. В экспозиции, посвящённой «Бетховенской выставке» 1902 года, был впервые продемонстрирован отреставрированный «Бетховенский фриз». Хотя выставка и не была посвящена Климту, его присутствие ощущалось почти в каждом выставочном зале. Со слов её организатора Ханса Холляйна, «эротика Климта и Шиле тяжёлыми духами нависает над выставкой и проникает в её помещения и трещины». Выставка «Мечта и реальность» вознесла Климта на невиданные высоты как в искусствоведческой, так и финансовой оценке. До 1990-х годов споры о собственности на произведения Климта до судов не доходили, но после венской выставки 1985 года потомки еврейских коллекционеров творчества Густава Климта осознали, что их утраченная собственность существенно прибавила в цене и появился смысл пускаться в долгие и затратные судебные баталии ради её реституции. Свою роль сыграли также расследования провенанса произведений искусства из австрийских государственных музеев, которые до 1938 года находились в собственности еврейских семей, публиковавшиеся в 1998 году в газете Der Standard австрийским журналистом Хубертусом Чернином. Вероятно, пик современной популярности художника наступил в 2006 году, когда в прокат вышел художественный фильм «Климт» с Джоном Малковичем в заглавной роли, а за одну из его картин была заплачена рекордная сумма в 135 млн долларов США. В начале 2020-х годов внимание публики к художнику приковывал размер выручаемых за его картины средств на аукционных торгах: 105 млн долларов за пейзаж «Берёзовая роща» через «Кристис» в Нью-Йорке в ноябре 2022 года, 74 млн фунтов за «Даму с веером» через «Сотбис» в Лондоне в июне 2023 года и 30 млн евро за «Портрет фрейлейн Лизер» через Im Kinsky в Вене в апреле 2024 года.
В России интерес к творчеству Густава Климта активизировался только на рубеже XX—XXI веков с ростом внимания к эстетизму его времени, когда появились первые переводы трудов зарубежных климтоведов. В СССР вождь австрийского модернизма, как и австрийское искусство в целом, не представленное в крупнейших музейных собраниях, не был настолько знаком публике, чтобы стать культурным мифом и появляться на репродукциях. В VI томе «Всеобщей истории искусств», изданном в СССР в 1965 году, Густав Климт характеризуется как типичный представитель декадентского искусства, который стремится противопоставить «грубой жизни» изысканные «украшения своих вымыслов». Его картины и портреты — «бесплотны», манерны и бессодержательны, а его живопись имеет «нарочито плоскостной узорный характер» и «сводится к цветовым пятнам причудливых очертаний, дробящимся на подобные мозаике цветовые мазки». Из всего творчества художника упомянуты стилизованные и не лишённые «порой слащавой эротики» декоративные панно для Бургтеатра и Художественно-исторического музея, портрет Адели Блох-Бауэр и «Три возраста». Единственная монография о творчестве Климта, выпущенная в России, — книга доктора искусствоведения И. Е. Светлова.

## Коллекционеры и заказчики Климта
Густав Климт стал одним из самых успешных художников своего поколения только благодаря меценатству лишь нескольких коллекционеров. При жизни Климта австрийские государственные музеи не спешили приобретать его полотна. На первой выставке памяти Густава Климта, состоявшейся в 1928 году, демонстрировалось 76 работ, и лишь шесть из них были из фондов австрийских музеев. Истории многих полотен Климта тесно переплелись с трагическими судьбами их моделей и владельцев после аншлюса Австрии гитлеровской Германией и обеспечивают неиссякаемый общественный интерес к творчеству художника.

### Ледереры, Штайнеры и Мунки

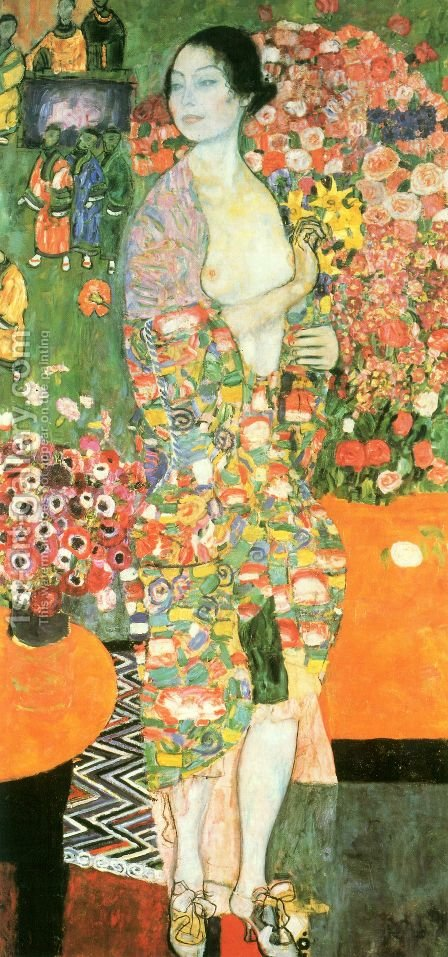
Танцовщица (Портрет Рии Мунк II). 1917

Главными собирателями творчества Густава Климта были три сестры Пулитцер Серена (Сидония) Ледерер, Евгения (Дженни) Штайнер и Аранка Мунк и их мужья. В списках имущества, конфискованного в 1938 году у семейств Ледерер, Штайнер и Мунк, было 28 знаменитых картин и рисунков художника. Ещё до знаменитого портрета Серены 1899 года Климт годом ранее написал посмертный портрет Гертруды Штайнер, дочери Евгении Штайнер, а спустя полтора десятилетия портреты дочери Серены Элизабет Ледерер (1914), матери Шарлотты Пулитцер (1915) и Рии Мунк, дочери Аранки, на смертном одре (1912).
Серена и Август Ледереры были самыми крупными меценатами Климта, именно благодаря их финансовой помощи художнику удалось выкупить у государства «факультетские картины» и тем самым положить конец связанному с ними скандалу. В коллекцию Ледереров до 1938 года помимо портретов супругов входили композиционные наброски к «факультетским картинам» «Юриспруденция» и «Философия», супрапорты «Музыка» и «Шуберт за клавиром», «Бетховенский фриз», «Шествие мёртвых», «Золотая яблоня», «Сельский сад с распятием», «Мальчезине на озере Гарда», «Яблоня II», «Гастайн», «Валли», «Подруги», «Леда» и «Дорожка в саду с курами». Вся коллекция Ледереров, за исключением портретов, «Бетховенского фриза» и «Яблони II» была уничтожена пожаром в замке Иммендорф 8 мая 1945 года. В 1944 году галерея Бельведер приобрела две «факультетские картины» у бывшего супруга дочери Ледереров Элизабет Вольфганга Бахофена фон Эхта. Серена Ледерер до своей смерти в 1943 году бесстрашно, но безуспешно сражалась за свою коллекцию Климта, пытаясь доказать, что, будучи гражданкой Венгрии, она не обязана регистрировать свою собственность, которая не подлежит конфискации в Австрии. Спустя три года после окончания войны портреты Серены и её дочери Элизабет появились на аукционе в венском Доротеуме, но были сняты с продаж и переданы законным собственникам.
Евгения Штайнер разбиралась не только в искусстве, но и коммерции и входила в круг самых богатых венцев. После смерти мужа Вильгельма Штайнера в 1922 году Евгения, мать пятерых детей, продолжила семейное дело мужа с племянником. Шёлковая мануфактура Штайнеров находилась поблизости от мастерской Густава Климта, Евгения коллекционировала ещё и Эгона Шиле. Помимо посмертного портрета в полный рост 13-летней дочери Гертруды, согласно реестровым данным, ей принадлежали «Водяные змеи II», «Дом лесника в Вайсенбахе», а также портрет Меды Примавези и пять рисунков. В 1938 году племянник Евгении покончил жизнь самоубийством, её принудительно лишили доли в семейном бизнесе. Евгения Штайнер эмигрировала в США через Португалию и Бразилию благодаря помощи родственника — сына Джозефа Пулитцера, влиятельного издателя и основателя Пулитцеровской премии. Ей удалось добиться реституции портрета Меды Примавези, который её наследники передали в дар нью-йоркскому Музею современного искусства. В 2001 году галерея Бельведер вернула «Дом лесника» наследникам Евгении Штайнер, в 2003 году он был продан на «Сотбис» в Нью-Йорке за рекордные на тот момент для работ Климта 29,13 млн долларов. Портрет Гертруды Штайнер в 1941 году был продан через аукционный дом «Доротеум», и с тех пор о его местонахождении достоверно ничего не известно. Той же участи счастливым образом избежали «Водяные змеи II», которых приобрёл Густав Учицки.
Насколько серьёзно увлекалась искусством третья сестра Аранка, помимо заказанных у Климта трёх посмертных портретов дочери Рии, не подтверждается документами. В 1941 году её с младшей дочерью Лолой Краус депортировали в Лодзь, в 1948 году по ходатайству Евгении Штайнер они были объявлены умершими. Их права требования реституции перешли к племяннику Эриху Ледереру. В 2009 году наследники получили по реституции из линцского музея «Лентос» последний, незаконченный портрет и продали его через аукцион «Кристис» за 18,8 млн фунтов (приблизительно 22,67 млн евро).

### Витгенштейны
Карл Витгенштейн, успешный предприниматель эпохи грюндерства и сталелитейный магнат, зарекомендовал себя меценатом художников-авангардистов, вложив крупную сумму в строительство Дома сецессиона. Витгенштейн познакомился с Климтом через старшую дочь Гермину, художницу и страстную почитательницу его таланта, владевшую до 1939 года пейзажем «Крестьянский сад с подсолнухами». В 1903 году Витгенштейн приобрёл картину Климта «Золотой рыцарь», которая в то время называлась ещё «Жизнь — борьба» и повторяла мотив «Бетховенского фриза». В 1904 году Карл Витгенштейн заказал у Климта портрет младшей дочери Маргариты, который художнику никак не удавался: по общему мнению всех, знавших Маргариту, он никак не мог уловить характер модели. Заказчику достался портрет, написанный Климтом на стыке двух разных периодов творчества, и он Витгенштейну так и не понравился. В доме Витгенштейнов портрет вскоре убрали с глаз долой, затем он был продан и в конечном итоге после долгого пути с несколькими пересадками в 1960 году оказался в Новой пинакотеке в Мюнхене.

### Блох-Бауэры
Адель и Фердинанд Блох-Бауэры — наиболее известные из заказчиков Густава Климта благодаря громкой истории реституции остатков их разграбленной художественной коллекции наследнице — племяннице Марии Альтман и продажи золотого портрета Адели за рекордные на 2006 год 135 млн долларов США. Помимо этого своего самого известного портрета Густав Климт написал в 1912 году второй портрет Адели во всём цветовом великолепии позднего периода творчества художника. В 1903 году Блох-Бауэры приобрели «Берёзовую рощу», а в 1910—1916 годах — ещё три пейзажа с Аттерзе.
За два года до своей смерти Адель Блох-Бауэр составила завещание, в котором назначала мужа своим единственным наследником и поручала ему распорядиться о передаче после его смерти шести имевшихся картин Климта Австрийской галерее. Душеприказчиком Адель назначила деверя Густава Блох-Бауэра, отца Марии Альтман. Спустя год после смерти Адели Густав Блох-Бауэр направил в окружной суд Вены письмо с уведомлением об исполнении завещания, в котором уточнялось: «Следует учитывать, что упомянутые картины Климта являются собственностью не завещательницы, а её вдовца», и этот факт сыграл позднее решающую роль в исходе реституционного дела Марии Альтман. В конце 1930-х годов, когда угроза аншлюса стала очевидной, Фердинанд Блох-Бауэр предпринял все усилия, чтобы спасти свою коллекцию. В 1936 году он подарил Австрийской галерее пейзаж «Замок Каммер на Аттерзе III». Спустя два дня после аншлюса 74-летний Фердинанд Блох-Бауэр, бросив всё, бежал из Австрии в свой дворец под Прагой, а оттуда — в Париж и далее Цюрих. Его родня подверглась преследованиям и арестам. Мужа племянницы Марии Фрица Альтмана депортировали в Дахау. Брат Густав умер в июле 1938 года, его детям и вдове с огромным трудом удалось выехать из страны. У Фердинанда Блох-Бауэра конфисковали всё имущество во исполнение решения суда по сфабрикованному делу об уклонении им от уплаты налогов. Все художественные ценности Блох-Бауэров ушли с молотка, и только пять картин Климта были переданы в Австрийскую галерею благодаря хлопотам её нового директора Бруно Гримшица.
После войны Фердинанд Блох-Бауэр пытался начать процесс реституции имущества, но умер в 1945 году, не добившись никаких результатов. Реституция пяти картин Густава Климта, хранившихся в галерее Бельведер, состоялась спустя 60 лет. Изначально Мария Альтман планировала оставить картины в галерее при условии, что её признают законной наследницей, чего не произошло, потому что для судебного разбирательства о реституции картин Климта якобы отсутствовала правовая снова. Такой отказ заставил Альтман изменить свои намерения, и когда наконец решение о выдаче картин наследнице было принято, она в свою очередь решительно отказала галерее Бельведер, ходатайствовавшей о том, чтобы оставить картины в Австрии в качестве музейного займа. Австрия отказалась от своего права преимущественного приобретения картин, и два портрета и три пейзажа кисти Климта убыли в Лос-Анджелес, где были проданы в том же 2006 году. Желание Адели и Фердинанда Блох-Бауэров сделать свои картины Климта доступными для общественности было исполнено только в отношении «Золотой Адели», которую приобрёл для Новой галереи Рональд Лаудер. История Марии Альтман стала сюжетом художественного фильма «Женщина в золоте» 2015 года с Хелен Миррен в главной роли.

### Примавези
Супруги Примавези из Оломоуца, банкир Отто и актриса Евгения, финансировали Венские мастерские и разместили два крупных заказа на портреты у Густава Климта: портрет их дочери Меды (1912) и самой Евгении Примавези (1913). «Портрет Меды» — единственный крупноформатный репрезентативный детский портрет у Климта. Родители заказали его в подарок дочери на Рождество. Вместе с Йозефом Хоффманом и Антоном Ханаком Климт бывал в загородном доме Примавези в Оломоуц, где устраивались невиданные по военным временам обильные застолья и костюмированные вечеринки. Климт даже принимал семейство Примавези во время их венской поездки в своей мастерской на Фельдмюльгассе в Хитцинге, демонстрировал детям свои картины и восточные шёлковые наряды. На Рождество 1914 года Отто Примавези приобрёл для жены «Надежду II», которая украсила кабинет их городского дома, в 1938 году досталась Новой галерее, а в 1970-х была продана в нью-йоркский Музей современного искусства. Примавези всячески старались поддержать художника во время войны и в мае 1916 года приобрели за 8 тыс. крон (около 12 650 евро) картину «Литцльбергкеллер». На аукционных торгах, организованных Густавом Небехаем после смерти Климта в 1919 году, Примавези приобрели картину «Дитя». Уезжая в Канаду в 1949 году, Меда Примавези забрала с собой портрет матери, который долгое время считался утраченным, а в 1987 году был продан ею на аукционе «Сотбис» и отправился в Тоётский городской художественный музей. Меда Примавези, последний очевидец, наблюдавший Климта за работой, умерла в 2000 году. Детский портрет Меды находился в собственности Дженни Штайнер и в 1964 году был подарен её наследниками в память о матери нью-йоркскому Метрополитен-музею.

### Цукеркандли
Густав Климт не написал портрета своей защитницы и страстной почитательницы его таланта журналистки Берты Цукеркандль, супруги анатома Эмиля Цукеркандля, но, вероятно, благодаря ей заказчиками художника стали другие члены семьи Цукеркандлей. В 1912 году Климт написал портрет Паулы Цукеркандль, супруги промышленника Виктора Цукеркандля, в 1917—1918 годах он работал над оставшимся незаконченным портретом Амалии Цукеркандль, супруги уролога Отто Цукеркандля. В 1908 году Виктор Цукеркандль приобрёл на Венской художественной выставке пейзаж «Маковое поле». С именем сестры Виктора, Отто и Эмиля Цукеркандлей Амалии Редлих связаны истории частной реституции пейзажа «Церковь в Кассоне» в 2009 году и реституции из Зальцбургского музея современного искусства пейзажа «Литцльберг на Аттерзе» в 2011 году.

### Лёвы
Доктор Антон Лёв держал одну из самых современных и самую крупную в Вене частную больницу «Санаторий Лёва», увлекался искусством и был одним из первых меценатов Венского сецессиона. До 1920 года в коллекции Лёва находилась картина Климта «Юдифь I». В 1902 году по случаю своего 55-летия он заказал Климту за 10 тыс. крон портрет 19-летней дочери Гертруды, с восторгом встреченный критиками на многочисленных выставках. До аншлюса Австрии портрет украшал салон венского дворца Лёвов. После смерти отца в 1907 году Гертруда Лёв, в замужестве Фельшёваньи, приняла на себя руководство санаторием.
Она покинула Австрию вслед за сыном Энтони в 1939 году, бросив имущество на 90 тыс. рейхсмарок. Санаторий доктора Лёва подвергся ариизации. Большая часть коллекции Лёвов исчезла без следа. В 1941 году портрет Гертруды Лёв и шесть рисунков Климта из коллекции Лёвов попали к Густаву Учицки. 99-летний Энтони Фельшёваньи умер в октябре 2013 года, не дождавшись урегулирования вопроса спорной собственности со вдовой Урсулой Учицки, которое состоялось в результате так называемой «частной реституции» в 2015 году.

### Учицки
Густав Учицки, незаконнорождённый сын Густава Климта от Марии Учицки, работал режиссёром на киностудии «УФА» и сделал карьеру при национал-социалистах. В марте 1940 года ему удалось договориться с властями Вены и выкупить до начала торгов в аукционном доме «Доротеум» конфискованную у Дженни Штайнер картину «Водяные змеи II». К 1950-м годам Учицки владел самой крупной частной коллекцией произведений Климта, в которую помимо портрета Гертруды Лёв и «Водяных змей II» входили пейзаж «Замок Каммер на Аттерзе III» из коллекции Блох-Бауэров, портрет дамы из коллекции текстильного магната Бернхарда Альтмана, деверя Марии Альтман, «Крестьянский дом с берёзами» из коллекции Георга и Гермины Лазус и «Яблоня II». Последние три работы по реституции достались после смерти Густава Учицки галерее Бельведер и затем были возвращены наследникам законным владельцев. В 2013 году Урсула Учицки урегулировала свой спор с наследниками Дженни Штайнер в отношении прав собственности на картину «Водяные змеи II», продав её в частные руки при посредничестве «Сотбис» за 112 млн долларов США. На причитающуюся ей половину суммы Урсула Учицки основала частный фонд «Густав Климт — Вена 1900», которому передала портрет Гертруды Лёв и пять из шести рисунков из коллекции Лёва. В июне 2015 года портрет Гертруды Лёв был продан на аукционе «Сотбис» за 22 млн фунтов, которые поделили между собой наследники и фонд. По данным газеты Der Standard, портрет приобрёл британский миллионер Джо Льюис. За пять рисунков наследникам Гертруды Лёв пришлось выплатить фонду Климта половину их стоимости. «Яблоню II» галерея Бельведер в 2001 году в рамках реституции по ошибке вернула наследникам Норы Стиасны, дочери Отто и Амалии Цукеркандлей, хотя до конфискации Третьим рейхом работа принадлежала Серене Ледерер.

## Личность

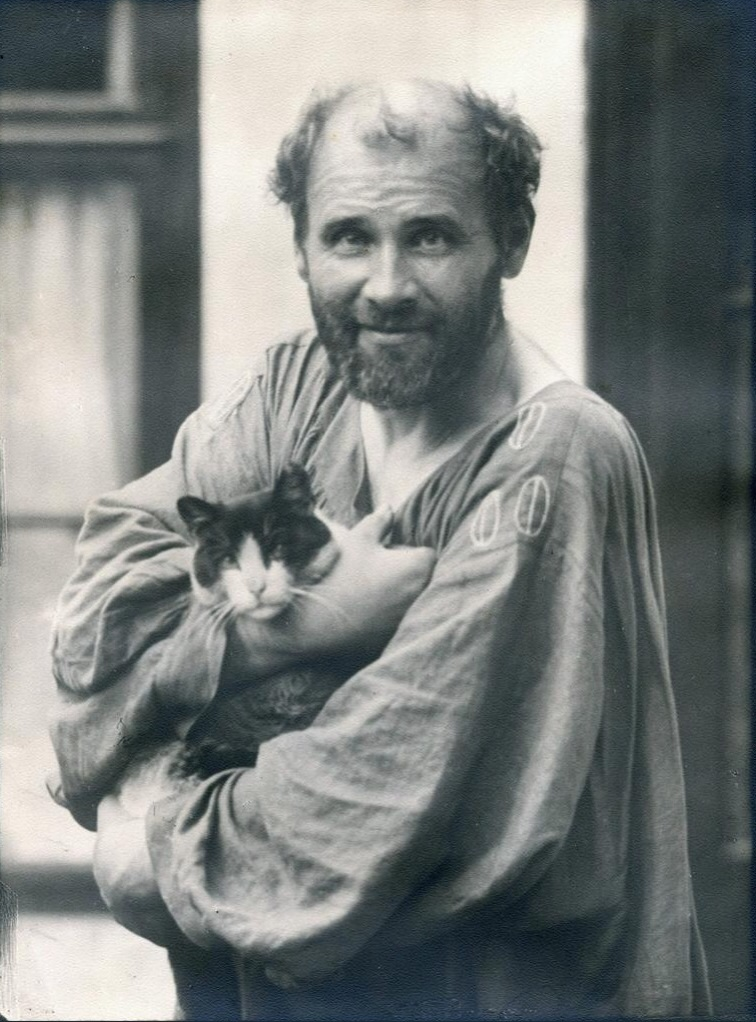
Густав Климт. 1910. Фотография Морица Нера

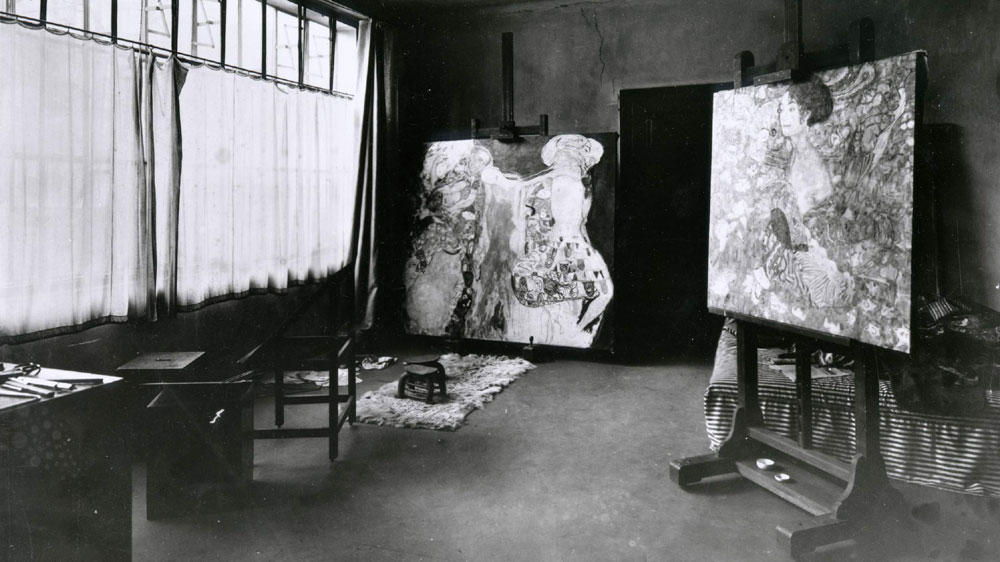
Мастерская Густава Климта в Хитцинге вскоре после его смерти. На мольбертах «Невеста» и «Дама с веером». 1918. Фотография Морица Нера

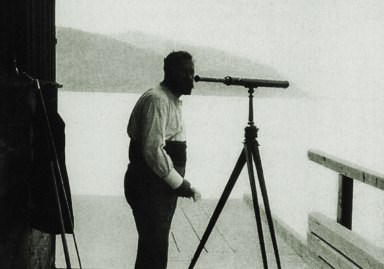
Климт с подзорной трубой на причале виллы Фридриха Паулика в Зевальхене-на-Аттерзе. 1905

Когда ты пишешь, внезапно, почти как в сказке, превращаешься в «современнейшего человека», каким в день и час реального бытия возможно вовсе не являешься.

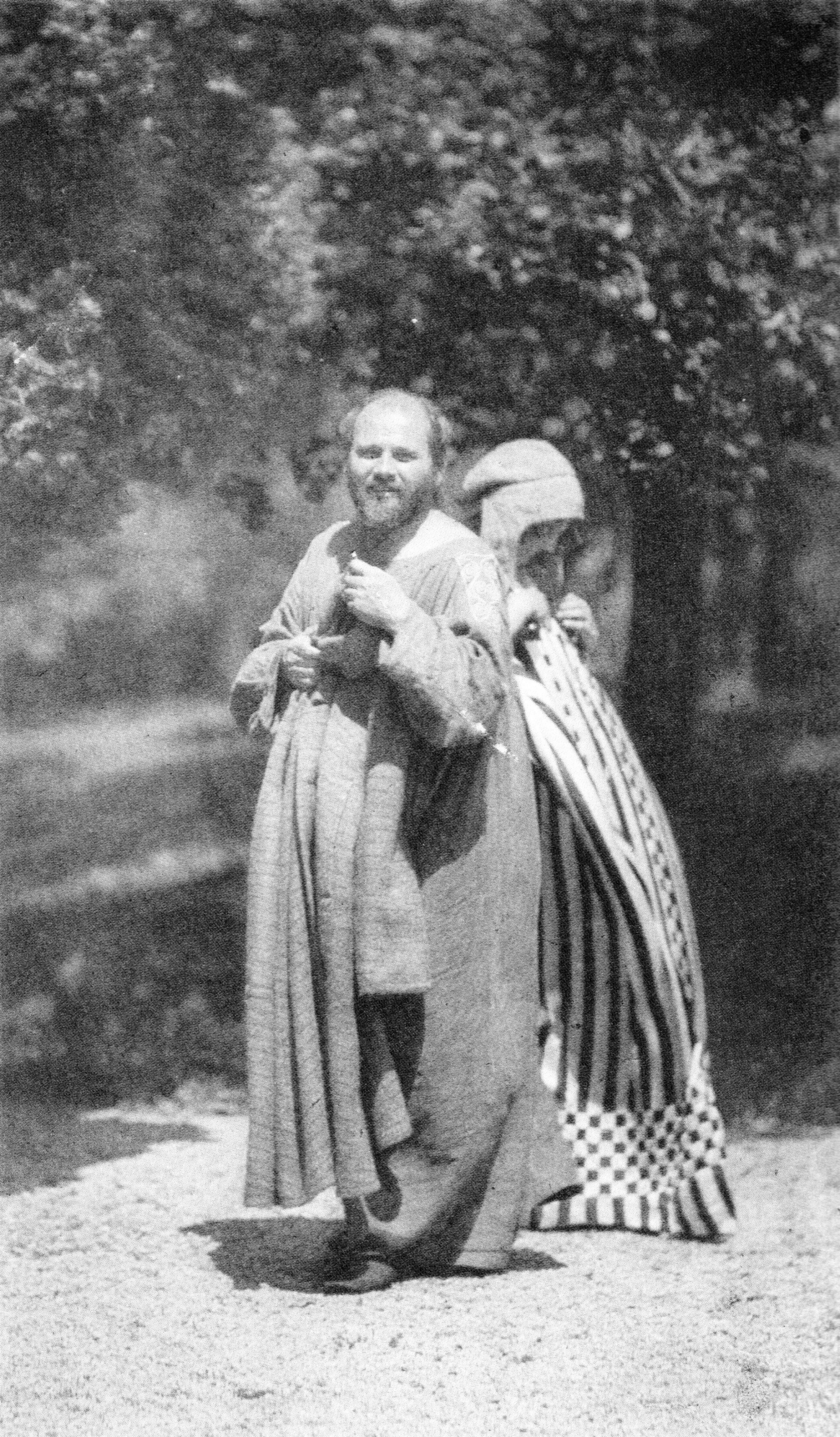
Густав Климт называл Эмилию Флёге «Миди». Каммер на Аттерзе. Гелиогравюра работы Генриха Бёлера. 1909

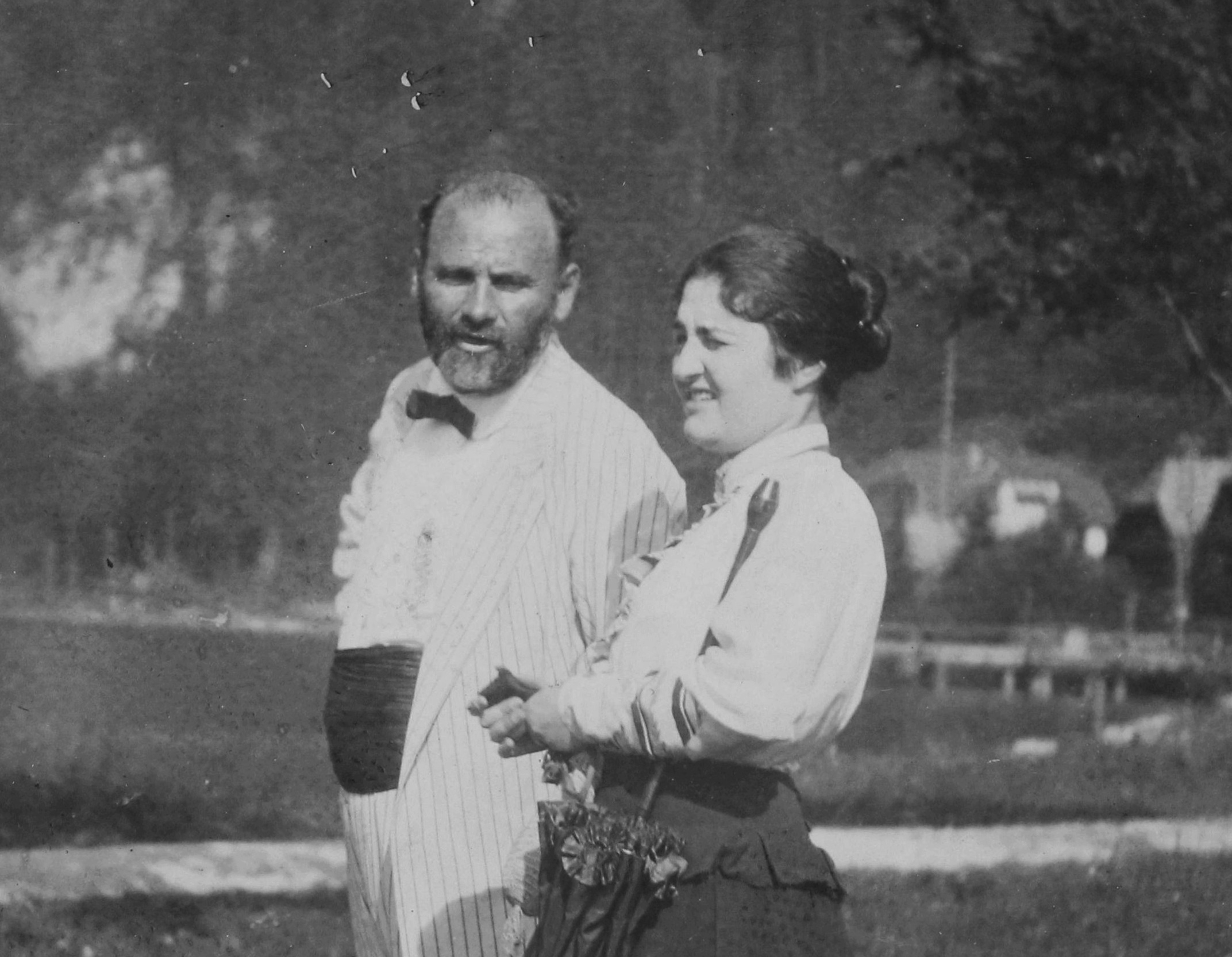
С заказчицей Фридерикой Беер-Монти. Вайсенбах-ам-Аттерзе. Лето 1916

Вокруг личности Густава Климта сложилось множество легенд, и лишь очень немногие из них неуверенно подтверждаются фактами. Климт не оставил пространных высказываний о себе и своём творчестве. Он вообще уделял мало внимания собственной персоне, не считая себя интересным человеком. В его немногих официальных высказываниях нет ни единого слова, которое бы позволило судить о каких-либо определённых взглядах на политику в области искусства за исключением общелиберальной идеи об автономности и неограниченной свободе художника. По большей части о личности Густава Климта известно из вторых рук, которые упрятали реального человека за плотной словесной завесой восхищения, идолизации и неприкрытой лести. Воспоминания о Густаве Климте как человеке оставили его младшая сестра Гермина Климт, писатель Герман Бар, художественный критик Людвиг Хевеши, журналистка Берта Цукеркандль и первый биограф художника Ганс Титце.
Привыкший к общественному вниманию, одновременно любви и ненависти публики, Климт вёл жизнь, во всех отношениях независимую от категорий буржуазного общества: наряжался в просторные халаты, не пытаясь придать элегантности своему облику, общался и в высших кругах на венском диалекте, оставаясь выходцем из народа, практиковал промискуитет, отбросил академический стиль, сблизился с еврейской буржуазией, что возвысило его над другими, менее смелыми художниками, до уровня идеального лидера сецессиона. По воспоминаниям Людвига Хевеши, Климт вёл себя властно, у него всегда было своё мнение, которое он чётко формулировал, что не вызывало антипатии, а скорее демонстрировало его вызывающую доверие силу: «Вот сидит он [Густав Климт] посередине длинной стороны стола, просто и категорично, излучая силу, рождённый находиться в центре внимания… […] Он не речист, хотя ему всегда есть что сказать. Он умеет так коротко, крепко или саркастично бросить пару слов, как будто он участвует в согласовании или, более того, задаёт ему тон. И в этом всегда есть смысл, и он всегда решительно выбирает сторону. Его акцент, его темп, его жестикуляция ободряют. Поэтому молодёжь в любом случае может на него ориентироваться и доверять ему безусловно». В эпицентре венской культурной жизни Климт всячески избегал публичности, не любил выступать с речами и даже друзей не подпускал к своей семье.
В описании Альфреда Лихтварка, немецкого искусствоведа и директора Гамбургского кунстхалле, Климт предстаёт коренастым и даже полноватым человеком, загорелым, как моряк, со скуластым лицом и маленькими живыми глазами. Чтобы его лицо не казалось круглым, он зачёсывал волосы над висками повыше, и только эта деталь могла намекнуть на его художественные наклонности. Манеры общения Климта были добродушными, приземлёнными и простецкими, он разговаривал громко, с сильным венским акцентом и с удовольствием подшучивал над людьми. Для Артура Шницлера сидевший как-то напротив него за столом у Цукеркандлей Климт выглядел весёлым фавном. Такой внешний облик скрывал глубокую депрессию, настигшую Климта после смерти брата Эрнста. В мае 1899 года в письме Карлу Моллю Климт признавался: «Я уже годами невыразимо несчастный человек, по мне этого не видно, люди считают, что наоборот, даже завидуют мне. Что бы я ни предпринимал в последние семь-восемь лет, мои спутники — несчастье и скорбь».
Густав Климт не любил разглагольствовать о себе или своём творчестве и не имел литературных амбиций. Известна его цитата: «Красиво говорить и писать я не силён, уж точно не тогда, когда нужно высказаться о себе или своей работе. Меня мутит уже от мысли о том, что мне нужно написать обычное письмо». Из скупых упоминаний на почтовых открытках, которые он отправлял Эмилии Флёге из путешествий по Европе, следует, что на него произвели впечатление только три вещи: «неслыханная роскошь» равеннских мозаик, картины Эль Греко в Толедо и африканские скульптуры в Музее Конго. В сочинении «Комментарий к несуществующему автопортрету» он утверждал: «Я никогда не писал автопортретов. Меня гораздо меньше интересую я сам в качестве предмета картины, чем другие люди, прежде всего женщины… Во мне нет ничего особенного. Я художник, пишущий день за днём с утра до ночи… Кто хочет что-нибудь обо мне знать… должен внимательно рассмотреть мои картины». По воспоминаниям Эриха Ледерера, Климт как-то ему сказал, подмигнув: «Есть только два художника — Веласкес и я».
Повседневная жизнь Густава Климта была обставлена многочисленными буржуазными привычками, от которых он не был готов отступать. С детской беспомощностью Климт перекладывал на других даже решения по деловым вопросам. Известна характерная история о некоем заказчике Климта, ожидавшем от него ответ на своё длинное письмо, но получившем только телеграмму с текстом «Письмо позже. Климт» и никакого письма. День Густава Климта начинался с занятий с гантелями, за которыми следовала четырёхкилометровая пешая прогулка от дома на Вестбан-штрассе по склону Грюнберга к дворцу Шёнбрунн, где он, по воспоминаниям Карла Молля, плотно завтракал с друзьями и коллегами в старовенской атмосфере кафе при развлекательном комплексе «Тиволи»: кофе, гугельхупф и много взбитых сливок. За завтраком категорически запрещалось говорить об искусстве. Климт любил хорошо поесть, в ожидании Климта в гости друзья припасали для него сразу две порции блюда. На ужин Климт часто заказывал ростбиф Жирарди или сладкое мясо по-тегетхоффски. Со слов Людвига Хевеши, в кругу близких друзей Климт мог веселиться с детской непосредственностью, но в обществе он маскировался под молчуна, не поддерживавшего разговор и как будто даже не следившего за его ходом, но при этом он точно знал, когда сказать своё веское слово. Из Шёнбрунна Климт брал фиакр или опять же шёл пешком до мастерской, где в уединении усердно работал до вечера в окружении целой стаи любимых кошек. Чтобы найти идеальную композицию для картины, Климт с удивительной скоростью один за одним рисовал на бумаге великолепные эскизы, листы тут же оказывались на полу, а когда в мастерской уже невозможно было передвигаться, он складывал их в высокие башни, которые разлетались от малейшего дуновения ветра. Чтобы сохранять креативность, Климту, человеку настроения, требовалась рутина, которую некоторые принимали за филистерство. Поэтому он защищался: его мастерская была открыта только для тех немногих избранных, кто знал секретный стук. За работой Климт не хотел видеть никого и требовал покоя и тишины. Не любивший изменений в частной жизни Климт не без сомнений согласился с предложением Йозефа Хоффмана оформить ему интерьер мастерской. Известно, что в прихожей мастерской Климта постоянно находилось наготове несколько не совсем одетых моделей, которых мастер вызывал к себе по необходимости, и оплачивал их ожидание по пять крон в час. С моделями Климт во время работы не болтал, а страстно декламировал им «Божественную комедию» Данте, которую он якобы не выпускал из рук.
Климт редко путешествовал, но в 1898—1916 годах уезжал с семьёй Флёге на лето из душной Вены в Зальцкаммергут, где проводил время за пейзажами и занимался с племянницей Ленчи, а в последние годы жизни регулярно ездил на лечение в Бад-Гастайн. Организацией летнего отдыха занимались сёстры Флёге, обычно они снимали несколько помещений, этаж или маленькую виллу через друзей или родню. Климт приезжал на Аттерзе позднее, обычно старался попасть туда к своему дню рождения 14 июля. Он ехал из Вены пять часов поездом до Фёклабрукка, куда за ним высылали карету. Уговорить Климта на другие поездки друзьям удавалось только в том случае, если все организационные заботы они брали на себя. В 1903 году он дважды побывал в Италии, в 1906 году с Фрицем Верндорфером — в Брюсселе, а оттуда через Остенде — в Лондоне. Осенью 1909 года Карл Молль уговорил Климта съездить в Париж и оттуда — в Мадрид, и оба города художника не впечатлили. Только Эль Греко в Толедо улучшил ему настроение. В путешествиях он быстро впадал в ностальгию и близкое к ипохондрии беспокойство о своём здоровье. Обретя признание европейского уровня, Климт по-прежнему очень часто отказывался от поездок на международные выставки с участием его картин.
Летом на Аттерзе, как следует из письма Густава Климта в Вену в 1903 году любовнице Мицци Циммерман, он так же жёстко выдерживал распорядок дня: рано вставал и рано ложился спать, всё время отдавал работе над пейзажами или изучал свои японские книги, отвлекаясь только на приёмы пищи, раннюю прогулку по лесу, утреннее купание, дневной сон и вечернее катание на лодке. И даже если на летнем отдыхе Климт был более общительным, он выбирал себе тихие и уединённые места и жильё в них: в 1898 году — в Санкт-Агате под Бад-Гойзерном, с 1900 года — в гостевом доме при вилле Фридриха Паулика на Аттерзе, а затем до 1907 года — поблизости, в поместье в Литцльберге. В 1908—1912 годах компания останавливалась на вилле «Олеандр» с садом и лодочной пристанью в Каммере на Аттерзе. В 1913 году Климт отдыхал со своей семьёй на озере Гарда, а с лета 1914 года вернулся в Вайсенбах на южном берегу Аттерзе. За продолжительные лесные прогулки по утрам местные жители прозвали Климта лешим. В Вайсенбахе Климт и семья Флёге проживали в разных домах на некотором расстоянии друг от друга. Свой сельский дом на окраине Вайсенбаха художник увековечил в двух пейзажах, известных как «Дом лесника в Вайсенбахе». По воспоминаниям местных жителей, Эмилия Флёге и Густав Климт проводили дни вместе, его часто видели с мольбертом в саду или проезжающим на велосипеде, но выглядел он угрюмо и недружелюбно и ни с кем из них не общался. На основе годами устно передававшихся воспоминаний местных жителей сложилась ничем не подтверждённая легенда о том, что на Аттерзе нелюдимый Климт якобы работал над своими пейзажами даже в ненастную погоду, и в дождь и ветер, причём иногда даже сидя в лодке. По свидетельствам современников, в последние годы жизни потребность художника в уединении на природе только возрастала. Спустя несколько дней после смерти художника Герман Бар признавался: «Вообще, только сейчас я в полной мере ощутил, как великолепна была его жизнь в последние шесть-семь лет, после того, как он полностью удалился. Для полноценного австрийского бытия необходимо такое отрешение».
Густав Климт с молодости увлекался фотографией и использовал её возможности ещё в работе над фресками Бургтеатра в 1888 году, а в тяжёлые времена подрабатывал увеличением и раскрашиванием фотоснимков. Художник нередко занимался и портретной съёмкой. На XIII выставке Венского сецессиона в 1902 году был представлен фотопортрет Марии Хеннеберг работы Густава Климта, а в новогоднем выпуске журнала «Немецкое искусство и декорация» были опубликованы фотографии Эмилии Флёге в реформенных платьях собственного производства, выполненные Климтом в Литцльберге. Фотография упрощала художнику и работу над картинами, освобождая время и ему, и портретируемым. Достоверно известно, что лица и руки на портретах Сони Книпс, Марии Хеннеберг, Эмилии Флёге, Маргариты Стонборо-Витгенштейн, Фритцы Ридлер и Адели Блох-Бауэр были написаны по фотографиям. Климт работал медленно и скрупулёзно: пейзажи с Аттерзе он доделывал уже в венской мастерской по эскизам, фотоснимкам и почтовым карточкам.
Дамский художник Климт был достаточно разборчив в заказах, а по мере роста популярности не раз последовательно и уверенно отказывал клиентам. Решающими факторами для принятия заказа были сложившиеся близкие личные связи или интерес к личности женщины. Например, Климт отказал доброму заказчику фриза Адольфу Стокле написать портрет жены Сюзанны. А знаменитому Максу Либерману, попросившему о портрете дочери и гостеприимно предложившему остановиться на время работы в его доме в Берлине, Климт ответил, что согласен написать портрет, но в Берлине он работать не может, и фрейлейн придётся приехать в Вену. Исходя из многочисленных женских портретов, написанных Климтом на заказ в течение жизни, его интересовали образованные дамы, эмансипированные, часто разведённые, обязательно состоятельные и холёные. Они увлекаются искусством, музыкой, театром и литературой, гостеприимные хозяйки светских салонов, и, что немаловажно, принадлежат преимущественно к высшим слоям крупной еврейской буржуазии, которой художник во многом обязан своим успехом.
Большинство спонсоров и коллекционеров творчества Климта — евреи, но для Густава Климта это не играло особенной роли, ведь они отмечали и Хануку, и Рождество, убеждённые в том, что благодаря ассимиляции, не будучи религиозными или перейдя в христианство, они воспринимались полноценными гражданами. Стефан Цвейг, австриец, еврей, гуманист и пацифист писал во «Вчерашнем мире»: «Девять десятых того, что мир окрестил венской культурой девятнадцатого столетия, была культура, поддерживаемая, питаемая или созданная еврейством. Ибо как раз в последние годы венское еврейство […] стало творчески плодоносным, создав искусство отнюдь не специфически еврейское, а, напротив, глубоко и подчёркнуто австрийское, венское по сути».
Из письма Климта родителям Маргариты Стонборо-Витгенштейн следует, что в 1905 году он запрашивал за официальный портрет пять тысяч гульденов, что соответствует по покупательной способности современным 63 тыс. евро. Один из самых высокооплачиваемых художников Австрии своего времени, Климт не испытывал финансовых затруднений, но и не стремился упрочить своё материальное положение: «Есть ещё в жизни такая дурная пошлость, копить капиталы. Заработанные деньги нужно как можно быстрее тратить. Если бы можно было обязать к этому всех людей, все экономические бедствия на земле точно бы закончились». Сам художник следовал своему правилу: хотя он зарабатывал много, денег после его смерти в наследстве не обнаружилось. Климт не был склонен к экономии и был щедр с окружавшими его людьми. Он содержал свою семью, платил своим моделям больше, чем большинство других художников, и с готовностью приходил на выручку, если у них возникали денежные трудности. Со слов Берты Цукеркандль, Климт помогал своим моделям заплатить за квартиру и похоронить отца, для него человеческое отношение было гораздо важнее финансового расчёта. Об этом было известно многим, и находились те, кто злоупотреблял его добротой. Но Климт по этому поводу говорил: «Уж лучше я дам денег негодяю, чем не дам бедняку».
О щедрости Климта к работавшим на него моделям сохранились две забавные истории: о беременной Герме и молодом человеке, которому Климт в борцовском поединке сломал руку. В один прекрасный день Герма, одна из постоянных моделей Климта, внезапно не явилась в мастерскую. Климт рассердился, но и забеспокоился и послал её найти. Выяснилось, что у незамужней Гермы обнаружилась нежеланная беременность, и она стеснялась об этом сообщить, хотя на её модельный заработок кормилась вся семья. Не раздумывая, Климт пригласил Герму позировать, ведь Климта не заботили общественные нормы и приличия, и именно такова история появления скандальной картины «Надежда I», владельцу которой Фрицу Верндорферу приходилось хранить её дома за плотно закрытыми створками. Во второй истории тяжелоатлет, часто работавший с Климтом, как-то устал от долгого позирования, и чтобы тот размялся, художник предложил ему по-дружески побороться и при этом нечаянно сломал ему руку. Молодой человек, как ни в чём не бывало, продолжал работать в мастерской Климта с загипсованной рукой, художник оплатил ему пребывание в больнице и выплатил компенсацию. Тем не менее, эгоцентричный Климт злоупотреблял бесконечной благодарностью своих моделей, в основном очень молоденьких девушек из бедных семей, которые не могли отказать ему в сексуальной близости. Его модель, пражская прачка Мария Учицки забеременела в 17 лет.

## Личная жизнь
С влюблённой женщиной можно делать всё, что она хочет.
Густав Климт никогда не был женат, но в его личной жизни было много женщин. Климт добровольно признал троих детей: сына Марии Учицки (1880—1928) Густава (1899—1961) и двух сыновей — Густава (1899—1976) и Отто (1902—1902), умершего годовалым, — от Марии Циммерман (1879—1975) и оказывал им финансовую поддержку. Разница в возрасте между двумя Густавами, сыновьями художника, составляла всего два месяца. Узнав о беременности Циммерман по возвращении из Италии, Климт написал ей письмо на десять страниц, в котором признавался, что чувствовал отчаяние и вину и обещал заботиться о ней и будущем ребёнке, как муж и отец. Мать двоих детей Климта Мицци Циммерман занимала очень ограниченное и изолированное место в его жизни, художник не афишировал отцовство, хотя и изредка навещал сына, а его окружение — семья, коллеги, меценаты — могли видеть её только на его картинах. В письмах с летнего отдыха Климт описывал Мицци свои будни, работу и настрой, но ей разрешал писать ему только в срочных случаях, иначе ведь весь посёлок узнает, кто ему пишет. Переписка между Климтом и Циммерман прекратилась после разрыва отношений по неизвестным причинам в 1903 году. Художник отправлял Мицци ежемесячно почтовые переводы, оплачивал её жильё неподалёку от своей мастерской и летний отдых. Густав Учицки с детства знал, что является незаконнорожденным сыном художника, но и с ним художник держал дистанцию. В 1919 году Учицки попытался получить отцовскую фамилию, но столкнулся с противостоянием венских художников, которые не желали, чтобы кто-то из мира кино назывался Густавом Климтом. После смерти художника на его наследство претендовало 14 детей, в конечном счёте наследниками было признано только четверо: ещё двоих сыновей, Густава (1912—1979) и Вильгельма (1915—?), от Климта родила Консуэла Хубер (1896—1978). Из неопубликованной переписки Эмилии Флёге с братом Германом и матерью Барбарой следует, что Климт был сифилитиком.
Соня Книпс, урождённая баронесса Пуатье де Эшейс, была одной из портретируемых Климта, с которой, по некоторым предположениям, его связывали любовные отношения до её брака с промышленником Антоном Книпсом в 1896 году. Женщина современная, незаурядная и лишённая предрассудков, она была не только клиенткой Климта, Венских мастерских, оформлявших её виллу, и ателье сестёр Флёге, но и убеждённой сторонницей идеалов сецессиона. В её наследии помимо портрета, с которым она не расставалась до конца своих дней, и других работ Климта сохранился красный альбом со вложенным фотопортретом художника и его набросками, в том числе к картинам «Философия», «Медицина», «Голая правда», «Движущаяся вода», «Блуждающие огоньки», «Чёрный бык» и «Юдифь», который ей, вероятно, оставил на память художник. Ныне красный альбом находится в фондах галереи Бельведер. О любовных отношениях между ними также свидетельствует бумажный «поэтический» веер с рисунком Климта, любовным сонетом Хафиза Ширази в переводе Г. Ф. Даумера и изречением из «Клаудины де Вилла Белла» И. В. Гёте. В книге «Соня Книпс и венский модерн» М. фон Миллер предположил, что так художник завершил их роман, поскольку сохранился ещё один веер с надписью «Лучше ужасный конец, чем ужас без конца», подаренный Климтом неизвестной. По воспоминаниям же родных Сони Книпс, она, как и Эмилия Флёге, бросила Климта потому, что он не был готов жениться. Брак с Книпсом, хотя и обеспечивал Соне финансовую независимость, тоже не принёс ей семейного счастья.
В 1897 году Густав Климт познакомился с юной Альмой Шиндлер, падчерицей его друга, художника Карла Молля. К 18 годам музыкально и литературно одарённая Альма уже прослыла «самой красивой девушкой Вены». В салоне Моллей проходили первые встречи участников сецессиона, на них присутствовала иногда и Альма. В автобиографии Альма Шиндлер писала: «Совсем молоденькой я познакомилась с ним [Густавом Климтом] на одной из этих тайных встреч. Он был самым талантливым из них, ему 35, он в расцвете сил, красив во всех смыслах и уже тогда очень популярен. Его красота и моя свежая юность, его гениальность, мои таланты, наша общая проникновенная музыкальность в жизни настроила нас на одну тональность. Я была непозволительно наивна в делах любовных, а он почувствовал это и искал меня повсюду». По словам Альмы, ничего не подозревавший Молль пригласил Климта и ещё нескольких друзей от искусства присоединиться к их семейной поездке в Италию. В Италии настойчивыми ухаживаниями Климт добился от Альмы взаимности, и это не осталось незамеченным окружающими. Любовный роман резко оборвался, едва начавшись. В действительности история могла выглядеть иначе. В 1997 году были опубликованы дневниковые записи Альмы Шиндлер, из которых следует, что ещё до Италии она отдавала себе отчёт, что флиртовала с мужчиной, уже связанным отношениями как минимум с тремя женщинами. Но взрослый и опытный Климт так вскружил Альме голову, что настойчивыми вопросами даже добился от неё согласия выйти за него замуж и тут же дал ей отказ: он не может на ней жениться, женитьба для него абсолютно немыслима, и причина только в нём, а Альму он любит исключительно как красивую картину. В Италии Климт в своём флирте допустил какую-то грубость и тем самым отвернул от себя обидевшуюся девушку, а, опомнившись, оказался настолько навязчивым в своих мольбах о прощении, что это наконец заметил отчим Альмы и заставил Климта незамедлительно уехать из Италии домой. Чтобы не потерять друга, Климт написал Моллю длинное письмо с извинениями, в котором называл себя старым ослом, по глупости возомнившим себя достойным первой любви цветущего дитя, и пожаловался на случавшиеся у него перебои в мозговой деятельности. Карл Молль великодушно простил друга. В изданной на рубеже 1960-х автобиографии «Моя жизнь» Малер-Верфель утверждала, что спустя годы каждый раз при встречах с ней он твердил, что так и не смог избавиться от её чар, а как-то даже произнёс, что они «искали друг друга целую жизнь и в действительности так и не нашли».
Эмилия Флёге поставила точку в любовных отношениях с Климтом как раз тогда, когда он увлёкся Альмой Шиндлер, осознав, что в его жизни всегда будут другие женщины помимо неё. Американский историк Карл Шорске в своём труде «Вена. Дух и общество fin de siècle» провёл биографические параллели между Климтом и Фрейдом и пришёл к выводу, что на рубеже веков художник переживал мужской кризис и не мог принять радостей семейной жизни или хотя бы постоянных отношений. Тем не менее, Флёге и Климт на всю жизнь остались родственными душами друг для друга и сохранили близкие доверительные отношения. Они проводили вместе много времени, ходили в театр, появлялись на официальных мероприятиях и много лет проводили лето на Аттерзе. Венское общество представляло себе Эмилию Флёге святой мученицей, отказавшейся от семьи и детей ради личной свободы творца, жертвенно выбравшей себе роль музы гениального художника, при этом упуская из виду, что она была целеустремлённой, успешной и самодостаточной деловой женщиной. Ни Климт, ни Флёге никогда не комментировали характер своих отношений. Не сохранилось никаких документов, которые могли бы пролить свет на их чувства друг к другу, кроме серии фотографий в непринуждённой обстановке на летнем отдыхе. После смерти Климта Эмилия Флёге сожгла несколько корзин со своими письмами к нему, а в 1983 году, когда открыли её архив, в нём помимо прочего было обнаружено около четырёхсот писем и почтовых карточек от Климта. Но это была не любовная переписка, а обычные бытовые и повседневные послания, написанные кратко, телеграфным стилем, никак не выдающим эмоционального состояния или уровня отношений между ними. На основании опубликованных почтовых карточек с привлечением фотоархива психоаналитик Дитхард Леопольд, сын Рудольфа Леопольда, пришёл к выводу, что склонный к депрессии Климт имел пограничное расстройство личности и мог поддерживать стабильные отношения только с Эмилией Флёге, но они не были сексуальными, потому что она была лесбиянкой. В страхах художника, его ипохондрии и желании нравиться, а также обращении к алкоголю Леопольд видит знаки неуверенной «константности объекта», на которую также повлияли ранняя смерть отца, амбивалентная связь с матерью и эдипов комплекс. Тем не менее, почтовая корреспонденция между Климтом и Флёге только подтверждает, насколько прочным был союз двух неординарных людей, что бы ни лежало в его основе.

## Комментарии
1. ↑  Во время реставрационных работ в 1977 году под полупрозрачным красочным слоем обнаружилось первоначальное курьёзное изображение непринуждённо прислонившегося к пилястре Эрнста Климта с сигаретой в правой руке.
2. ↑  Ставку, на которую претендовал Климт, получил консервативный польский художник Казимир Похвальский.
3. ↑  После смерти Климта Эгон Шиле призывал оставить его мастерскую в неприкосновенности и превратить в музей, но в 1918 году здание было переоборудовано под жилье и продано. С 2012 года отремонтированное здание доступно публике как музей «Вилла Климта».
4. ↑  В немецком языке нем. Sonnenblume — «подсолнечник, подсолнух» — существительное женского рода.
5. ↑  Большинство пейзажных эскизов предположительно было уничтожено пожаром в квартире Эмилии Флёге в 1945 году.
6. ↑  На исходе XIX века летний отдых за городом пользовался у венских буржуа необычайной популярностью и носил поэтическое название «летняя свежесть» (нем. Sommerfrische).